# Liste des espèces du genre Begonia

Le genre Begonia, famille des Begoniaceae, comprend plus de 1500 espèces  botaniques (en mai 2018 on en comptait 1870) auxquelles il convient d'ajouter les hybrides naturels.
Depuis plusieurs siècles, d'abord en Europe, puis en Amérique du Nord et ailleurs, de nombreux bégonias sont cultivés et croisés par les horticulteurs. C'est donc à la suite d'innombrables essais qu'ont été obtenus les nombreux cultivars répertoriés, collectionnés ou commercialisés dans les jardineries du monde entier.
Pour une classification sur des critères d'horticulture, voir la Catégorie:Bégonia par groupe horticole.
Pour une classification scientifique par sections, voir la Catégorie:Espèce de Begonia par section.

## Variabilité des bégonias
Les bégonias s'hybrident avec facilité dans la nature, par conséquent il est difficile de les identifier les uns des autres uniquement sur des critères morphologiques. Au XXIe siècle, on s'appuie également sur des analyses d'ADN et des expérimentations pour déterminer s'il s'agit d'espèces à part entière ou bien d'hybrides. 
Par conséquent le nombre d'espèces valides dans le genre Begonia évolue encore constamment. Soit au gré des découvertes de nouveaux spécimens types au cours des expéditions de terrain, soit à la faveur des progrès de la recherche. Les botanistes peuvent désormais plus facilement repérer des espèces distinctes là où leurs prédécesseurs n'en avaient décrit qu'une seule, ou au contraire mettre en évidence une hybridation.
Cette liste n'a donc qu'une validité provisoire, alors même que de nombreux bégonias encore inconnus sont en danger de disparition dans leur habitat naturel. Citons par exemple le minuscule tubéreux Begonia elachista Moonlight & Tebbitt, décrit en 2017 et en danger critique d'extinction selon l'UICN.

## Liste d'espèces
Selon World Checklist of Selected Plant Families (WCSP) (18 juillet 2018) :
- Haut – A
- B
- C
- D
- E
- F
- G
- H
- I
- J
- K
- L
- M
- N
- O
- P
- Q
- R
- S
- T
- U
- V
- W
- X
- Y
- Z

### A

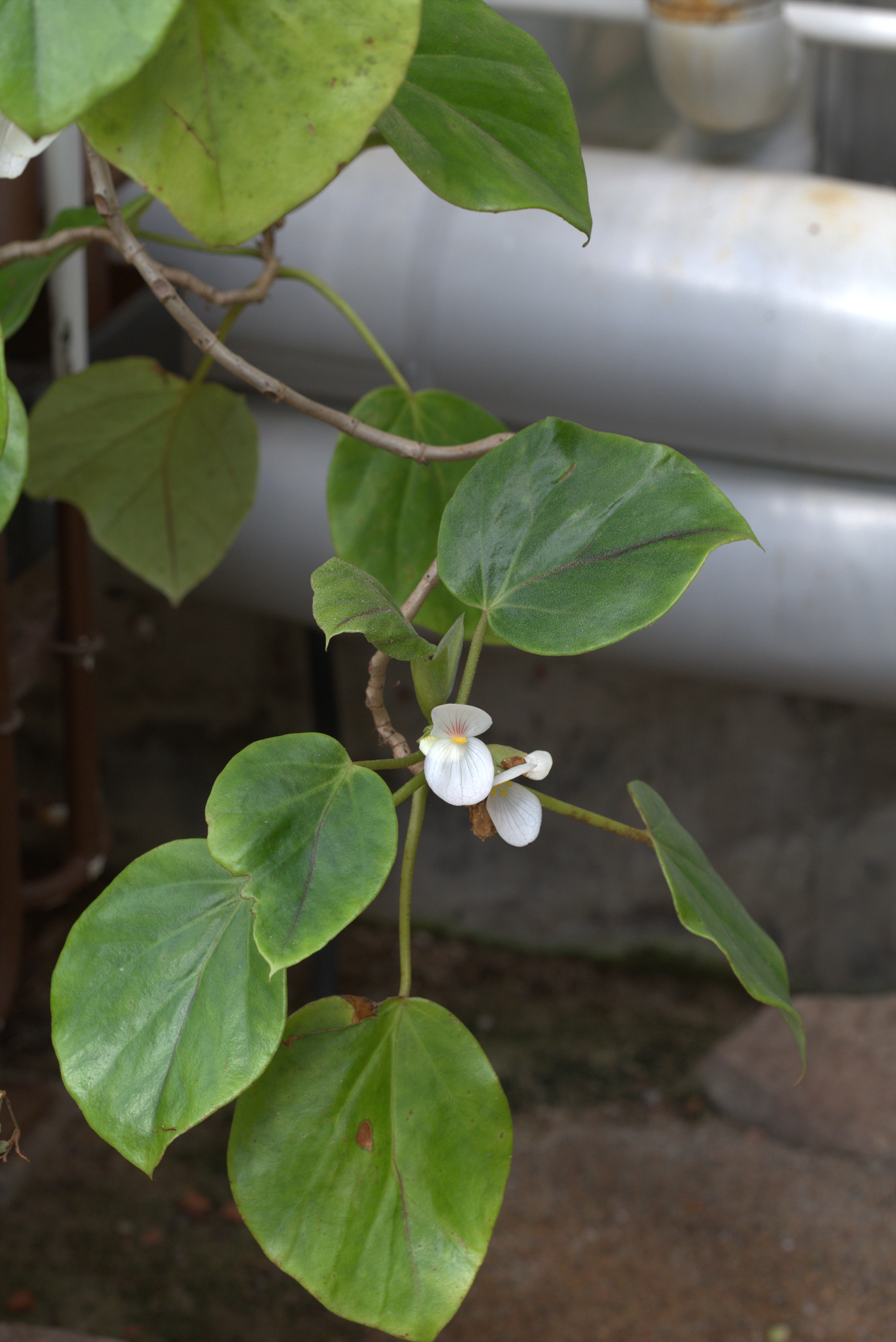
B. ampla
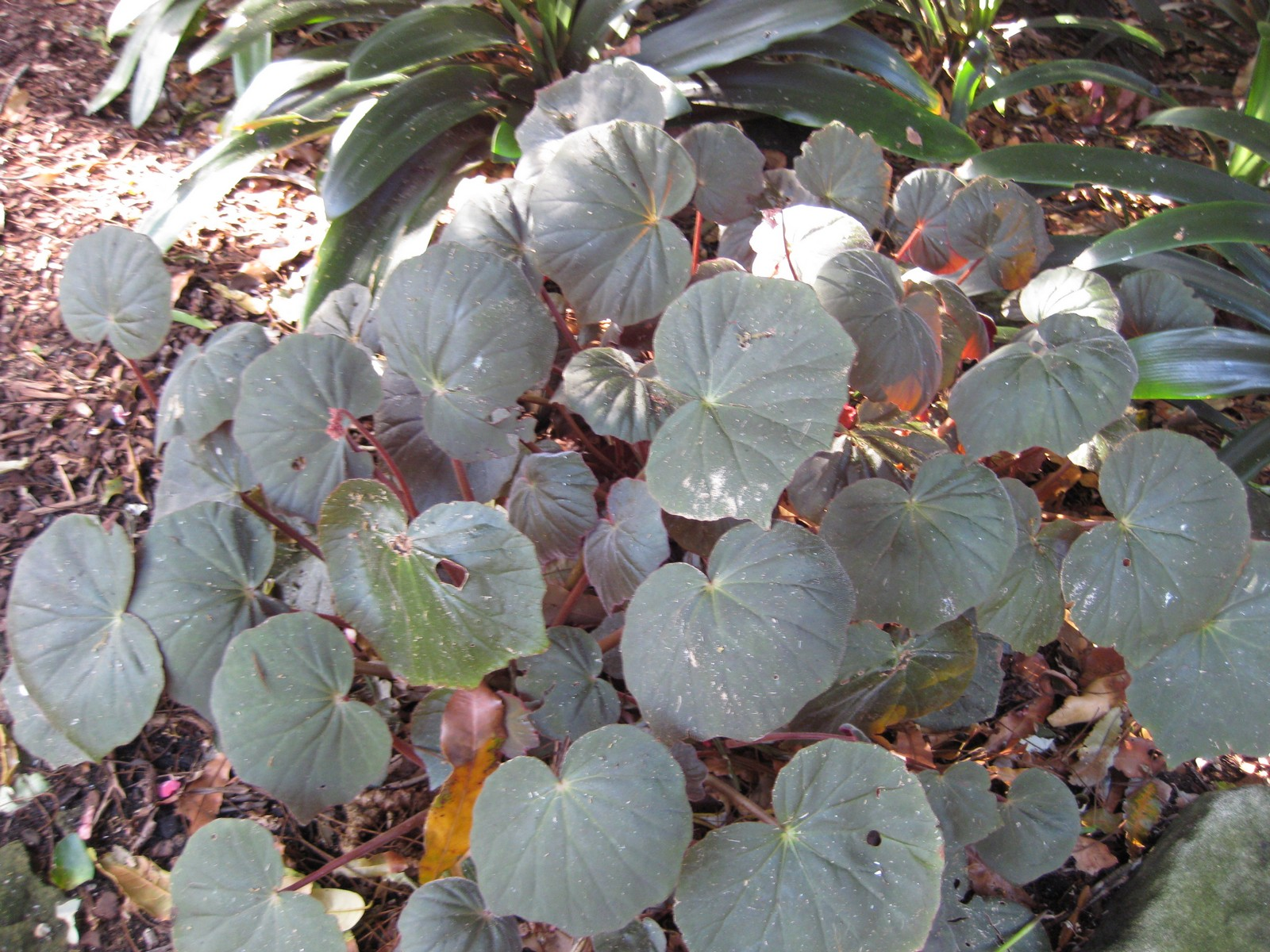
Begonia acetosa

- Begonia abbottii Urb. (1922)
- Begonia abbreviata C.I Peng (2015)
- Begonia abdullahpieei Kiew (2005)
- Begonia aberrans Irmsch. (1954)
- Begonia aborensis Dunn (1920)
- Begonia acaulis Merr. & L.M.Perry (1943)
- Begonia acclivis Coyle (2010)
- Begonia acerifolia Kunth (1825)
- Begonia aceroides Irmsch. (1953)
- Begonia acetosa Vell. (1831)
- Begonia acetosella Craib (1912)
- Begonia acida Vell. (1831)
- Begonia acidulenta S.Julia & Kiew (2016)
- Begonia aconitifolia A.DC. (1859)
- Begonia acuminatissima Merr. (1911 publ. 1912)
- Begonia acutifolia Jacq. (1787)
- Begonia acutiloba Liebm. (1852)
- Begonia acutitepala K.Y.Guan & D.K.Tian (2000)
- Begonia addrinii S.Julia & Kiew (2016)
- Begonia adenodes Irmsch. (1954)
- Begonia adenopoda Lem. (1857)
- Begonia adenostegia Stapf (1894)
- Begonia adliniana Rimi (2015)
- Begonia admirabilis Brade (1950)
- Begonia adpressa Sosef (1991 publ. 1992)
- Begonia adscendens C.B.Clarke (1889)
- Begonia aenea Linden & André (1871)
- Begonia aequata A.Gray (1854)
- Begonia aequatoguineensis Sosef & Nguema (2010)
- Begonia aequatorialis L.B.Sm. & B.G.Schub. (1950)
- Begonia aequilateralis Irmsch. (1929)
- Begonia aeranthos L.B.Sm. & B.G.Schub. (1952)
- Begonia affinis Merr. (1912)
- Begonia afromigrata J.J.de Wilde (2011)
- Begonia aggeloptera N.Hallé (1972)
- Begonia aguabuenensis Burt-Utley & Utley (2012)
- Begonia aguiabrancensis L.Kollmann (2008)
- Begonia agusanensis Merr. (1911 publ. 1912)
- Begonia aiensis C.W.Lin & C.I Peng (2017)
- Begonia aketajawensis Ardi & D.C.Thomas (2014)
- Begonia alabensis Kiew (2015)
- Begonia alba Merr. (1915)
- Begonia albidula Brade (1950)
- Begonia albobracteata Ridl. (1916)
- Begonia albococcinea Hook. (1845)
- Begonia albomaculata C.DC. ex Huber (1906)
- Begonia ×albopicta W.Bull (1885)
- Begonia alcarrasica J.Sierra (1989)
- Begonia alchemilloides A.DC. (1859)
- Begonia algaia L.B.Sm. & Wassh. (1983)
- Begonia alice-clarkae Ziesenh. (1976)
- Begonia alicida C.B.Clarke (1879)
- Begonia almedana Burt-Utley & Utley (1999)
- Begonia alnifolia A.DC. (1859)
- Begonia alpina L.B.Sm. & Wassh. (1984)
- Begonia alta Aver. (2012)
- Begonia altamiroi Brade (1948)
- Begonia altissima Ridl. (1917)
- Begonia altoperuviana A.DC. (1859)
- Begonia alvarezii Merr. (1911 publ. 1912)
- Begonia alveolata T.T.Yu (1948)
- Begonia ×amabilis Linden (1859)
- Begonia amidalae C.W.Lin & C.I Peng (2014)
- Begonia amphioxus Sands (1990)
- Begonia ampla Hook.f. (1871)
- Begonia anaimalaiensis Bedd. (1864)
- Begonia andamensis Parish ex C.B.Clarke (1879)
- Begonia andersonii Kiew & S.Julia (2007)
- Begonia andina Rusby (1912)
- Begonia androrangensis Humbert (1972)
- Begonia androturba Coyle (2009)
- Begonia anemoniflora Irmsch. (1953)
- Begonia angilogensis Merr. (1925)
- Begonia angolensis Irmsch. (1961)
- Begonia angraensis Brade (1943)
- Begonia angularis Raddi (1820)
- Begonia angulata Vell. (1831)
- Begonia angustilimba Merr. (1922)
- Begonia angustiloba A.DC. (1859)
- Begonia anisoptera Merr. (1911 publ. 1912)
- Begonia anisosepala Hook.f. (1871)
- Begonia anjuanensis Humbert ex Aymonin & Bosser (1971 publ. 1973)
- Begonia ankaranensis Humbert ex Aymonin & Bosser (1971 publ. 1973)
- Begonia annobonensis A.DC. (1859)
- Begonia annulata K.Koch (1857)
- Begonia anodifolia A.DC. (1859)
- Begonia anserina C.W.Lin & C.I Peng (2014)
- Begonia antaisaka Humbert (1972)
- Begonia anthonyi Kiew (2001)
- Begonia antongilensis Humbert (1972)
- Begonia ×antonietae Brade (1957)
- Begonia antsingyensis Humbert ex Aymonin & Bosser (1971 publ. 1973)
- Begonia antsiranensis Aymonin & Bosser (1983)
- Begonia apayaoensis Merr. (1918)
- Begonia apiensis Kiew & S.Julia (2013)
- Begonia apparicioi Brade (1948)
- Begonia aptera Blume (1827)
- Begonia arachnoidea C.I Peng, Yan Liu & S.M.Ku (2008)
- Begonia arborescens Raddi (1820)
- Begonia arboreta Y.M.Shui (2002)
- Begonia archboldiana Merr. & L.M.Perry (1943)
- Begonia areolata Miq. (1855)
- Begonia arfakensis (Gibbs) L.L.Forrest & Hollingsw. (2003)
- Begonia argentea Linden (1859)
- Begonia argenteomarginata Tebbitt (2004 publ. 2005)
- Begonia aridicaulis Ziesenh. (1952)
- Begonia armykapii S.Julia & C.Y.Ling (2016)
- Begonia arnottiana (Wight) A.DC. (1864)
- Begonia arrogans Irmsch. (1949)
- Begonia articulata Irmsch. (1954)
- Begonia artior Irmsch. (1954)
- Begonia asperifolia Irmsch. (1927)
- Begonia aspleniifolia Hook.f. ex A.DC. (1864)
- Begonia assurgens Irmsch. ex Weberling (1963)
- Begonia asteroides L.B.Sm. & B.G.Schub. (1939)
- Begonia asteropyrifolia Y.M.Shui & W.H.Chen (2005)
- Begonia atricha (Miq.) Miq. ex A.DC. (1864)
- Begonia atroglandulosa Sosef (1991 publ. 1992)
- Begonia augustae Irmsch. (1913)
- Begonia augustinei Hemsl. (1900)
- Begonia aurantiiflora C.I Peng, Yan Liu & S.M.Ku (2008)
- Begonia auriculata Hook.f. (1871)
- Begonia auritistipula Y.M.Shui & W.H.Chen (2005)
- Begonia austroguangxiensis Y.M.Shui & W.H.Chen (2005)
- Begonia austrotaiwanensis Y.K.Chen & C.I.Peng (1990)
- Begonia awongii Sands (1996 publ. 1997)
- Begonia axillaris Ridl. (1906)
- Begonia axillipara Ridl. (1916)
- Begonia azuensis Urb. & Ekman (1930)

### B

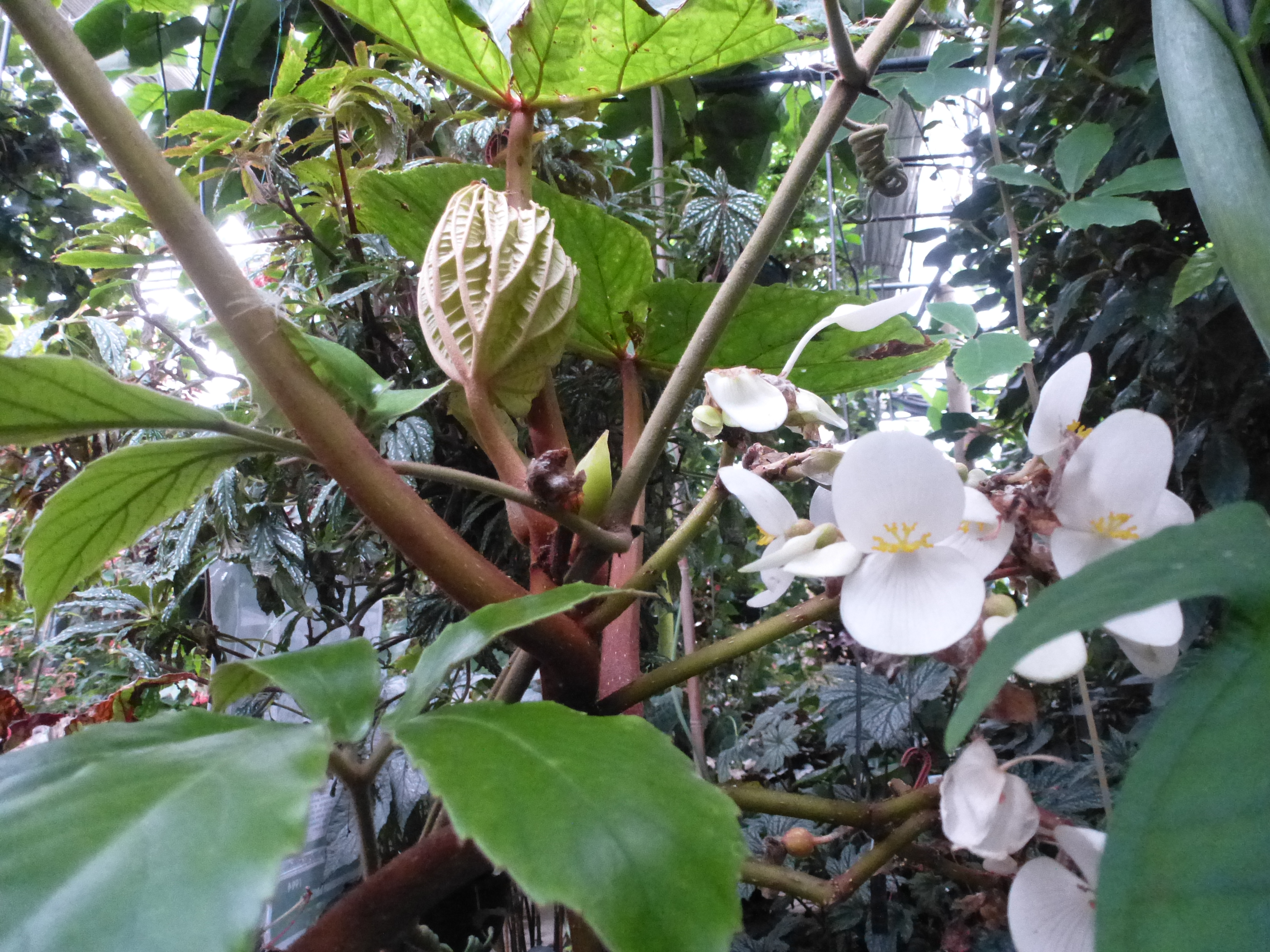
Begonia baccata
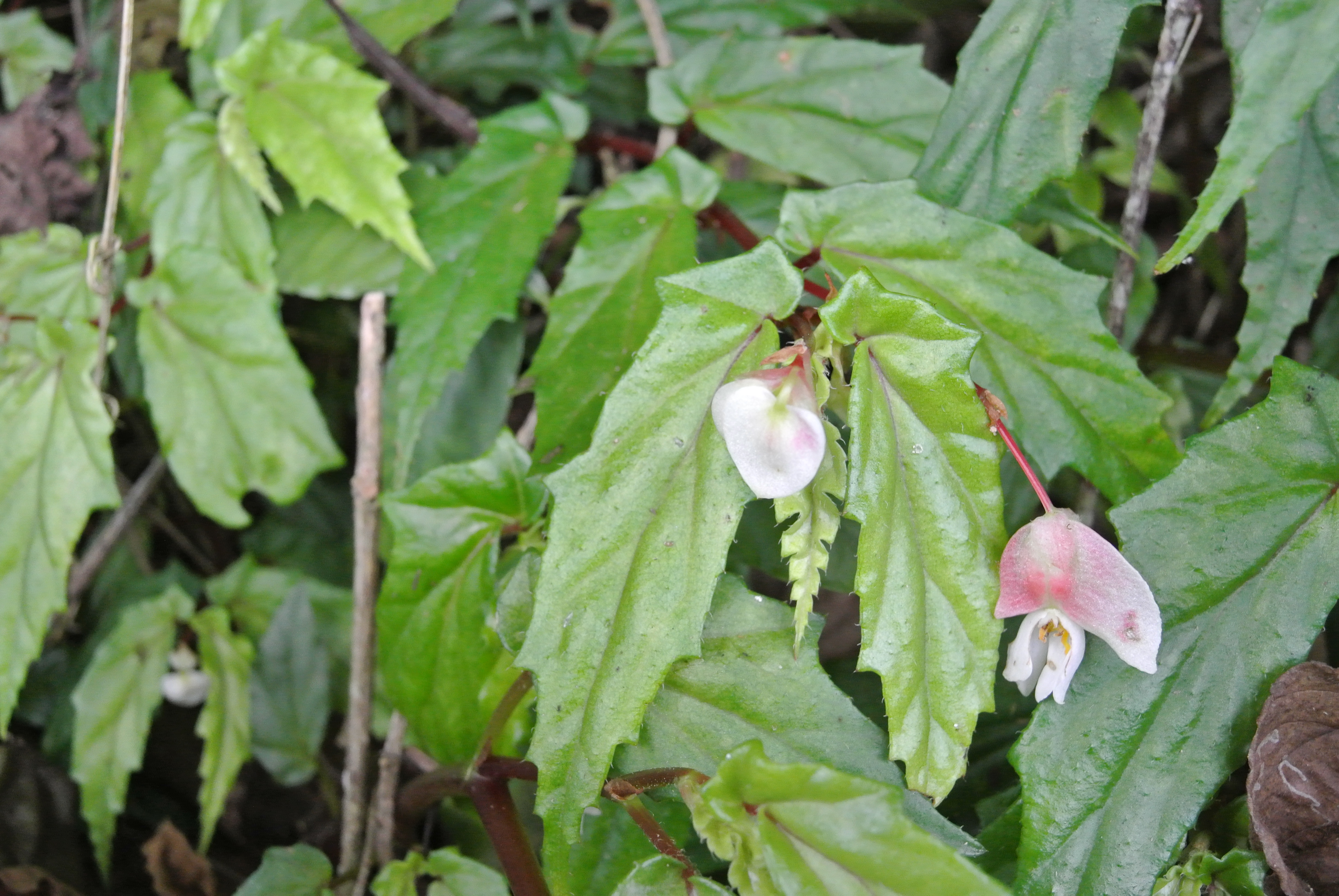
Begonia banaoensis
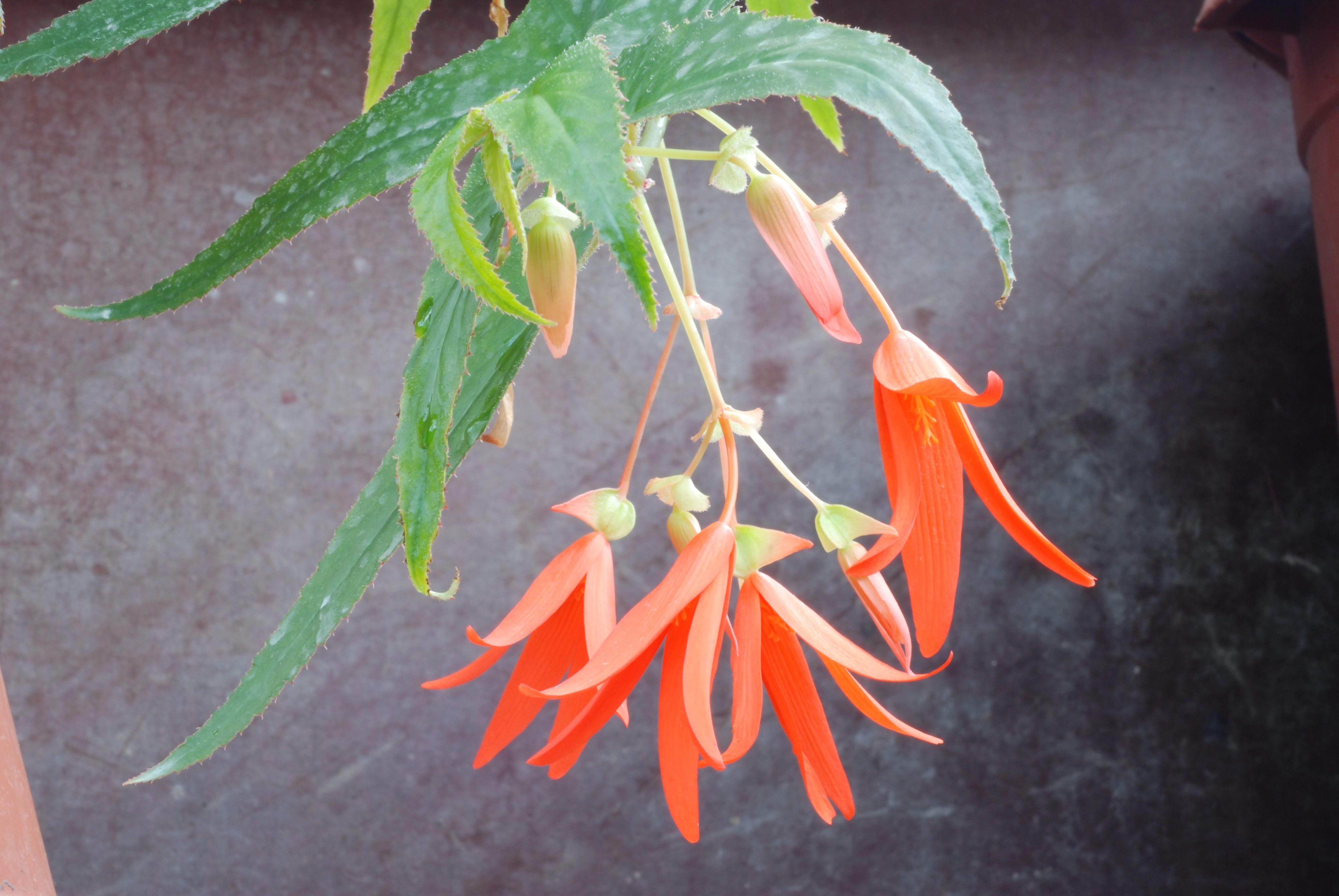
Begonia boliviensis
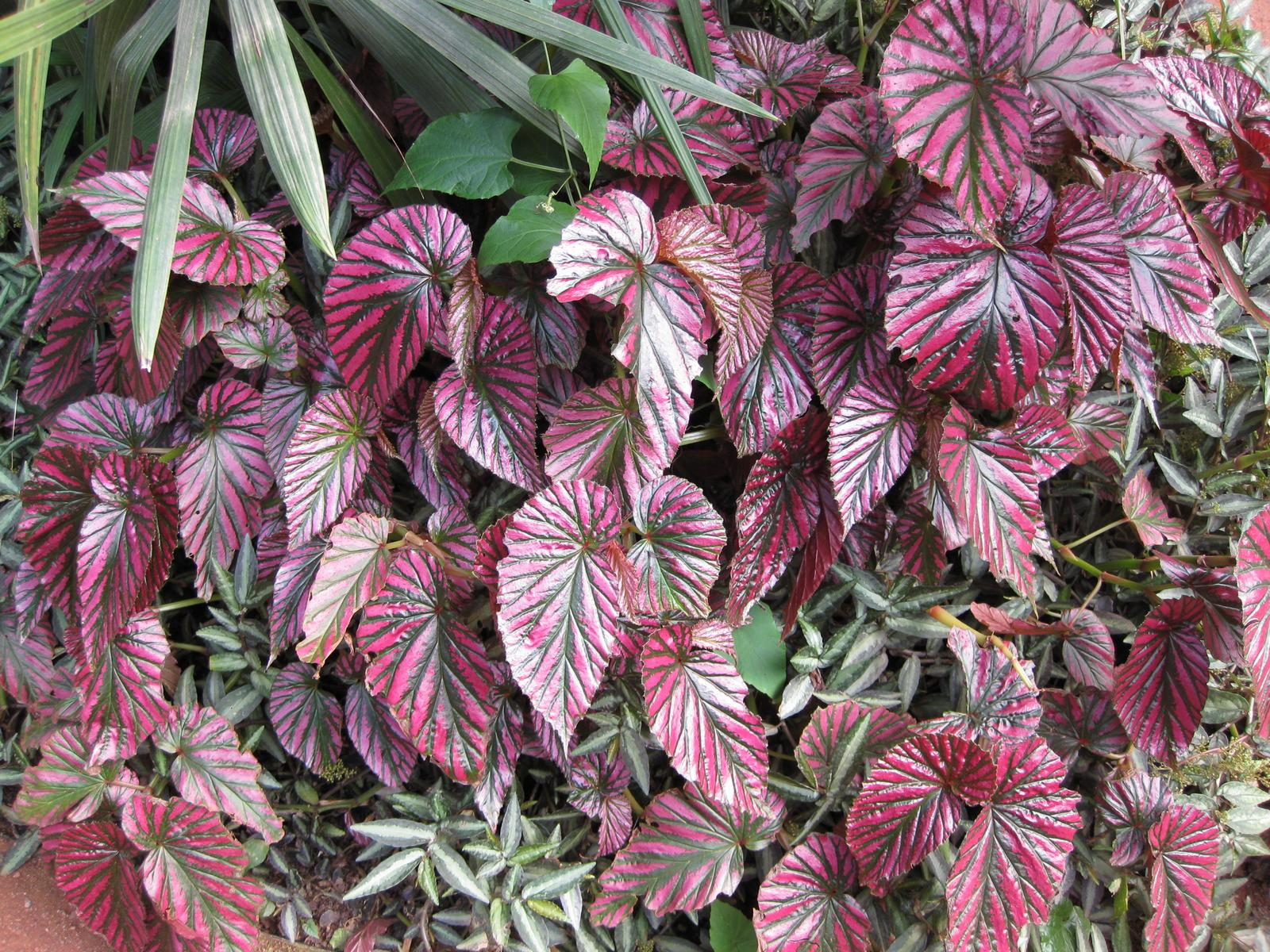
Begonia brevirimosa
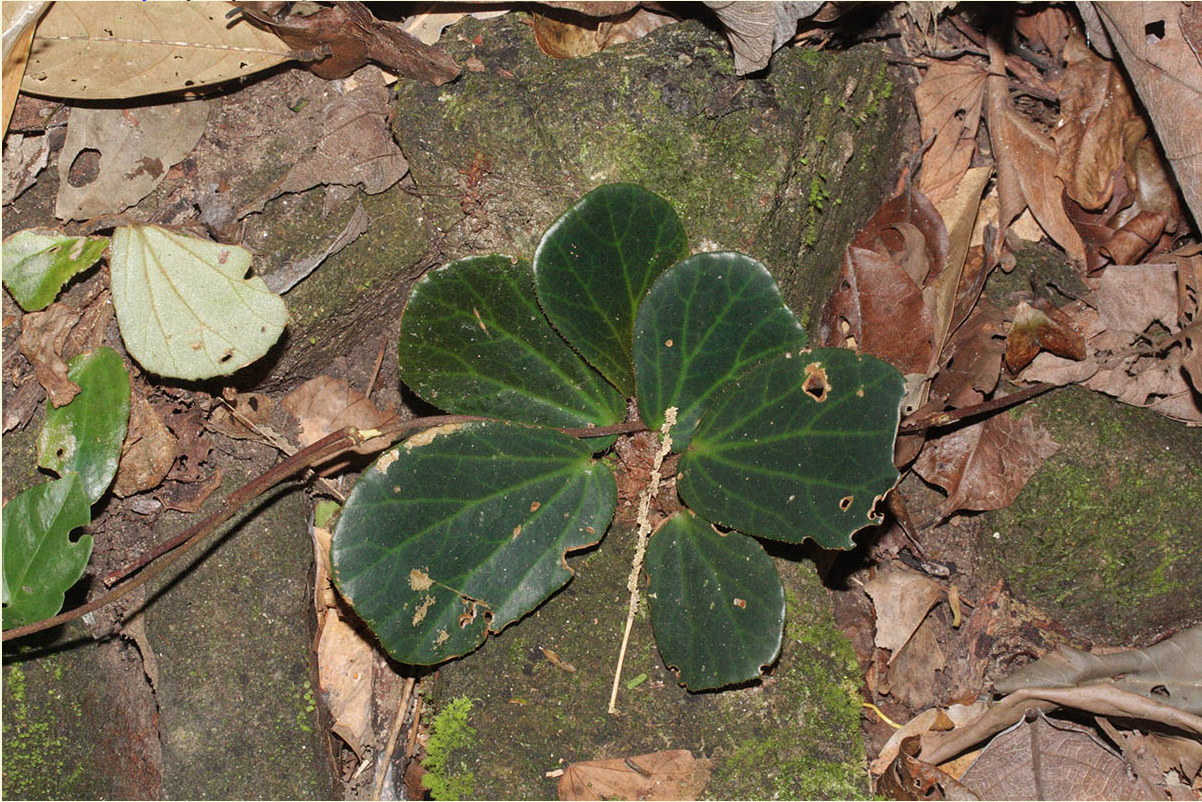
Begonia blancii

- Begonia babeana Aver. & H.Q.Nguyen (2012)
- Begonia baccata Hook.f. (1866)
- Begonia bagotiana Humbert ex Aymonin & Bosser (1971 publ. 1973)
- Begonia bahakensis Sands (1996 publ. 1997)
- Begonia bahiensis A.DC. (1859)
- Begonia baik C.W.Lin & C.I Peng (2014)
- Begonia baikoides S.Julia & C.Y.Ling (2016)
- Begonia bakunensis S.Julia (2015)
- Begonia balansae C.DC. (1903)
- Begonia balansana Gagnep. (1919)
- Begonia baliensis Girm. (2009)
- Begonia balmisiana Balmis (1794)
- Begonia bamaensis Yan Liu & C.I Peng (2007)
- Begonia banaoensis J.Sierra (1989)
- Begonia bangii Kuntze (1898)
- Begonia barahonensis (O.E.Schulz) Urb. (1922)
- Begonia baramensis Merr. (1928)
- Begonia barbellata Ridl. (1920)
- Begonia barkeri Knowles & Westc. (1840)
- Begonia barkleyana L.B.Sm. (1973)
- Begonia baronii Baker (1887)
- Begonia barrigae L.B.Sm. & B.G.Schub. (1946)
- Begonia bartlettiana Merr. & L.M.Perry (1948)
- Begonia basintaliana Rimi (2015)
- Begonia bataiensis Kiew (2005)
- Begonia baturongensis Kiew (2001)
- Begonia baumannii Lemoine ex Wittm. (1891)
- Begonia baviensis Gagnep. (1919)
- Begonia bayae S.Julia & Kiew (2016)
- Begonia beccariana Ridl. (1923)
- Begonia beccarii Warb. (1922)
- Begonia beddomei Hook.f. (1884)
- Begonia bekopakensis Aymonin & Bosser (1983)
- Begonia belagaensis S.Julia (2015)
- Begonia bella Phutthai (2012)
- Begonia beludruvenea M.Hughes (2015)
- Begonia benaratensis S.Julia (2013)
- Begonia bengohensis S.Julia (2015)
- Begonia bequaertii Robyns & Lawalrée (1947)
- Begonia berhamanii Kiew (2001)
- Begonia bernadusii Guanih (2015)
- Begonia bernicei Aymard & G.A.Romero (2011)
- Begonia bernieri A.DC. (1859)
- Begonia beryllae Ridl. (1915)
- Begonia besleriifolia Schott (1827)
- Begonia betsimisaraka Humbert (1972)
- Begonia bettinae Ziesenh. (1965)
- Begonia bidentata Raddi (1820)
- Begonia biflora T.C.Ku (1997)
- Begonia bifolia Ridl. (1917)
- Begonia bifurcata L.B.Sm. & B.G.Schub. (1955)
- Begonia biguassuensis Brade (1954)
- Begonia biliranensis Merr. (1915)
- Begonia bimaensis Undaharta & Ardaka (2015)
- Begonia bintang Rimi (2015)
- Begonia binuangensis Merr. (1918)
- Begonia bipinnatifida J.J.Sm. (1906)
- Begonia biserrata Lindl. (1847)
- Begonia bissei J.Sierra (1989)
- Begonia blancii M.Hughes & C.I Peng (2011)
- Begonia bogneri Ziesenh. (1973)
- Begonia boisiana Gagnep. (1919)
- Begonia boissieri A.DC. (1859)
- Begonia boiviniana A.DC. (1859)
- Begonia boliviensis A.DC. (1859)
- Begonia bolleana Urb. & Ekman (1930)
- Begonia bolsteri Merr. (1911 publ. 1912)
- Begonia bonii Gagnep. (1919)
- Begonia bonitoensis Brade (1945)
- Begonia bonthainensis Hemsl. (1896)
- Begonia bonus-henricus J.J.de Wilde (1980)
- Begonia boqueronensis Burt-Utley & Utley (2014)
- Begonia boraceiensis Handro (1968)
- Begonia boreoharlingii Moonlight & Tebbitt (2017)
- Begonia borneensis A.DC. (1859)
- Begonia bosseri Keraudren (1983)
- Begonia bosuangiana S.Julia (2015)
- Begonia botryoides Moonlight & Tebbitt (2017)
- Begonia boucheana (Klotzsch) A.DC. (1864)
- Begonia bouffordii C.I Peng (2005)
- Begonia bowerae Ziesenh. (1950)
- Begonia brachybotrys Merr. & L.M.Perry (1943)
- Begonia brachyclada Urb. & Ekman (1930)
- Begonia brachypoda O.E.Schulz (1911)
- Begonia bracteata Jack (1822)
- Begonia bracteosa A.DC. (1859)
- Begonia bradei Irmsch. (1953)
- Begonia brandbygeana L.B.Sm. & Wassh. (1986)
- Begonia brandisiana Kurz, J. (1871)
- Begonia brangbosangensis Girm. (2016)
- Begonia brassii Merr. & L.M.Perry (1943)
- Begonia breedlovei Burt-Utley (1986)
- Begonia brevibracteata Kupicha (1978)
- Begonia brevicaulis A.DC. (1859)
- Begonia brevicordata L.B.Sm. & B.G.Schub. (1953)
- Begonia brevilobata Irmsch. (1953)
- Begonia brevipedunculata Y.M.Shui (2006)
- Begonia brevipes Merr. (1911 publ. 1912)
- Begonia brevipetala (A.DC.) Warb. (1894)
- Begonia brevirimosa Irmsch. (1913)
- Begonia ×breviscapa C.I Peng, Yan Liu & S.M.Ku (2010)
- Begonia brevisetulosa C.Y.Wu (1995)
- Begonia bridgesii A.DC. (1859)
- Begonia bruneiana Sands (1996 publ. 1997)
- Begonia buchtienii Irmsch. (1949)
- Begonia buddleiifolia A.DC. (1859)
- Begonia bufoderma L.B.Sm. & Wassh. (1983)
- Begonia buimontana Yamam. (1933)
- Begonia bulbillifera Link & Otto (1831)
- Begonia bullata Urb. & Ekman (1930)
- Begonia bullatifolia L.Kollmann (2009)
- Begonia burbidgei Stapf (1894)
- Begonia burkillii Dunn (1920)
- Begonia burmensis L.B.Sm. & Wassh. (1983)
- Begonia burttii Kiew & S.Julia (2007)
- Begonia buseyi Burt-Utley (1982)

### C

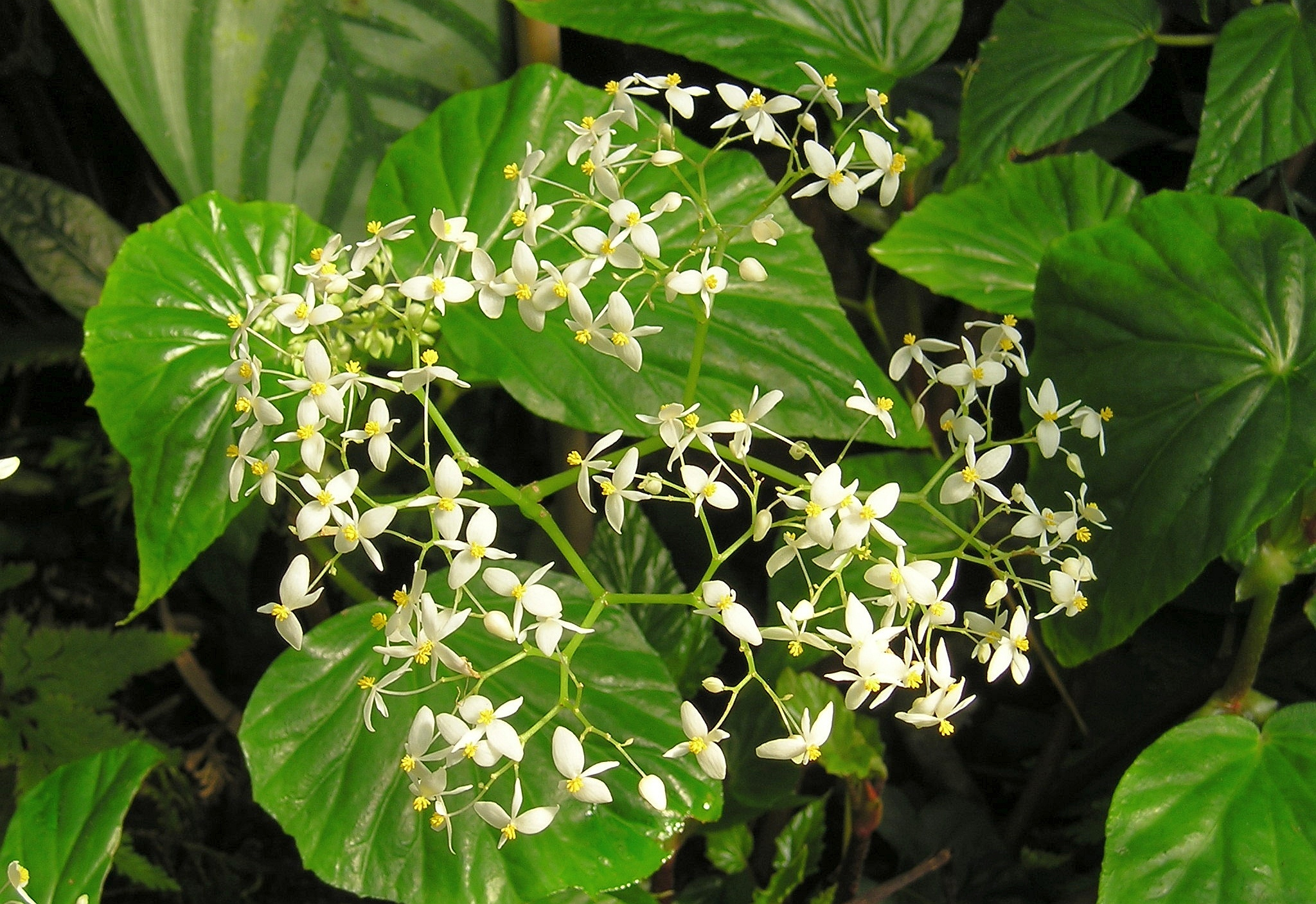
Begonia capensis
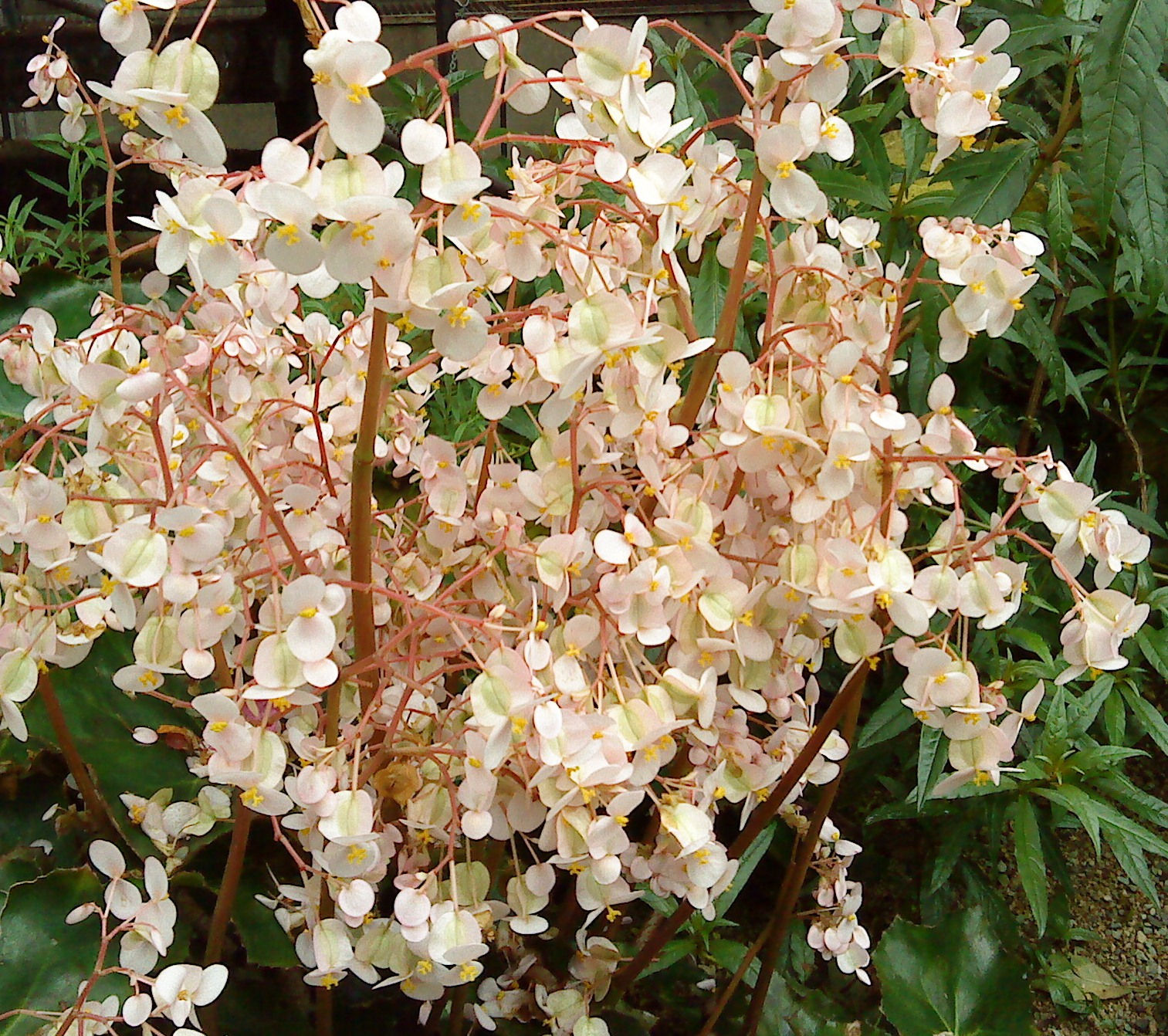
Begonia cardiocarpa
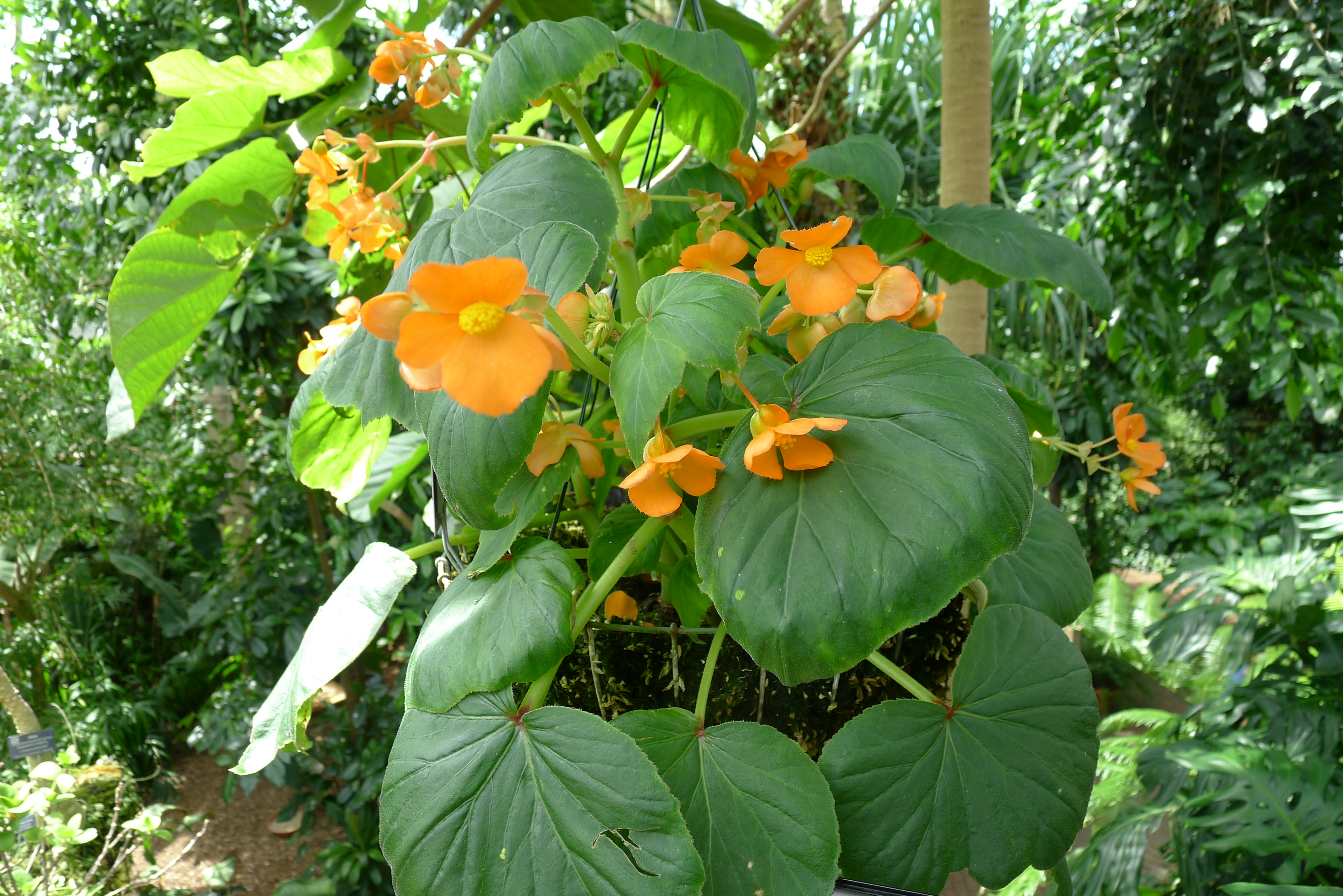
Begonia cinnabarina
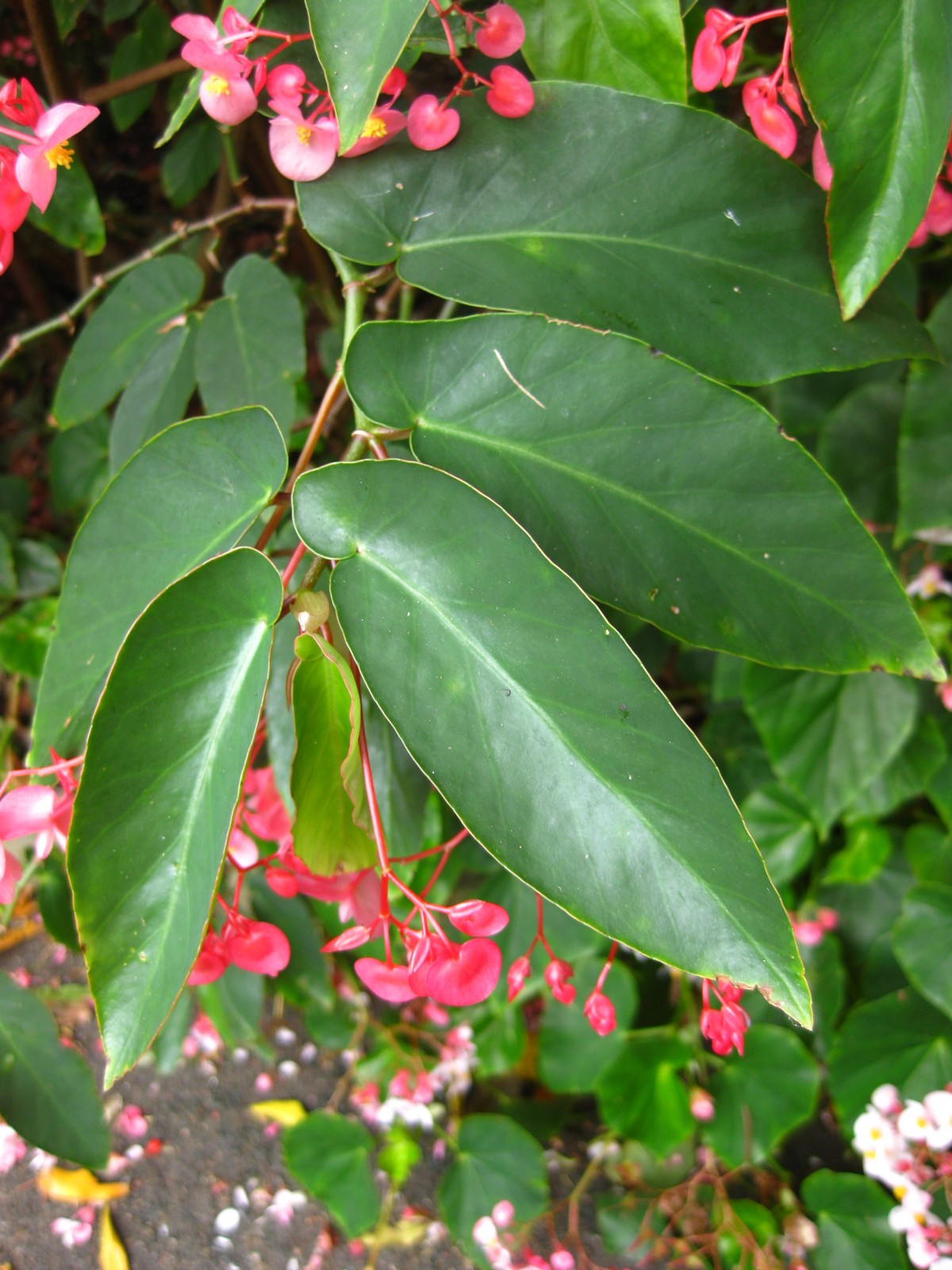
Begonia coccinea
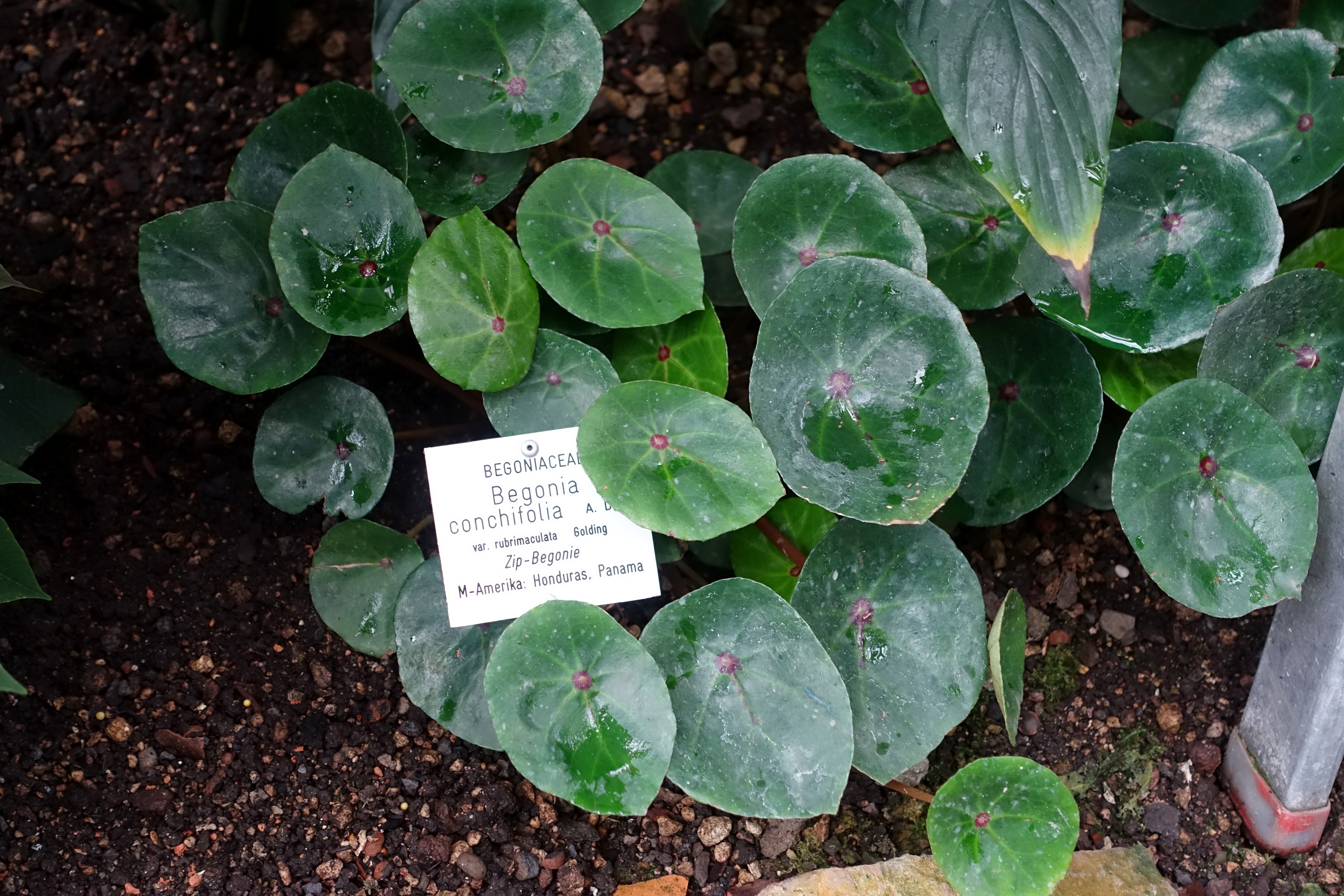
Begonia conchifolia

- Begonia cacauicola L.B.Sm. ex S.F.Sm. & Wassh. (1999)
- Begonia caespitosa Jack (1822)
- Begonia calcarea Ridl. (1906)
- Begonia calcicola Merr. (1911 publ. 1912)
- Begonia calciphila C.I Peng (2015)
- Begonia calderonii Standl. (1930)
- Begonia calliantha Merr. & L.M.Perry (1943)
- Begonia callosa L.Kollmann (2007)
- Begonia calvescens (Brade ex L.B.Sm. & R.C.Sm.) E.L.Jacques & Mamede (2004)
- Begonia calzadae Burt-Utley & Utley (2014)
- Begonia campanensis Burt-Utley & Utley (2011)
- Begonia camposportoana Brade (1954)
- Begonia canarana Miq. (1853)
- Begonia candollei Ziesenh. (1969)
- Begonia caobangensis C.I Peng & C.W.Lin (2015)
- Begonia capanemae Brade (1954)
- Begonia caparaoensis E.L.Jacques & L.Kollmann (2009)
- Begonia capensis L.f. (1782)
- Begonia capillipes Gilg (1904)
- Begonia capituliformis Irmsch. (1913)
- Begonia caraguatatubensis Brade (1954)
- Begonia cardiocarpa Liebm. (1852)
- Begonia cardiophora Irmsch. (1929)
- Begonia cariocana Brade ex L.B.Sm. & Wassh. (1983)
- Begonia carletonii Standl. (1927)
- Begonia carnosa (Teijsm. & Binn.) Teijsm. & Binn. (1863)
- Begonia carnosula Ridl. (1909)
- Begonia carolineifolia Regel (1852)
- Begonia carpinifolia Liebm. (1852)
- Begonia carrieae Ziesenh. (1976)
- Begonia casiguranensis Quisumb. & Merr. (1928)
- Begonia castaneifolia Otto & A.Dietr. (1836)
- Begonia castilloi Merr. (1918)
- Begonia catharinensis Brade (1945)
- Begonia cathayana Hemsl. (1908)
- Begonia cathcartii Hook.f. & Thomson (1855)
- Begonia caudata Merr. (1918)
- Begonia cauliflora Sands (1990)
- Begonia cavaleriei H.Lév. (1909)
- Begonia cavallyensis A.Chev. (1912)
- Begonia cavum Ziesenh. (1948)
- Begonia cebadillensis Houghton ex L.B.Sm. & B.G.Schub. (1946)
- Begonia cehengensis T.C.Ku (1995)
- Begonia celata S.Julia & Kiew (2016)
- Begonia celebica Irmsch. (1913)
- Begonia cerasiphylla L.B.Sm. & Wassh. (1983)
- Begonia ceratocarpa S.H.Huang & Y.M.Shui (1999)
- Begonia chaetocarpa Kuntze (1898)
- Begonia chaiana Kiew & S.Julia (2007)
- Begonia chakensis S.Julia & C.Y.Ling (2015)
- Begonia chambersiae W.N.Takeuchi (2012)
- Begonia chemillenensis Moonlight (2017)
- Begonia chiapensis Burt-Utley (1986)
- Begonia chiasmogyna M.Hughes (2006)
- Begonia chingii Irmsch. (1939)
- Begonia chingipengii Rubite (2014)
- Begonia chishuiensis T.C.Ku (1995)
- Begonia chitoensis Tang S.Liu & M.J.Lai (1977)
- Begonia chivatoa Ziesenh. (1950)
- Begonia chlorandra Sands (1996 publ. 1997)
- Begonia chlorocarpa Irmsch. ex Sands (2001)
- Begonia chlorolepis L.B.Sm. & B.G.Schub. (1946)
- Begonia chloroneura P.Wilkie & Sands (1999)
- Begonia chlorosticta Sands (1981 publ. 1982)
- Begonia chongii Sands (2001)
- Begonia chongzuoensis Yan Liu, S.M.Ku & C.I Peng (2012)
- Begonia chrysantha Tebbitt (2015)
- Begonia ×chungii C.I Peng & S.M.Ku (2009)
- Begonia chuniana C.Y.Wu (1995)
- Begonia chuyunshanensis C.I Peng & Y.K.Chen (2005)
- Begonia ciliifera Merr. (1911 publ. 1912)
- Begonia ciliobracteata Warb. (1895)
- Begonia cincinnifera Irmsch. (1953 publ. 1954)
- Begonia cinnabarina Hook. (1849)
- Begonia circularis C.I Peng & C.W.Lin (2015)
- Begonia circumlobata Hance (1883)
- Begonia cirrosa L.B.Sm. & Wassh. (1983)
- Begonia cladocarpoides Humbert ex Aymonin & Bosser (1983)
- Begonia cladotricha M.Hughes (2007)
- Begonia clarkei Hook.f. (1867)
- Begonia clavicaulis Irmsch. (1939)
- Begonia clemensiae Merr. & L.M.Perry (1948)
- Begonia cleopatrae Coyle (2010)
- Begonia clypeifolia Hook.f. (1871)
- Begonia coccinea Hook. (1843)
- Begonia coelocentroides Y.M.Shui & Z.D.Wei (2007)
- Begonia cognata Irmsch. (1953 publ. 1954)
- Begonia collaris Brade (1944)
- Begonia collisiae Merr. (1919)
- Begonia colombiana L.B.Sm. & B.G.Schub. (1946)
- Begonia colorata Warb. (1904)
- Begonia comata Kuntze (1898)
- Begonia comestibilis D.C.Thomas & Ardi (2011)
- Begonia comorensis Warb. (1895)
- Begonia compacta S.Julia & Kiew (2016)
- Begonia concanensis A.DC. (1859)
- Begonia conchifolia A.Dietr. (1851)
- Begonia concinna Schott (1827)
- Begonia confinis L.B.Sm. & Wassh. (1983)
- Begonia confusa L.B.Sm. & B.G.Schub. (1946)
- Begonia congesta Ridl. (1906)
- Begonia conipila Irmsch. ex Kiew (2001)
- Begonia conniegeriae S.Julia & Kiew (2013)
- Begonia consanguinea Merr. (1928)
- Begonia consobrina Irmsch. (1937)
- Begonia contracta Warb. (1904)
- Begonia convallariodora C.DC. (1895)
- Begonia convolvulacea (Klotzsch) A.DC. (1861)
- Begonia cooperi C.DC. (1895)
- Begonia copelandii Merr. (1911 publ. 1912)
- Begonia copeyana C.DC. (1908)
- Begonia coptidifolia H.G.Ye, F.G.Wang, Y.S.Ye & C.I Peng (2004)
- Begonia coptidimontana C.Y.Wu (1995)
- Begonia cordata Vell. (1831)
- Begonia cordifolia (Wight) Thwaites (1859)
- Begonia coriacea Hassk. (1844)
- Begonia corneri Kiew (1991)
- Begonia cornitepala Irmsch. (1953)
- Begonia cornuta L.B.Sm. & B.G.Schub. (1946)
- Begonia coronensis Merr. (1925)
- Begonia corredorana C.DC. (1925)
- Begonia corrugata Kiew & S.Julia (2007)
- Begonia corzoensis Ziesenh. (1971)
- Begonia coursii Humbert ex Aymonin (1983)
- Begonia cowellii Nash (1916)
- Begonia crassa S.Julia & Kiew (2016)
- Begonia crassicaulis Lindl. (1842)
- Begonia crassula Aver. (2012)
- Begonia crateris Exell (1944)
- Begonia cremnophila Tebbitt (2013)
- Begonia crenata Dryand. (1791)
- Begonia crinita Oliv. ex Hook.f. (1871)
- Begonia crispipila Elmer (1910)
- Begonia crispula Brade (1950)
- Begonia cristobalensis Ziesenh. (1971)
- Begonia croatii Burt-Utley (1982)
- Begonia crocea C.I Peng (2006)
- Begonia crockerensis Rimi (2015)
- Begonia cryptocarpa L.B.Sm. & B.G.Schub. (1946)
- Begonia crystallina Y.M.Shui & W.H.Chen (2005)
- Begonia cuatrecasasiana L.B.Sm. & B.G.Schub. (1946)
- Begonia cubensis Hassk. (1858)
- Begonia cucphuongensis H.Q.Nguyen & Tebbitt (2005)
- Begonia cucullata Willd. (1805)
- Begonia cucurbitifolia C.Y.Wu (1995)
- Begonia cuernavacensis Ziesenh. (1959)
- Begonia culasiensis C.I Peng, Rubite, C.W.Lin & K.F.Chung (2017)
- Begonia cumingiana (Klotzsch) A.DC. (1864)
- Begonia cumingii A.Gray (1854)
- Begonia cuneatifolia Irmsch. (1913)
- Begonia cupreata Henriq. (1861)
- Begonia curtii L.B.Sm. & B.G.Schub. (1955)
- Begonia curvicarpa S.M.Ku, C.I Peng & Yan Liu (2004)
- Begonia cyanescens Sands (1996 publ. 1997)
- Begonia cyathophora Poepp. & Endl. (1835)
- Begonia cylindrata L.B.Sm. & B.G.Schub. (1939)
- Begonia cylindrica D.R.Liang & X.X.Chen (1993)
- Begonia cymbalifera L.B.Sm. & B.G.Schub. (1946)

### D

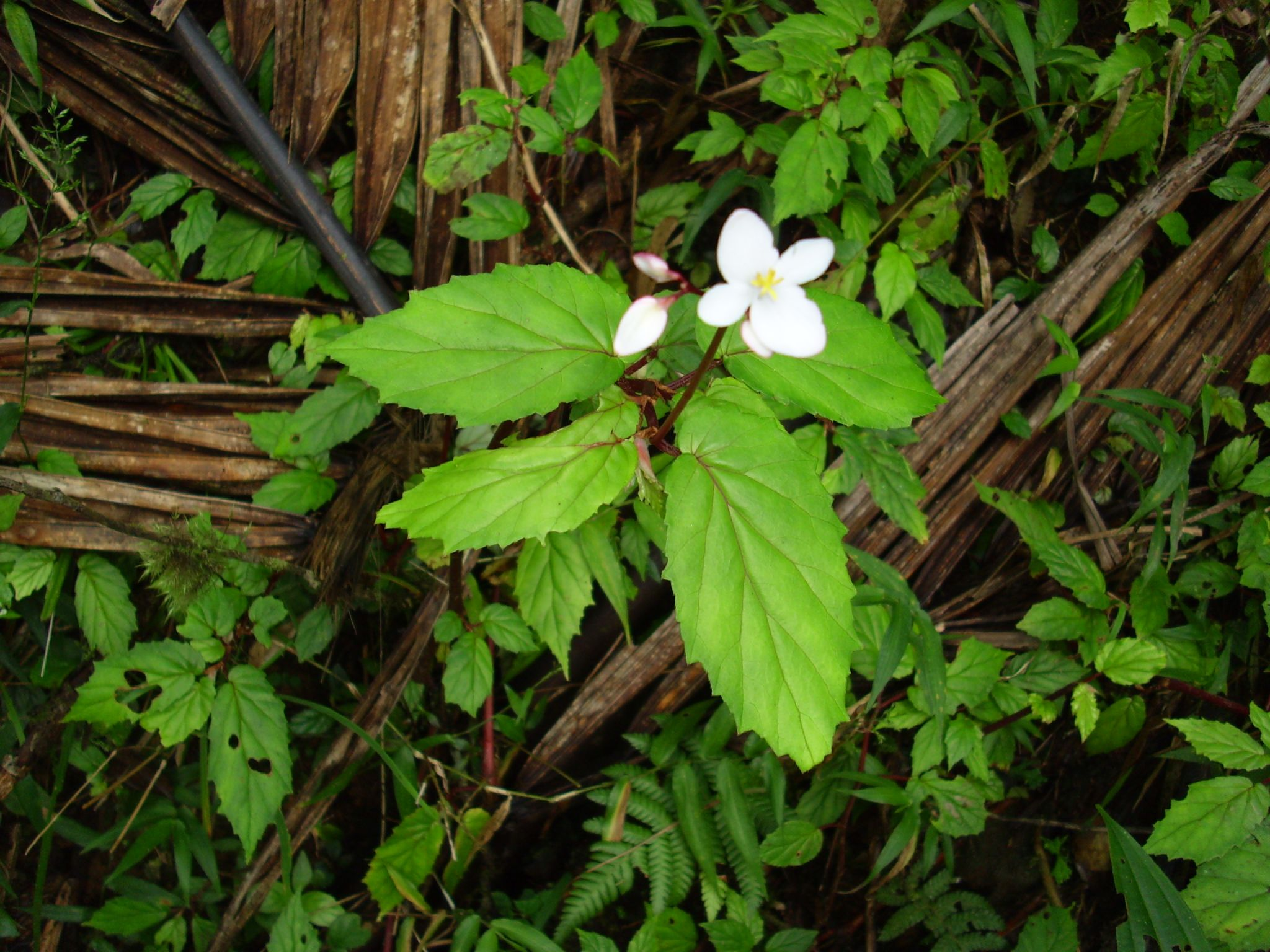
Begonia decandra
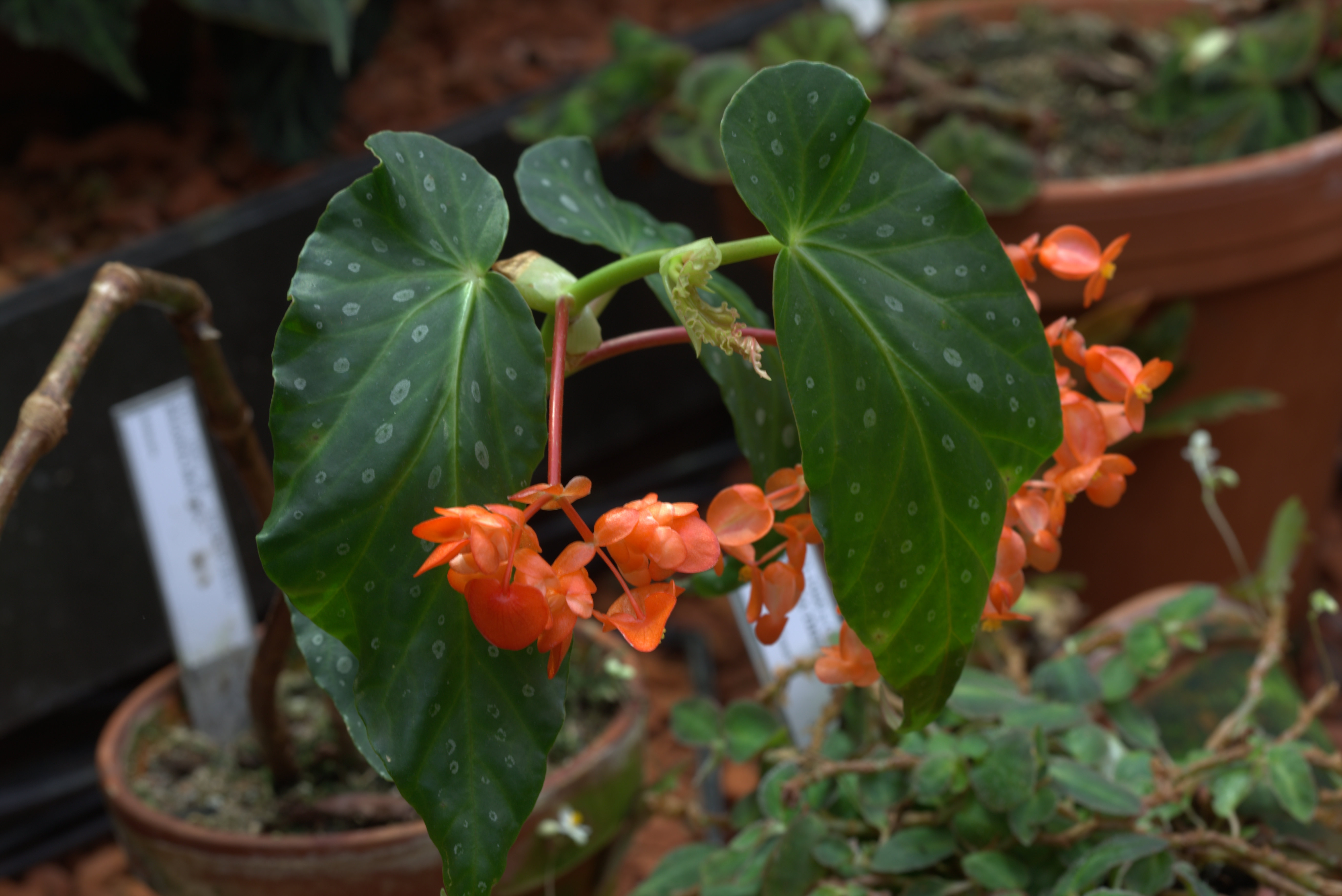
Begonia decora
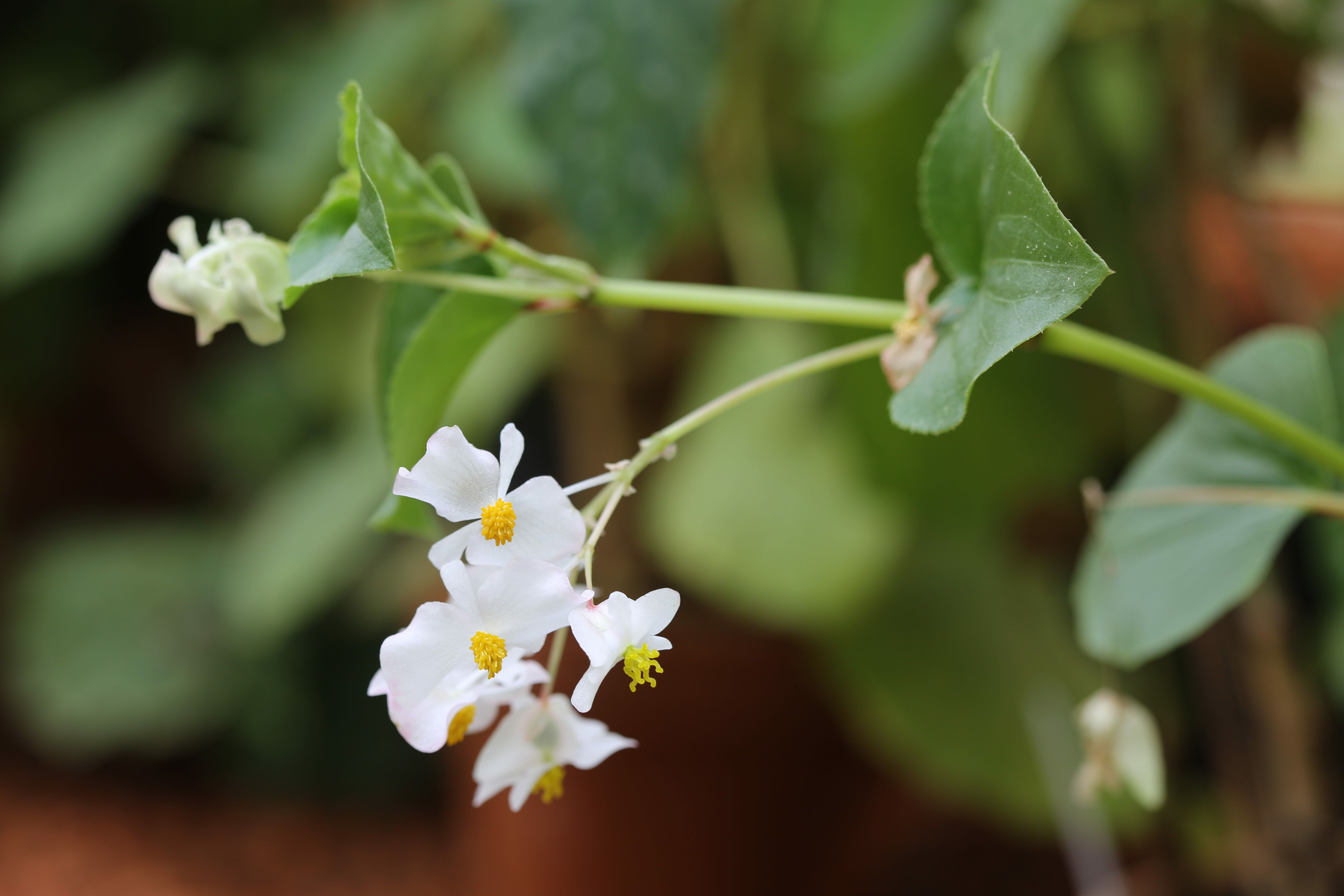
Begonia descoleana
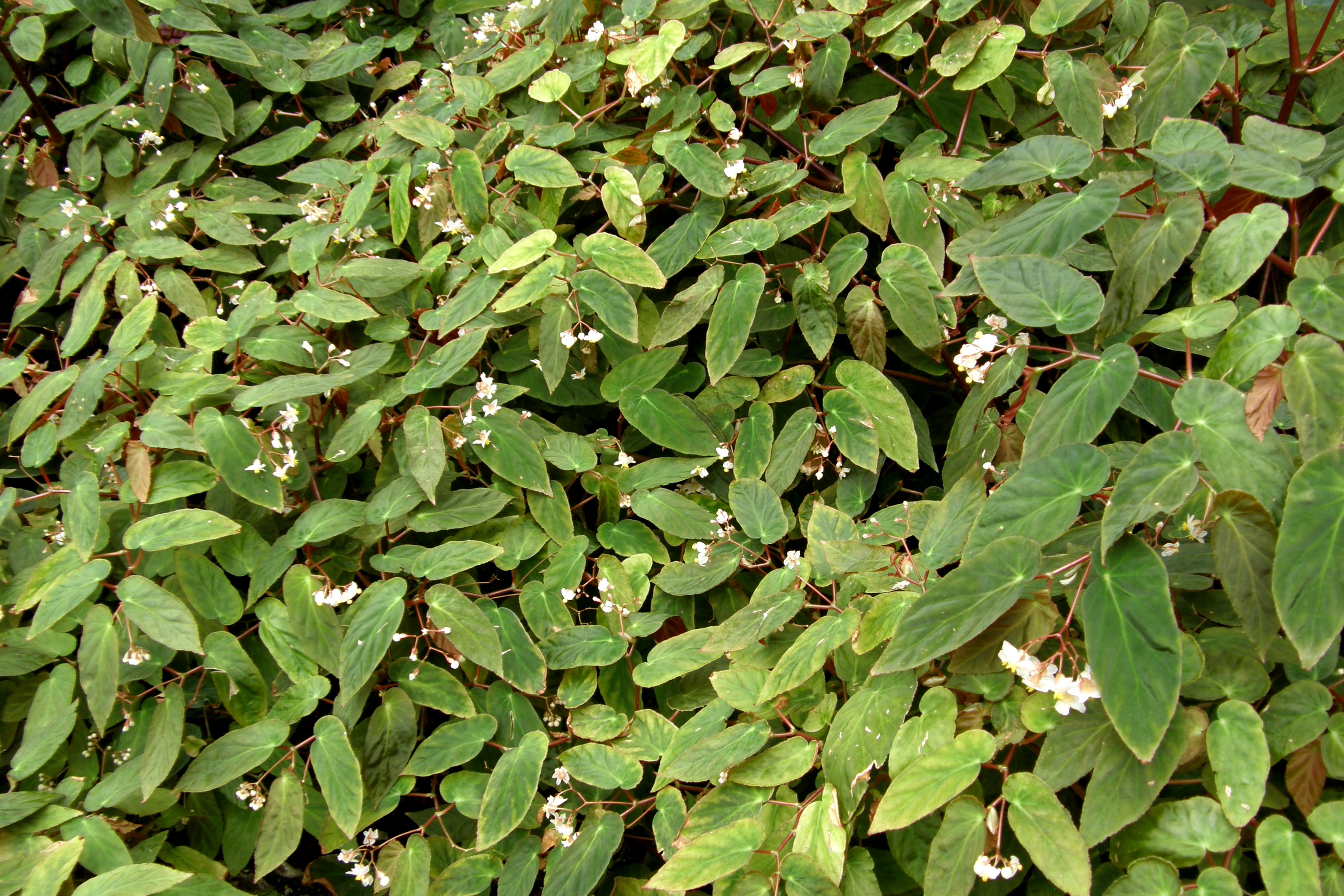
Begonia dietrichiana
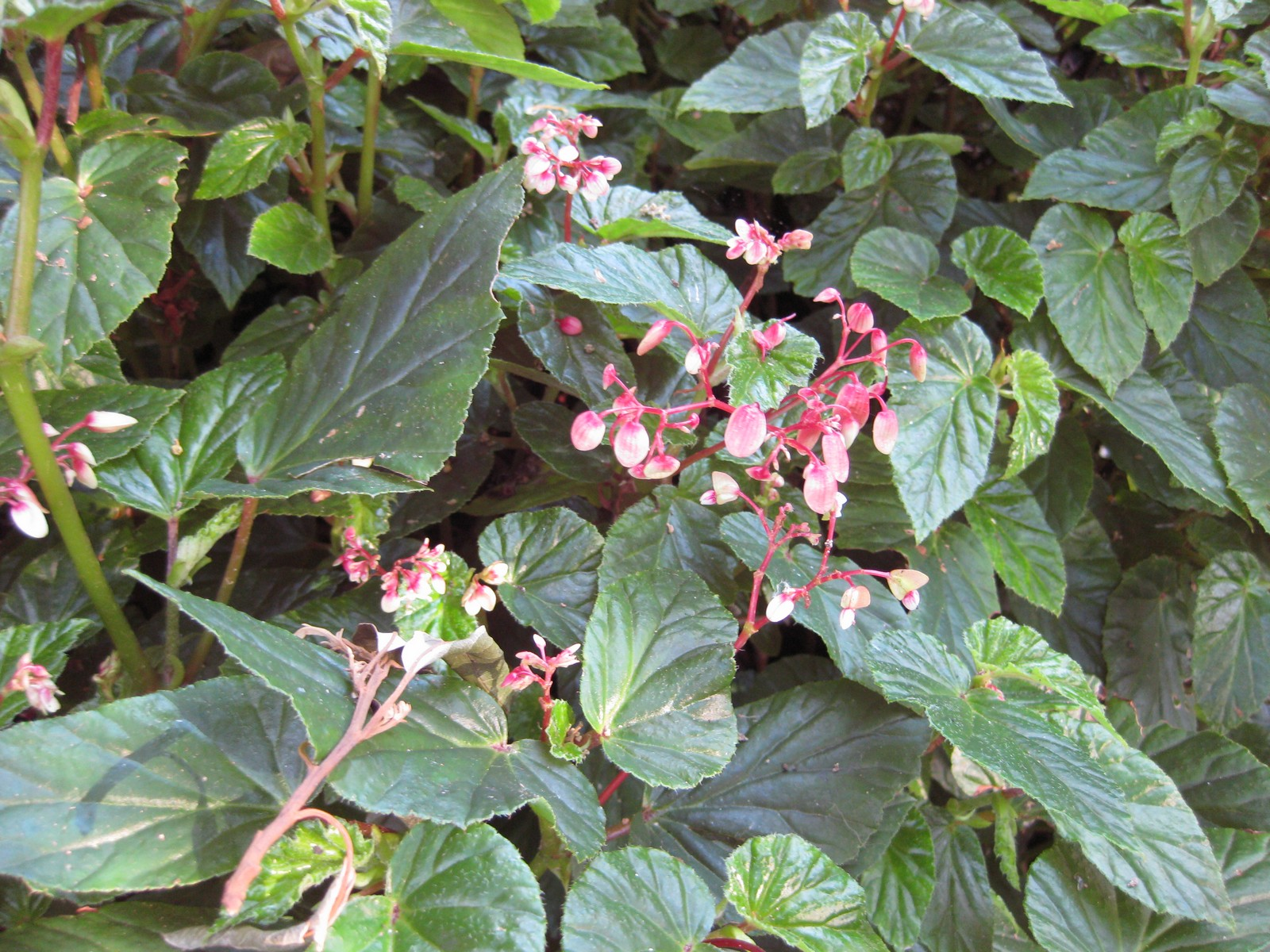
Begonia domingensis

- Begonia danumensis Chong (2015)
- Begonia darthvaderiana C.W.Lin & C.I Peng (2014)
- Begonia davisii Hook.f. (1876)
- Begonia daweishanensis S.H.Huang & Y.M.Shui (1994 publ. 1995)
- Begonia daxinensis T.C.Ku (1997)
- Begonia dealbata Liebm. (1852)
- Begonia debaoensis C.I Peng, Yan Liu & S.M.Ku (2006)
- Begonia decandra Pav. ex A.DC. (1859)
- Begonia decaryana Humbert ex Aymonin & Bosser (1971 publ. 1973)
- Begonia declinata Vell. (1831)
- Begonia decora Stapf (1892)
- Begonia delicata Gregório & J.A.S.Costa (2015)
- Begonia delicatula Parish ex C.B.Clarke (1879)
- Begonia demissa Craib (1930)
- Begonia densifolia Irmsch. (1953)
- Begonia densiretis Irmsch. (1953 publ. 1954)
- Begonia dentatiloba A.DC. (1859)
- Begonia dentatobracteata C.Y.Wu (1995)
- Begonia denticulata Kunth (1825)
- Begonia depauperata Schott (1827)
- Begonia descoleana L.B.Sm. & B.G.Schub. (1950)
- Begonia devexa S.Julia & Kiew (2016)
- Begonia dewildei Sosef (1991 publ. 1992)
- Begonia dichotoma Jacq. (1791)
- Begonia dicressine Wahlsteen (2019)
- Begonia didyma D.C.Thomas & Ardi (2009)
- Begonia dielsiana E.Pritz. ex Diels (1901)
- Begonia dietrichiana Irmsch. (1953)
- Begonia difformis (Irmsch.) W.C.Leong, C.I Peng & K.F.Chung (2015)
- Begonia diffusa L.B.Sm. & B.G.Schub. (1946)
- Begonia diffusiflora Merr. & L.M.Perry (1943)
- Begonia digitata Raddi (1820)
- Begonia digyna Irmsch. (1927)
- Begonia dioica Buch.-Ham. ex D.Don (1825)
- Begonia dimorpha S.Julia (2015)
- Begonia dinosauria C.W.Lin & C.I Peng (2017)
- Begonia dipetala Graham (1828)
- Begonia discrepans Irmsch. (1953)
- Begonia discreta Craib (1930)
- Begonia divaricata Irmsch. (1953 publ. 1954)
- Begonia divergens Kiew & S.Julia (2013)
- Begonia diversistipulata Irmsch. (1949)
- Begonia diwolii Kiew (2001)
- Begonia djamuensis Irmsch. (1913)
- Begonia dodsonii L.B.Sm. & Wassh. (1979)
- Begonia dolichobracteata Girm. (2015)
- Begonia dolichocarpa Girm. (2012)
- Begonia dolichotricha Merr. (1920 publ. 1921)
- Begonia doloisii Rimi (2015)
- Begonia domingensis A.DC. (1859)
- Begonia donkelaariana Lem. (1851)
- Begonia dosedlae Gilli (1979 publ. 1980)
- Begonia dregei Otto & A.Dietr. (1836)
- Begonia dressleri Burt-Utley (1982)
- Begonia droopiae Ardi (2010)
- Begonia dryadis Irmsch. (1951)
- Begonia duclouxii Gagnep. (1919)
- Begonia dugandiana L.B.Sm. & B.G.Schub. (1946)
- Begonia duncan-thomasii Sosef (1991 publ. 1992)
- Begonia dux C.B.Clarke (1879)

### E

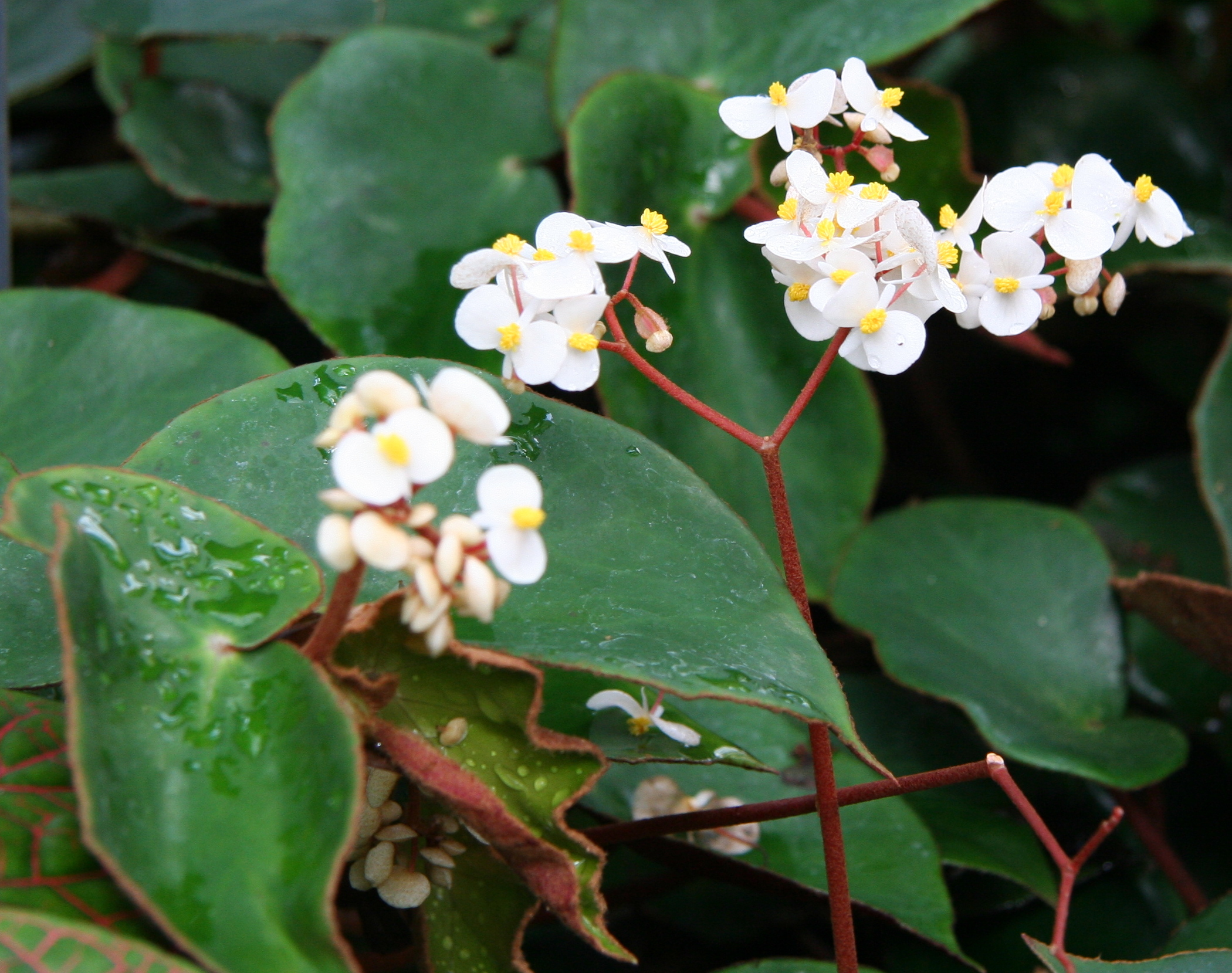
Begonia epipsila
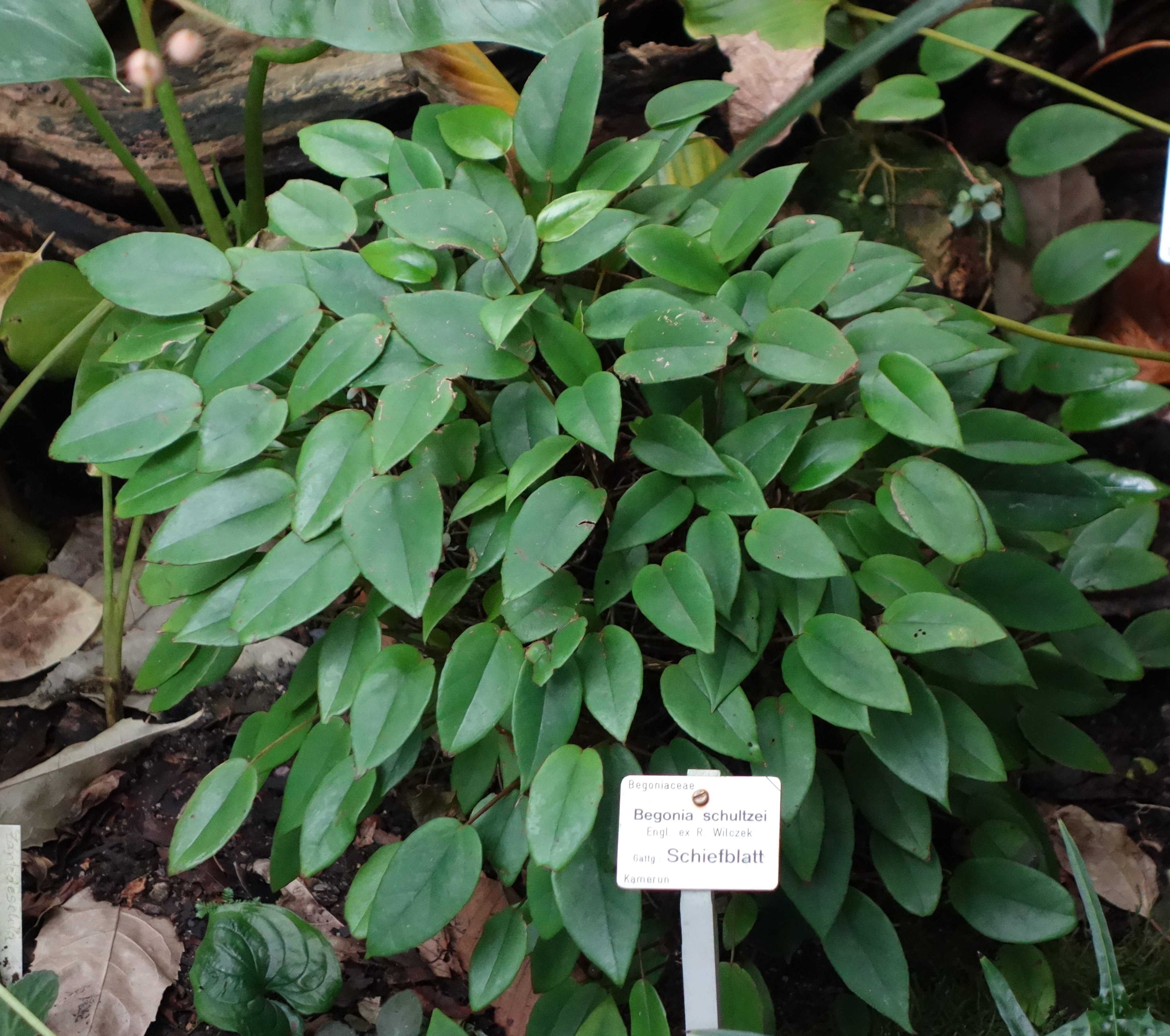
B. elaeagnifolia

- Begonia eberhardtii Gagnep. (1919)
- Begonia ebolowensis Engl. (1921)
- Begonia echinosepala Regel (1871)
- Begonia eciliata O.E.Schulz (1911)
- Begonia edanoi Merr. (1918)
- Begonia edgariana S.Julia & Kiew (2016)
- Begonia edmundoi Brade (1945)
- Begonia edulis H.Lév. (1909)
- Begonia egregia N.E.Br. (1887)
- Begonia eiromischa Ridl. (1917) †
- Begonia elachista Moonlight & Tebbitt (2017)
- Begonia elaeagnifolia Hook.f. (1871)
- Begonia elatostematoides Merr. (1912)
- Begonia elatostemma Ridl. (1906)
- Begonia elatostemmoides Hook.f. (1871)
- Begonia elianeae Gregório & J.A.S.Costa (2015)
- Begonia eliassii Warb. (1891)
- Begonia elisabethae Kiew (2005)
- Begonia elmeri Merr. (1918)
- Begonia emeiensis C.M.Hu (1995)
- Begonia eminii Warb. (1894)
- Begonia engleri Gilg (1904)
- Begonia epibaterium Mart. ex A.DC. (1861)
- Begonia epipsila Brade (1948)
- Begonia erecta Vell. (1831)
- Begonia erectocaulis Sosef (1991 publ. 1992)
- Begonia erectotricha Sosef (1991 publ. 1992)
- Begonia erminea L'Hér. (1788)
- Begonia erythrogyna Sands (1990)
- Begonia erythrothrix Tebbitt & Moonlight (2017 publ. 2016)
- Begonia esculenta Merr. (1911 publ. 1912)
- Begonia espiritosantensis E.L.Jacques & Mamede (2004)
- Begonia estrellensis C.DC. (1895)
- Begonia euryphylla L.B.Sm. ex S.F.Sm. & Wassh. (1999)
- Begonia eutricha Sands (1996 publ. 1997)
- Begonia everettii Merr. (1911 publ. 1912)
- Begonia exalata C.DC. (1908)
- Begonia exigua Irmsch. (1953)
- Begonia exilis O.E.Schulz (1911)
- Begonia exposita Phutthai & M.Hughes (2017)
- Begonia extensa L.B.Sm. & B.G.Schub. (1946)
- Begonia extranea L.B.Sm. & B.G.Schub. (1939)

### F

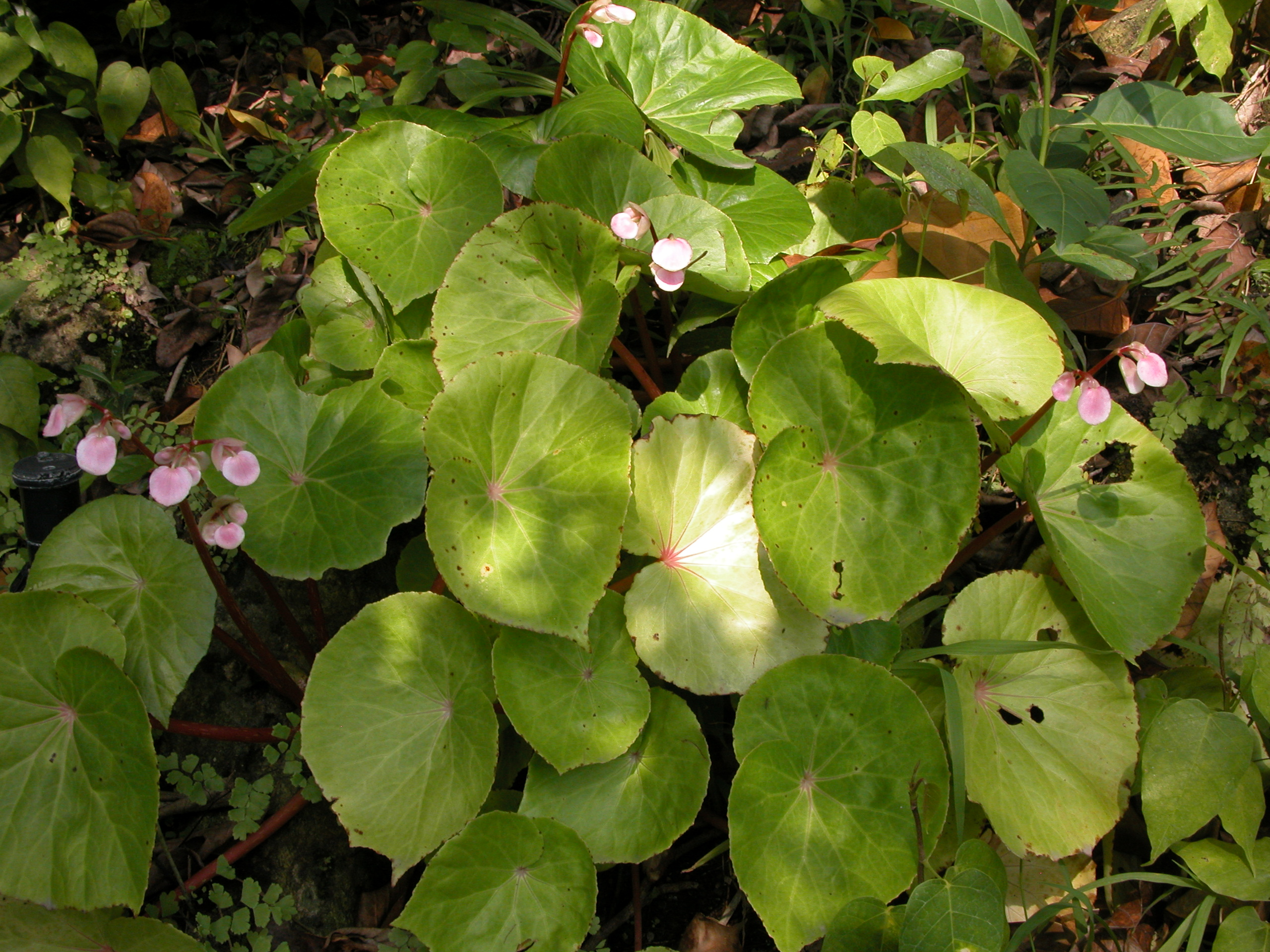
Begonia fenicis
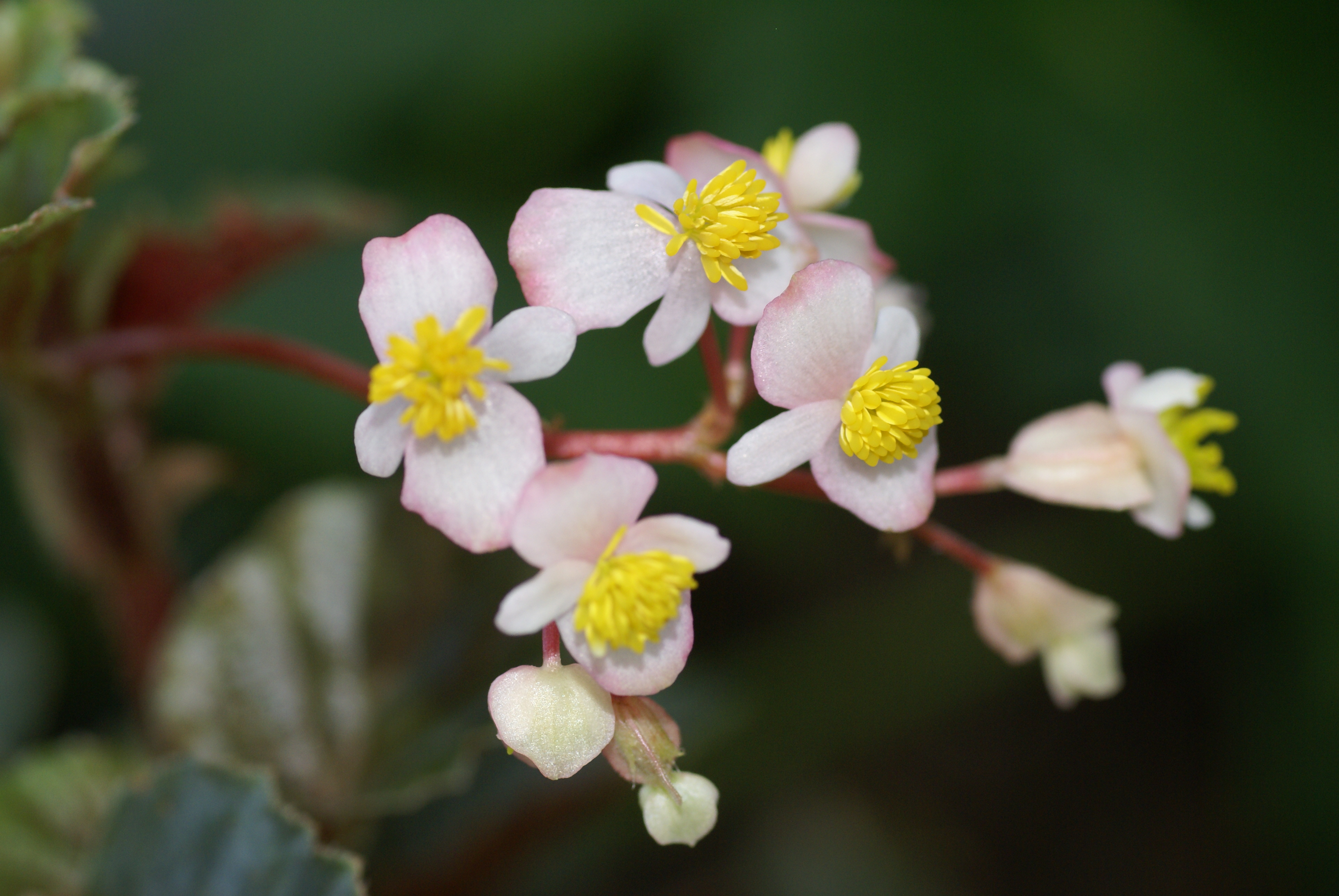
Begonia fischeri
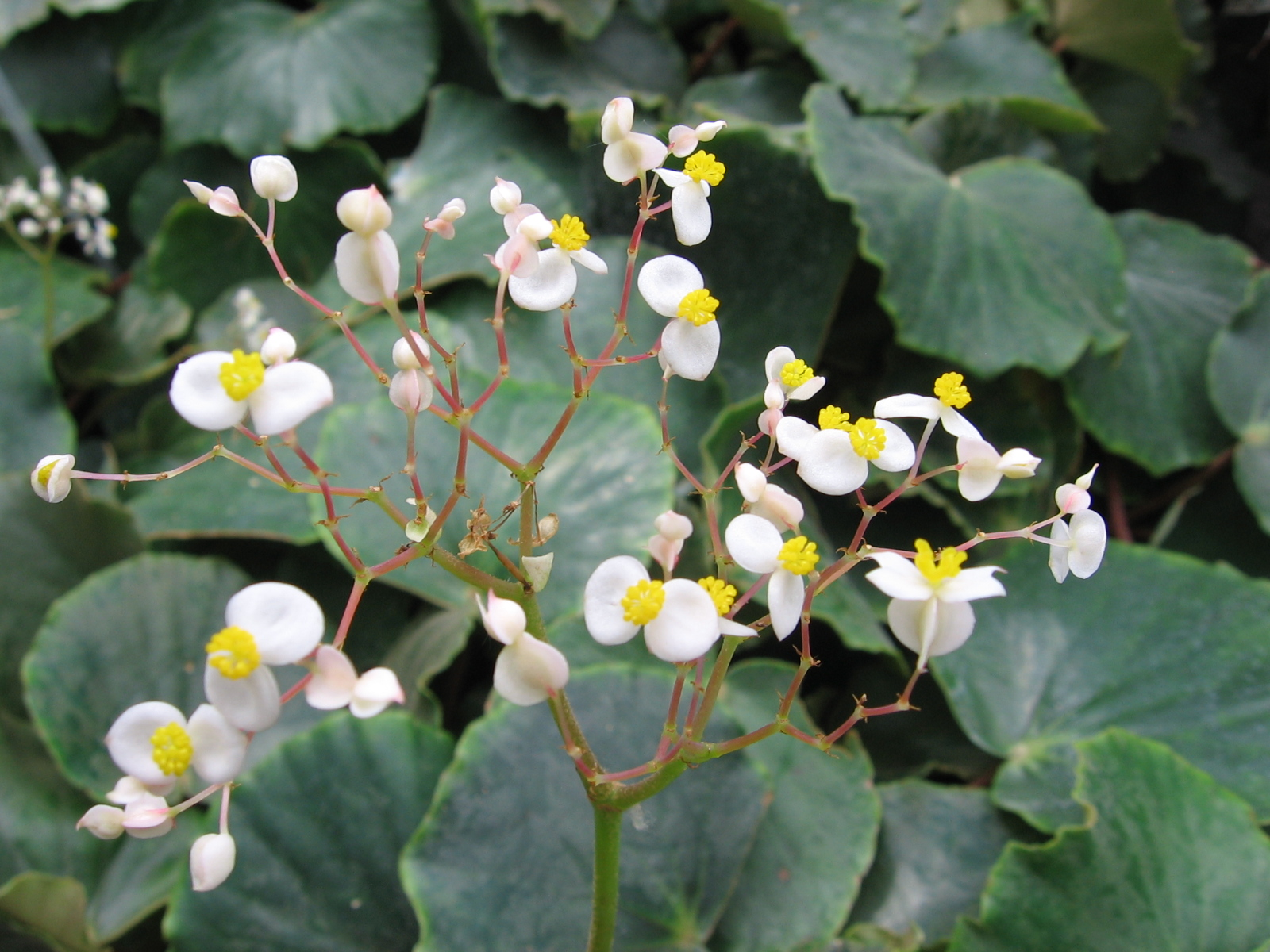
Begonia floccifera
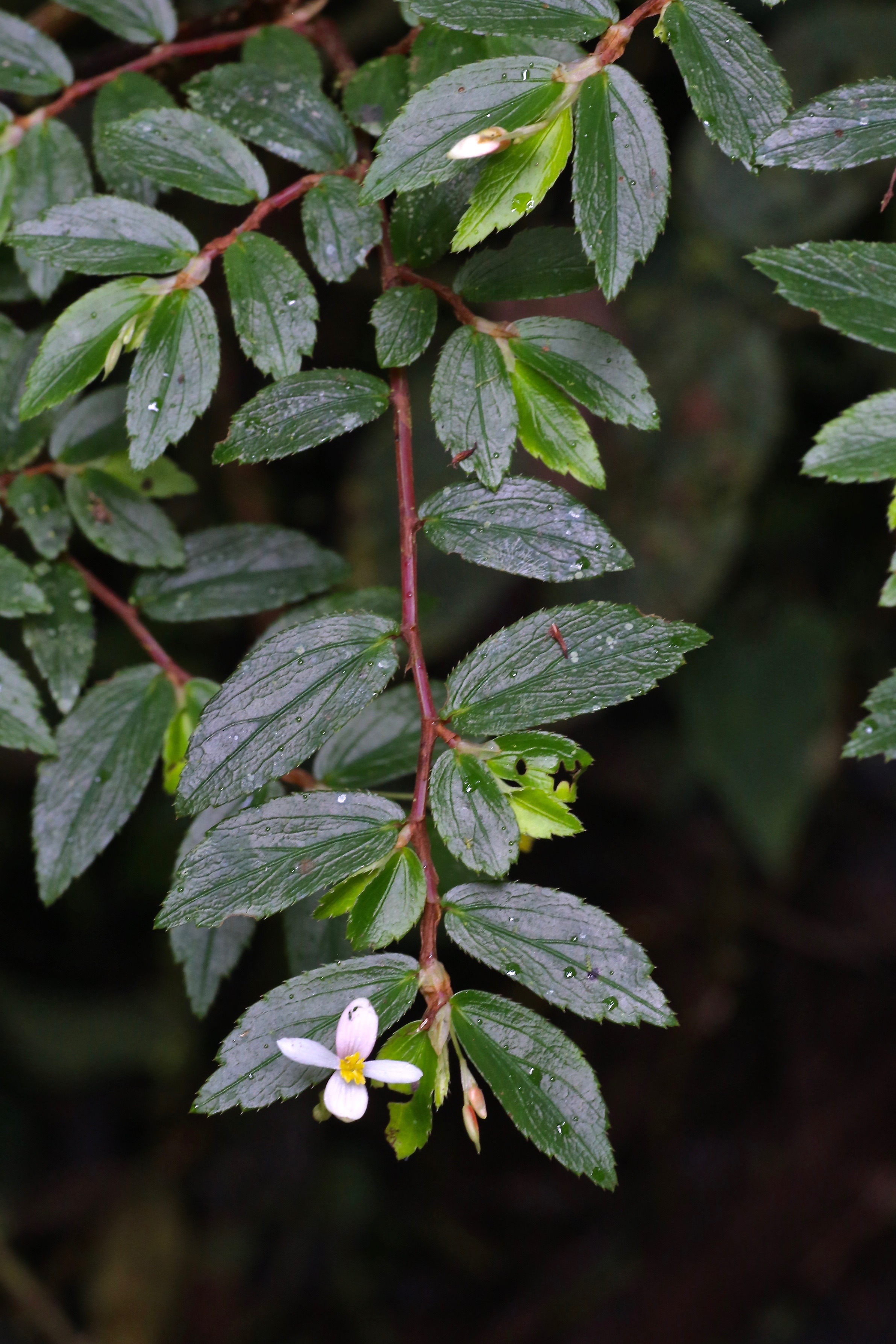
B. foliosa
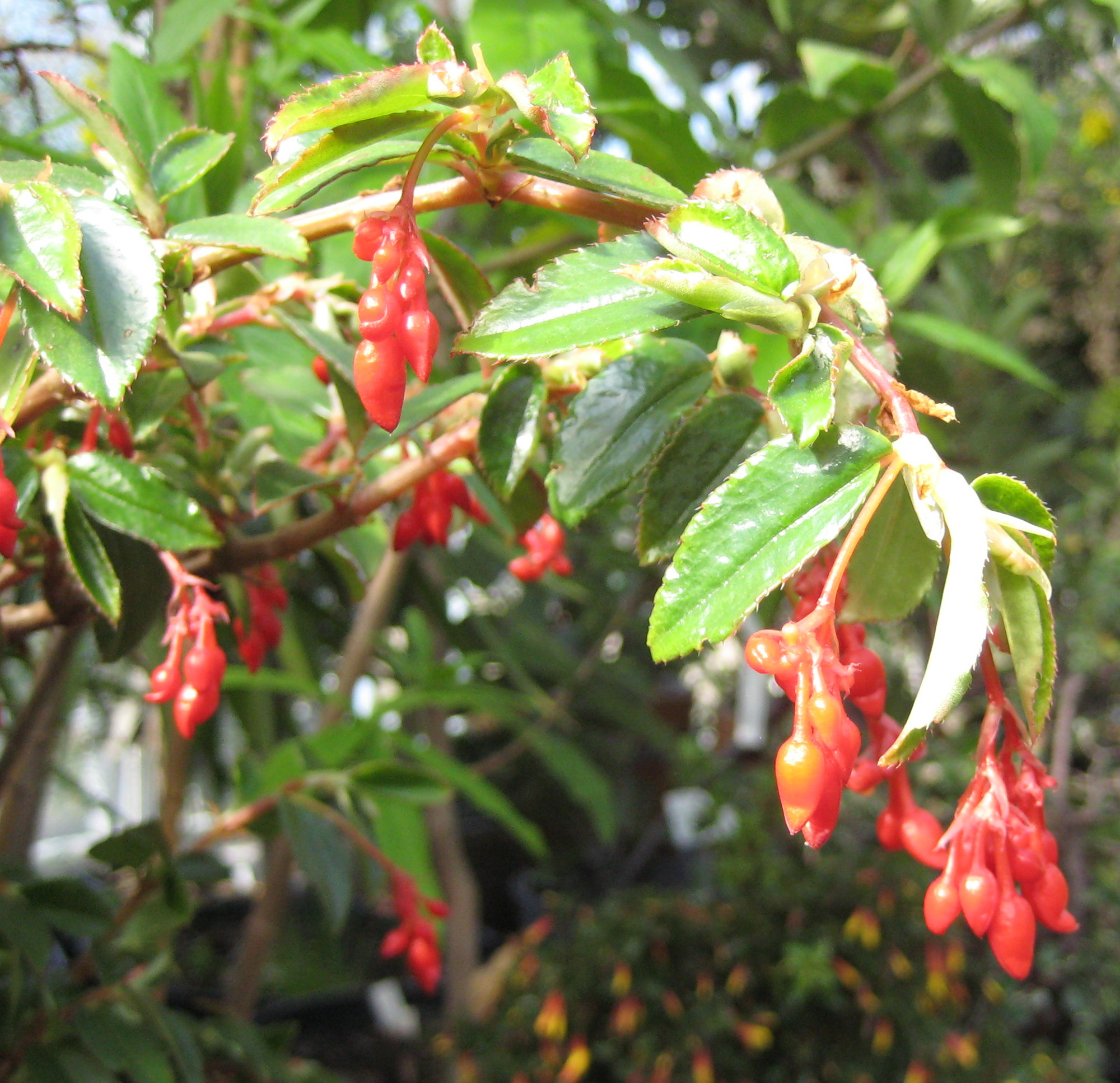
Begonia fuchsioides

- Begonia fabulosa L.B.Sm. & Wassh. (1983)
- Begonia fagifolia Otto & A.Dietr. (1836)
- Begonia falcifolia Hook.f. (1868)
- Begonia falciloba Liebm. (1852)
- Begonia fangii Y.M.Shui & C.I Peng (2005)
- Begonia fasciculata Jack (1822)
- Begonia fasciculiflora Merr. (1911 publ. 1912)
- Begonia faustinoi Burt-Utley & Utley (1999)
- Begonia fellereriana Irmsch. (1959)
- Begonia fengii T.C.Ku (1995)
- Begonia fenicis Merr. (1909)
- Begonia fernaldiana L.B.Sm. & B.G.Schub. (1947)
- Begonia fernandoi-costae Irmsch. (1953)
- Begonia ferox C.I Peng & Yan Liu (2013)
- Begonia ferramica N.Hallé (1967)
- Begonia ferruginea L.f. (1782)
- Begonia festiva Craib (1930)
- Begonia fibrosa C.B.Clarke (1879)
- Begonia fiebrigii C.DC.(1914)
- Begonia filibracteosa Irmsch. (1913)
- Begonia filiformis Irmsch. (1939)
- Begonia felis C.W.Lin & C.I Peng (2017)
- Begonia fimbriata Liebm. (1852)
- Begonia fimbribracteata Y.M.Shui & W.H.Chen (2005)
- Begonia fimbristipula Hance (1883)
- Begonia fischeri Schrank (1820)
- Begonia fissistyla Irmsch. (1949)
- Begonia flacca Irmsch. (1953 publ. 1954)
- Begonia flaccidissima Kurz, J. (1872)
- Begonia flagellaris H.Hara (1973)
- Begonia flammea Rimi (2015)
- Begonia flaviflora H.Hara (1970)
- Begonia flavovirens Kiew & S.Julia (2015)
- Begonia flexicaulis Ridl. (1916)
- Begonia flexula Ridl. (1923)
- Begonia floccifera Bedd. (1869)
- Begonia fluminensis Brade (1945)
- Begonia fluvialis M.Hughes (2015)
- Begonia foliosa Kunth (1825)
- Begonia forbesii King, J. (1902)
- Begonia fordii Irmsch. (1939)
- Begonia forgetiana Hemsl. (1901)
- Begonia formosana (Hayata) Masam. (1961)
- Begonia formosissima Sandwith (1941 publ. 1942)
- Begonia forrestii Irmsch. (1939)
- Begonia fortunensis Burt-Utley & Utley (2011)
- Begonia foveolata Irmsch. (1959)
- Begonia foxworthyi Burkill ex Ridl. (1925)
- Begonia fractiflexa S.Julia & Kiew (2016)
- Begonia fragae L.Kollmann & Peixoto (2012)
- Begonia francisiae Ziesenh. (1950)
- Begonia francoisii Guillaumin (1925)
- Begonia fraseri Kiew (1995)
- Begonia friburgensis Brade (1957)
- Begonia froebelii A.DC. (1874)
- Begonia fruticella Ridl. (1916)
- Begonia fruticosa (Klotzsch) A.DC. (1861)
- Begonia fuchsiiflora (A.DC.) A.I.Baranov & F.A.Barkley (1973)
- Begonia fuchsioides Hook. (1847)
- Begonia fulgurata C.-I Peng, C.W.Lin & Phutthai (2017)
- Begonia fulvosetulosa Brade (1943)
- Begonia fulvovillosa Warb. (1891)
- Begonia furfuracea Hook.f. (1871)
- Begonia fusca Liebm. (1852)
- Begonia fuscisetosa Sands (1996 publ. 1997)
- Begonia fuscocaulis Brade (1957)
- Begonia fusialata Warb. (1895)
- Begonia fusibulba C.DC. (1925)
- Begonia fusicarpa Irmsch. (1954)

### G

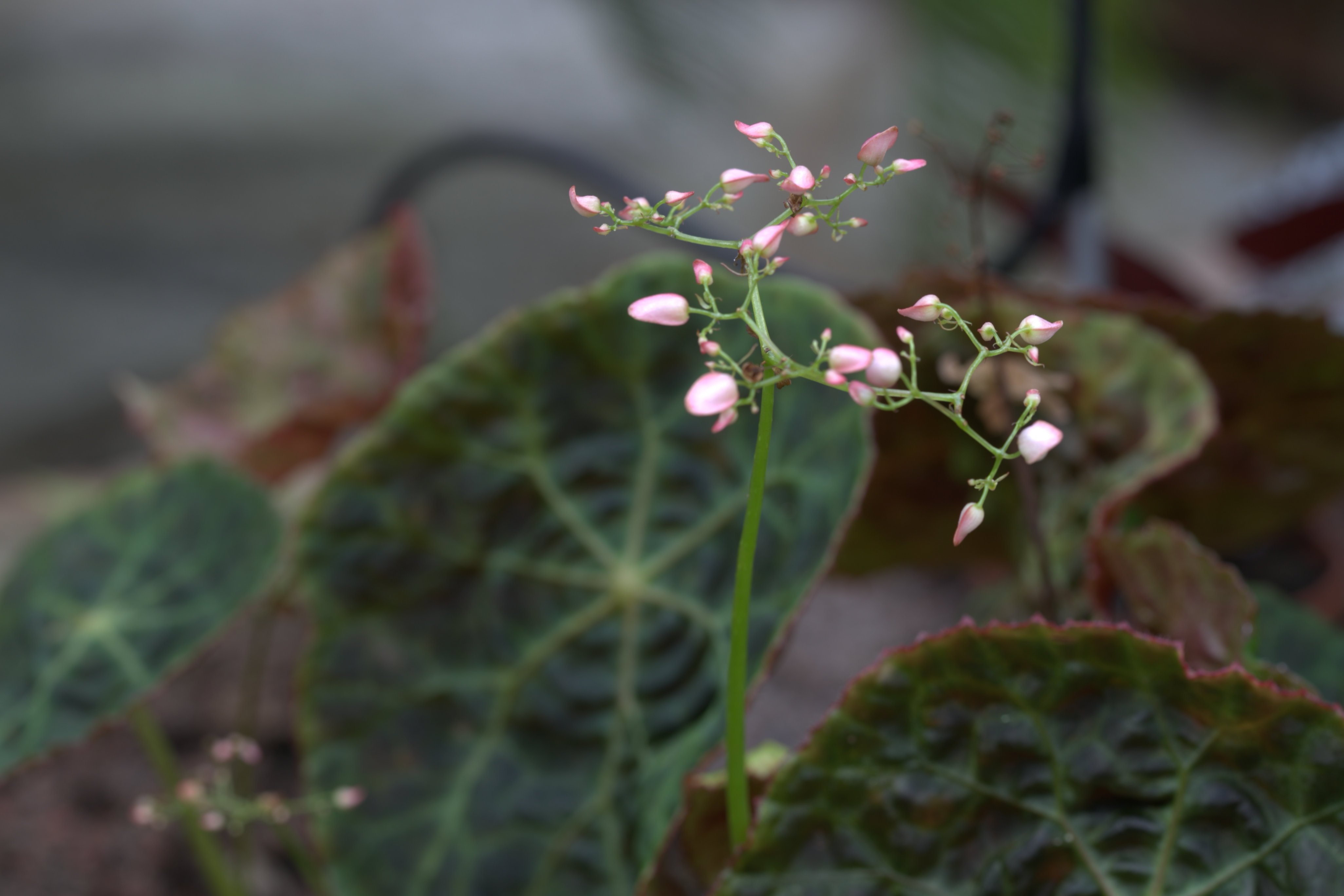
Begonia goegoensis
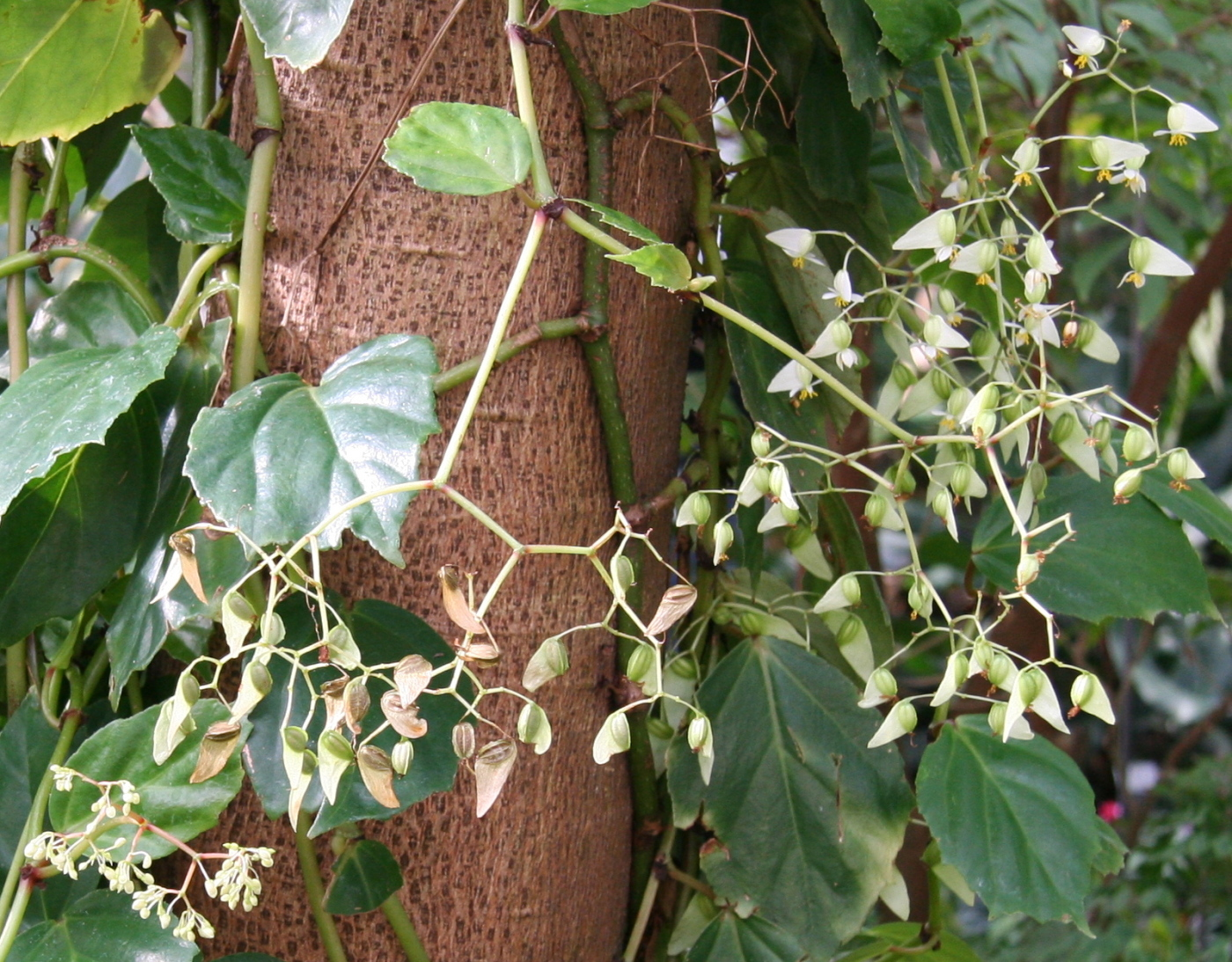
Begonia glabra
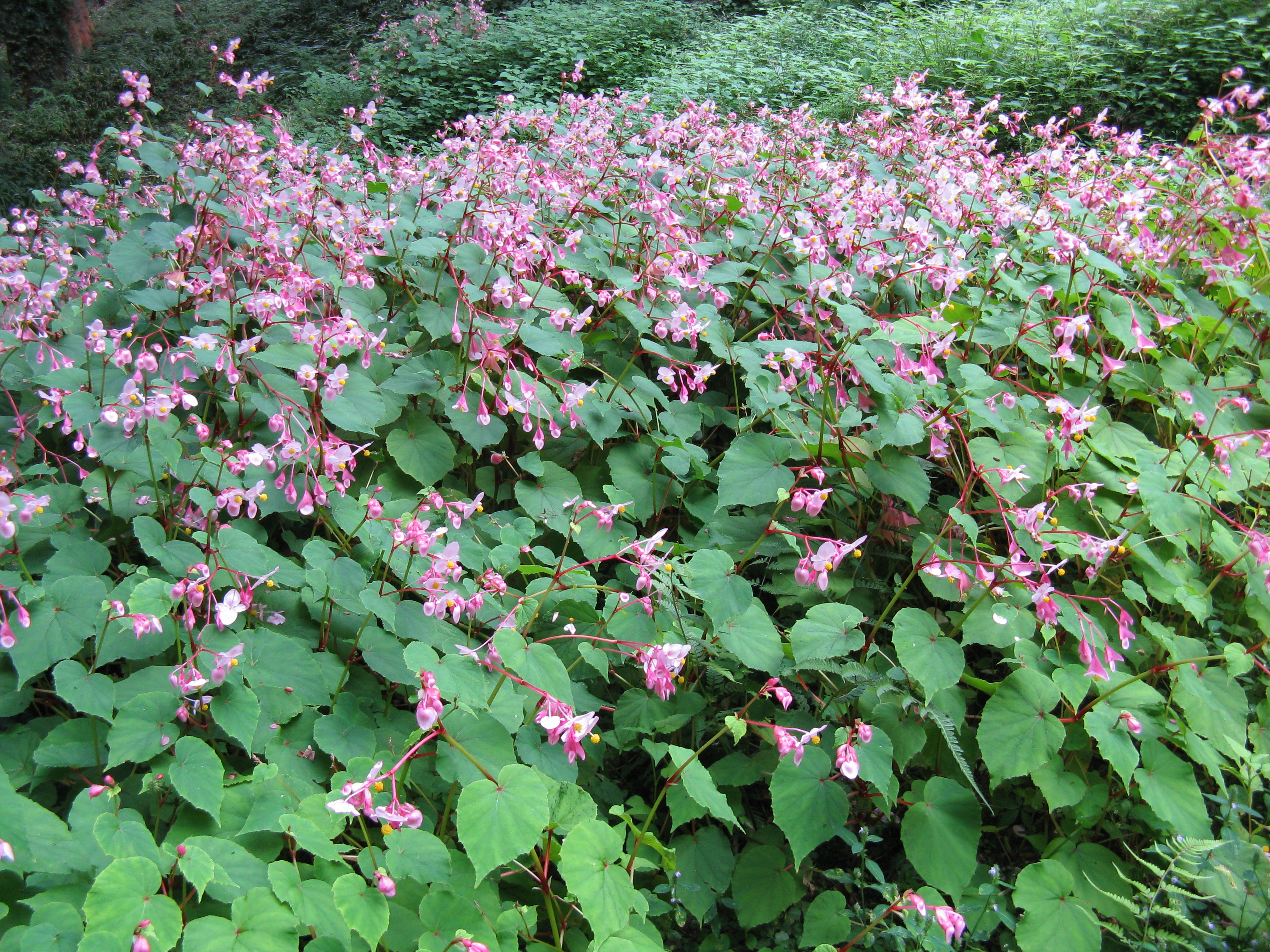
Begonia grandis subsp. grandis
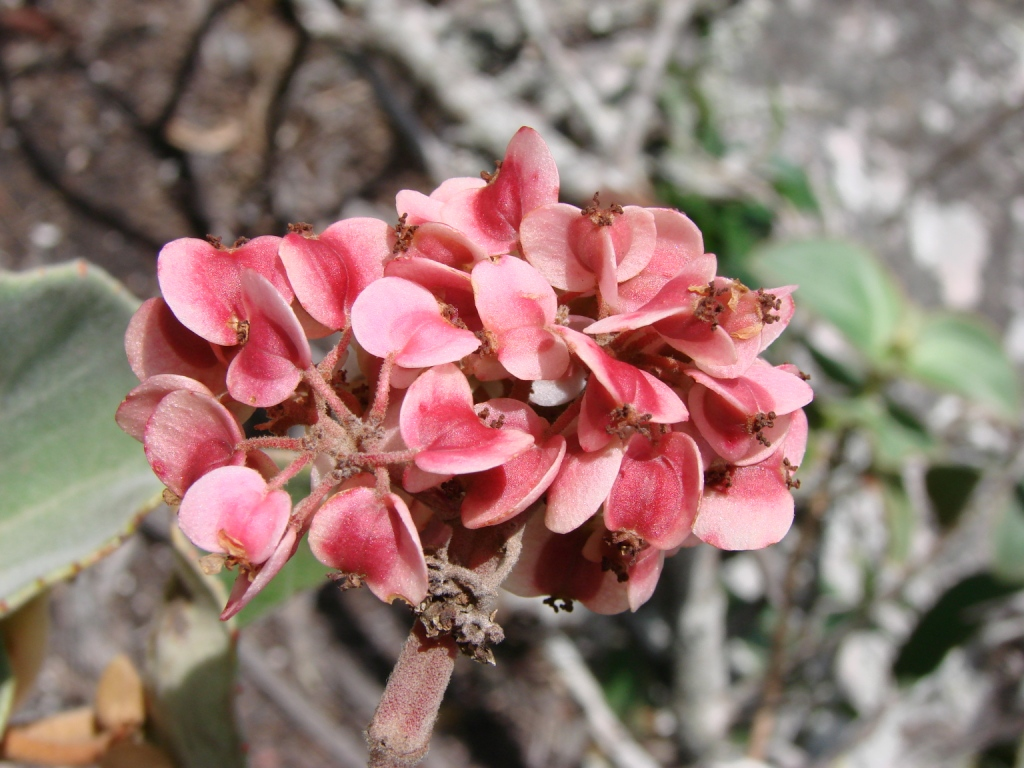
Begonia grisea

- Begonia gabonensis J.J.de Wilde (2002)
- Begonia gagnepainiana Irmsch. (1938)
- Begonia galeolepis Ardi & D.C.Thomas (2015)
- Begonia gambutensis Ardi & D.C.Thomas (2014)
- Begonia gamolepis L.B.Sm. & B.G.Schub. (1946)
- Begonia garagarana C.DC. (1919)
- Begonia gardneri A.DC. (1859)
- Begonia garrettii Craib (1930)
- Begonia garuvae L.B.Sm. & R.C.Sm. (1971)
- Begonia gehrtii Irmsch. (1959)
- Begonia gelasensis Rimi & Kinahim (2015)
- Begonia gemella Warb. ex L.B.Sm. & Wassh. (1983)
- Begonia geminiflora L.B.Sm. & Wassh. (1979)
- Begonia gemmipara Hook.f. & Thomson (1855)
- Begonia gemmirhiza H.Lév. (1911)
- Begonia gentilii De Wild. (1906)
- Begonia gentryi Burt-Utley & Utley (2012)
- Begonia geoffrayi Gagnep. (1919)
- Begonia georgei Coyle (2009)
- Begonia geraniifolia Hook. (1835)
- Begonia geranioides Hook.f. (1866)
- Begonia germaineana Tebbitt (2015)
- Begonia gesneriifolia Aver. (2012)
- Begonia gesnerioides L.B.Sm. & B.G.Schub. (1941)
- Begonia gibbsiae Irmsch. ex Sands (2001)
- Begonia gigabracteata Hong Z.Li & H.Ma (2008)
- Begonia gigaphylla Y.M.Shui & W.H.Chen (2005)
- Begonia gilgiana Irmsch. (1913)
- Begonia gitingensis Elmer (1910)
- Begonia glaberrima Urb. & Ekman (1930)
- Begonia glabra Aubl. (1775)
- Begonia glabricaulis Irmsch. (1913)
- Begonia glandulifera Griseb. (1860)
- Begonia glandulosa A.DC. ex Hook. (1861)
- Begonia glauca (Klotzsch) Ruiz & Pav. ex A.DC. (1864)
- Begonia glaucoides Irmsch. (1949)
- Begonia glechomifolia C.M.Hu (1995)
- Begonia glutinosa Kiew (2007)
- Begonia goegoensis N.E.Br. (1882)
- Begonia goldingiana L.Kollmann & A.P.Fontana (2010)
- Begonia gomantongensis Kiew (1998)
- Begonia goniotis C.B.Clarke (1879)
- Begonia gorgonea Tebbitt (2011)
- Begonia gossweileri Irmsch. (1961)
- Begonia goudotii A.DC. (1859)
- Begonia gracilicyma Irmsch. ex M.Hughes (2009)
- Begonia gracilioides Burt-Utley & Utley (2012)
- Begonia gracilior Burt-Utley & McVaugh (2001)
- Begonia gracilipes Merr. (1911 publ. 1912)
- Begonia gracilis Kunth (1825)
- Begonia grandipetala Irmsch. (1913)
- Begonia grandis Dryand. (1791)
- Begonia grantiana Craib (1928)
- Begonia grata Geddes (1928)
- Begonia griffithiana (A.DC.) Warb. (1894)
- Begonia grisea A.DC. (1859)
- Begonia groenewegensis K.Koch & Fint. (1860)
- Begonia guaduensis Kunth (1825)
- Begonia guangxiensis C.Y.Wu (1997)
- Begonia guaniana H.Ma & Hong Z.Li (2006)
- Begonia guatemalensis Van Houtte ex Galeotti (1853)
- Begonia gueritziana Gibbs (1914)
- Begonia guishanensis S.H.Huang & Y.M.Shui (1994 publ. 1995)
- Begonia gulinqingensis S.H.Huang & Y.M.Shui (1994 publ. 1995)
- Begonia gungshanensis C.Y.Wu (1995)
- Begonia gunnerifolia Linden & André (1875)
- Begonia gusilii Rimi (2015)
- Begonia gutierrezii Coyle (2010)
- Begonia guttapila D.C.Thomas & Ardi (2009)

### H

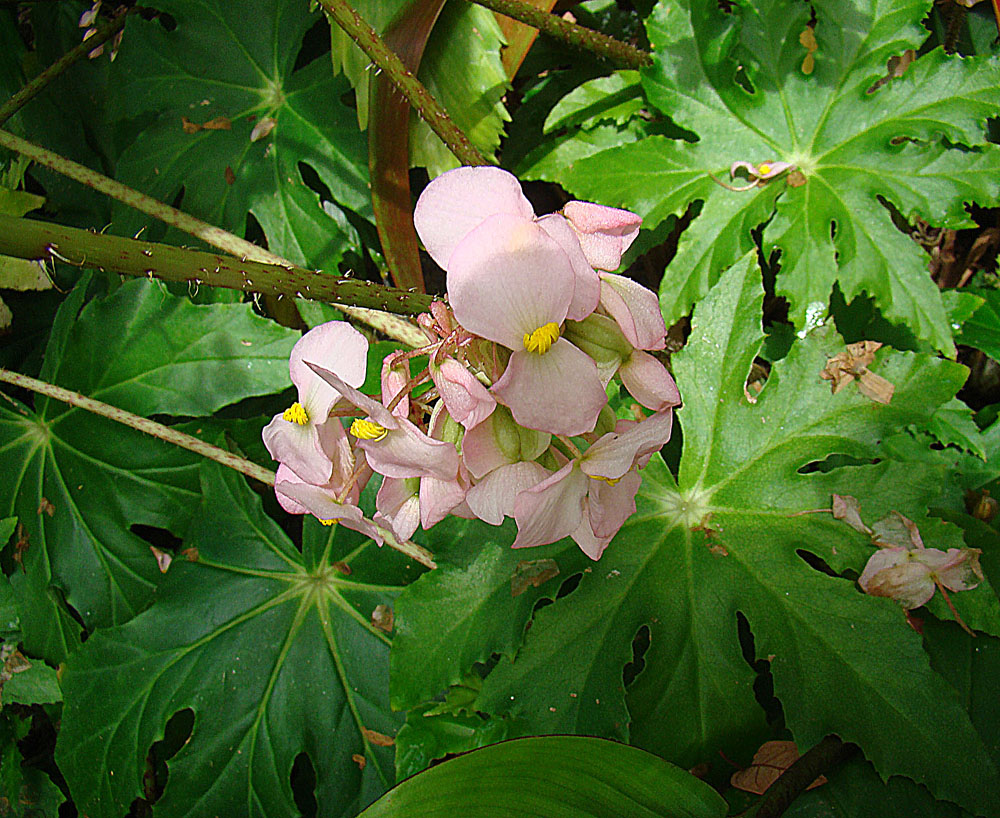
Begonia heracleifolia
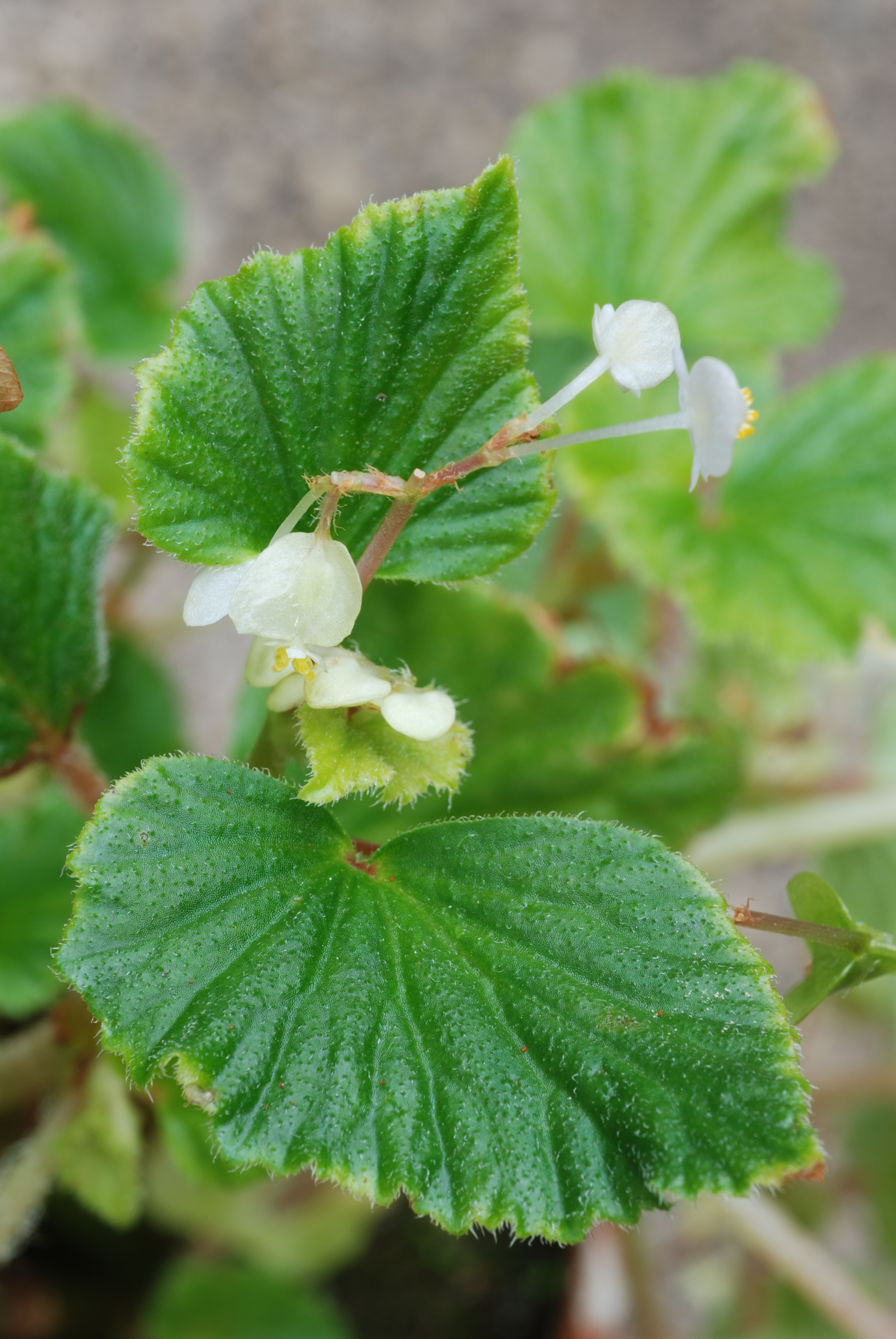
B. hirsuta
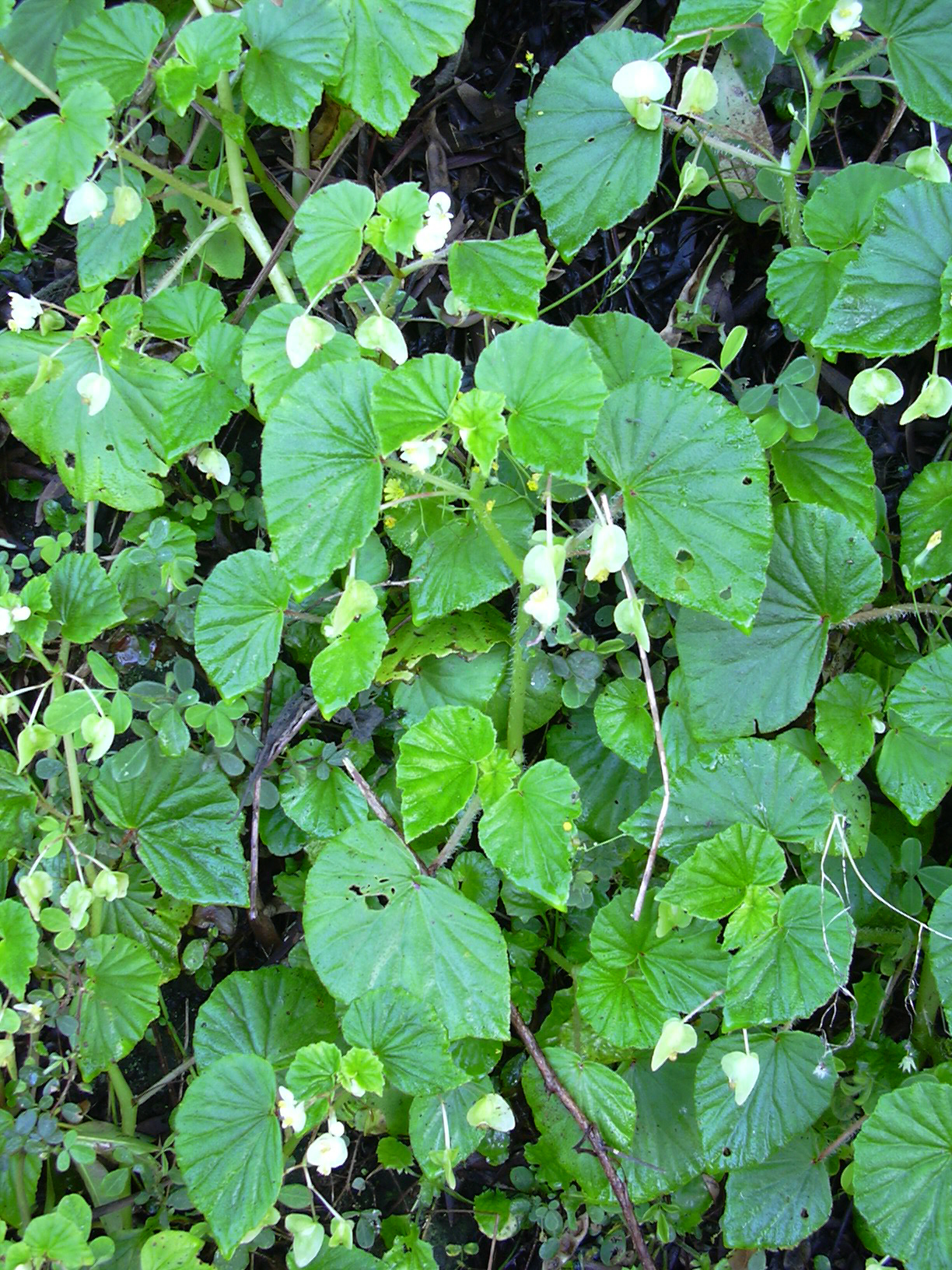
B. hirtella
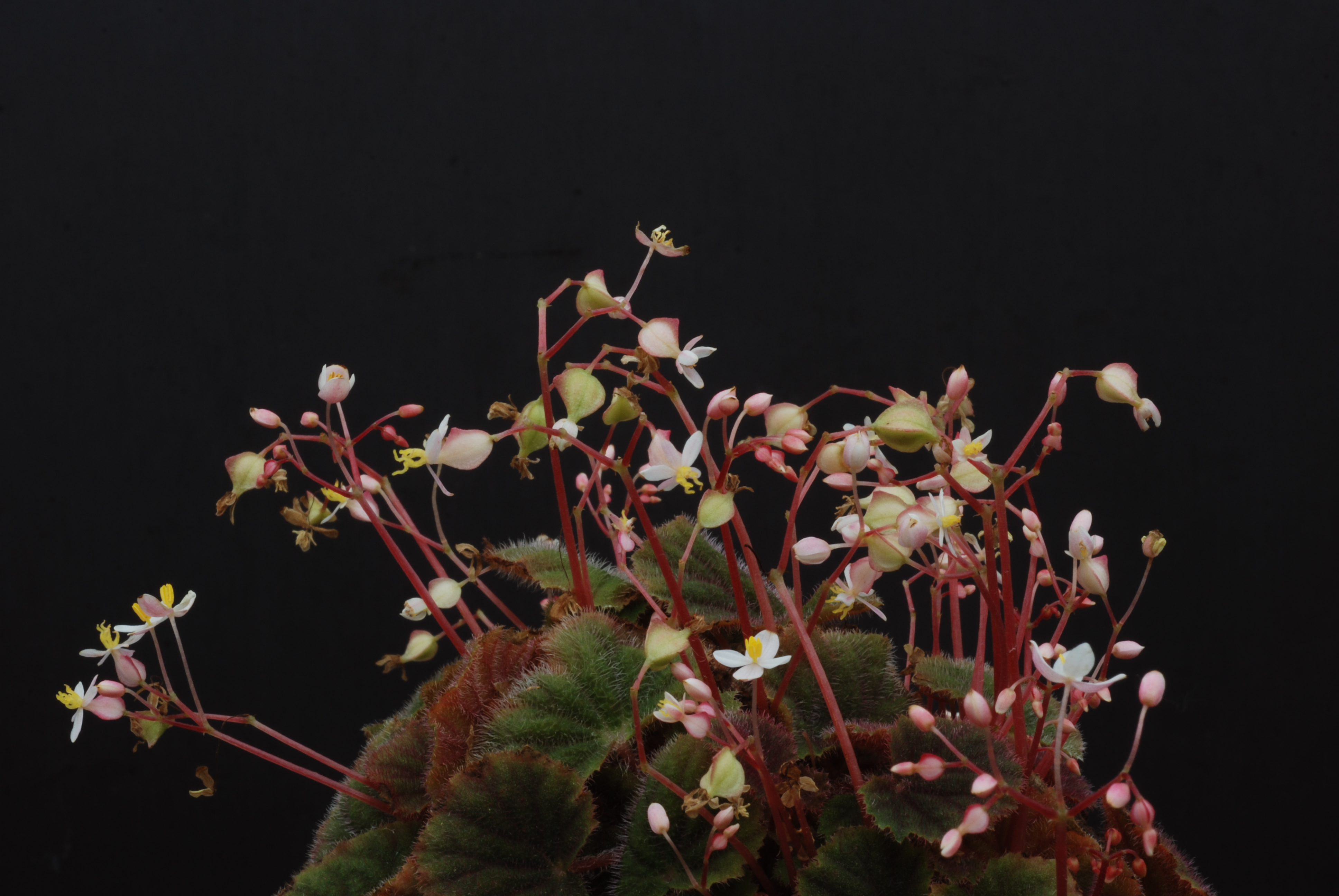
Begonia hoehneana

- Begonia hahiepiana H.Q.Nguyen & Tebbitt (2006)
- Begonia hainanensis Chun & F.Chun (1939)
- Begonia halabanensis M.Hughes (2015)
- Begonia halconensis Merr. (1911 publ. 1912)
- Begonia handelii Irmsch. (1921)
- Begonia handroi Brade (1954)
- Begonia harauensis Girm. (2015)
- Begonia harlingii L.B.Sm. & Wassh. (1979)
- Begonia harmandii Gagnep. (1919)
- Begonia hasskarliana (Miq.) Miq. ex A.DC. (1864)
- Begonia hassleri C.DC., Bull. (1916)
- Begonia hatacoa Buch.-Ham. ex D.Don (1825)
- Begonia havilandii Ridl. (1906)
- Begonia hayamiana Nob.Tanaka (2007)
- Begonia hayatae Gagnep. (1919)
- Begonia hekensis D.C.Thomas (2009)
- Begonia hekouensis S.H.Huang (1999)
- Begonia heliostrophe Kiew (2001)
- Begonia hemsleyana Hook.f. (1899)
- Begonia henrilaportei Scherber. & Duruiss. (2016)
- Begonia henryi Hemsl. (1887)
- Begonia heracleifolia Schltdl. & Cham. (1830)
- Begonia herbacea Vell. (1831)
- Begonia heringeri Brade (1954)
- Begonia hernandioides Merr. (1911 publ. 1912)
- Begonia herrerae L.B.Sm. & B.G.Schub. (1944 publ. 1945)
- Begonia herteri Irmsch. (1953)
- Begonia herveyana King, J. (1902)
- Begonia heterochroma Sosef (1991 publ. 1992)
- Begonia heteroclinis Miq. ex Koord. (1898)
- Begonia heteropoda Baker (1884)
- Begonia hexandra Irmsch. (1949)
- Begonia hexaptera Sands (1996)
- Begonia heydei C.DC. (1895)
- Begonia hidirii Tawan, Ipor & Meekiong (2009)
- Begonia hilariana A.DC. (1859)
- Begonia hintoniana L.B.Sm. & B.G.Schub. (1939)
- Begonia hirsuta Aubl. (1775)
- Begonia hirsuticarpa C.W.Lin & C.I Peng (2017)
- Begonia hirsuticaulis Irmsch. (1913)
- Begonia hirsutula Hook.f. (1871)
- Begonia hirta (Klotzsch) L.B.Sm. & B.G.Schub. (1941)
- Begonia hirtella Link (1822)
- Begonia hirtitepala  S.Julia & Kiew (2016)
- Begonia hispida Schott ex A.DC. (1861)
- Begonia hispidissima Zipp. ex Koord. (1898)
- Begonia hispidivillosa Ziesenh. (1950)
- Begonia hitchcockii Irmsch. (1949)
- Begonia hoehneana Irmsch. (1953)
- Begonia hohuanensis S.S.Ying (1995)
- Begonia holmnielseniana L.B.Sm. & Wassh. (1986)
- Begonia holosericea (Teijsm. & Binn.) Teijsm. & Binn. (1863)
- Begonia holosericeoides Ardi & D.C.Thomas (2014)
- Begonia holtonis A.DC. (1859)
- Begonia holttumii Irmsch. (1929)
- Begonia homonyma Steud. (1840)
- Begonia hondurensis Burt-Utley & Utley (1999)
- Begonia hongkongensis F.W.Xing (2005)
- Begonia hookeriana Gardner (1845)
- Begonia hooveriana Wiriad. (2013)
- Begonia horsfieldii (Miq.) Miq. ex A.DC. (1864)
- Begonia horticola Irmsch. (1921)
- Begonia hosensis C.W.Lin & C.I Peng (2014)
- Begonia houttuynioides T.T.Yu (1946)
- Begonia howii Merr. & Chun (1940)
- Begonia huangii Y.M.Shui & W.H.Chen (2005)
- Begonia hubertii Ziesenh. (1980)
- Begonia huegelii (Klotzsch) A.DC. (1864)
- Begonia hughesii Rubite & C.I Peng (2015)
- Begonia hullettii Ridl. (1906)
- Begonia humbertii Keraudren (1983)
- Begonia humboldtiana Gibbs (1917)
- Begonia humericola Sands (2001)
- Begonia humilicaulis Irmsch. (1913)
- Begonia humilis Aiton (1789)
- Begonia humillima L.B.Sm. & Wassh. (1983)
- Begonia hydrocotylifolia Otto ex Hook. (1842)
- Begonia hydrophylloides L.B.Sm. & B.G.Schub. (1946)
- Begonia hymenocarpa C.Y.Wu (1995)
- Begonia hymenophylla Gagnep. (1919)
- Begonia hymenophylloides Kingdon-Ward ex L.B.Sm. & Wassh. (1984)

### I

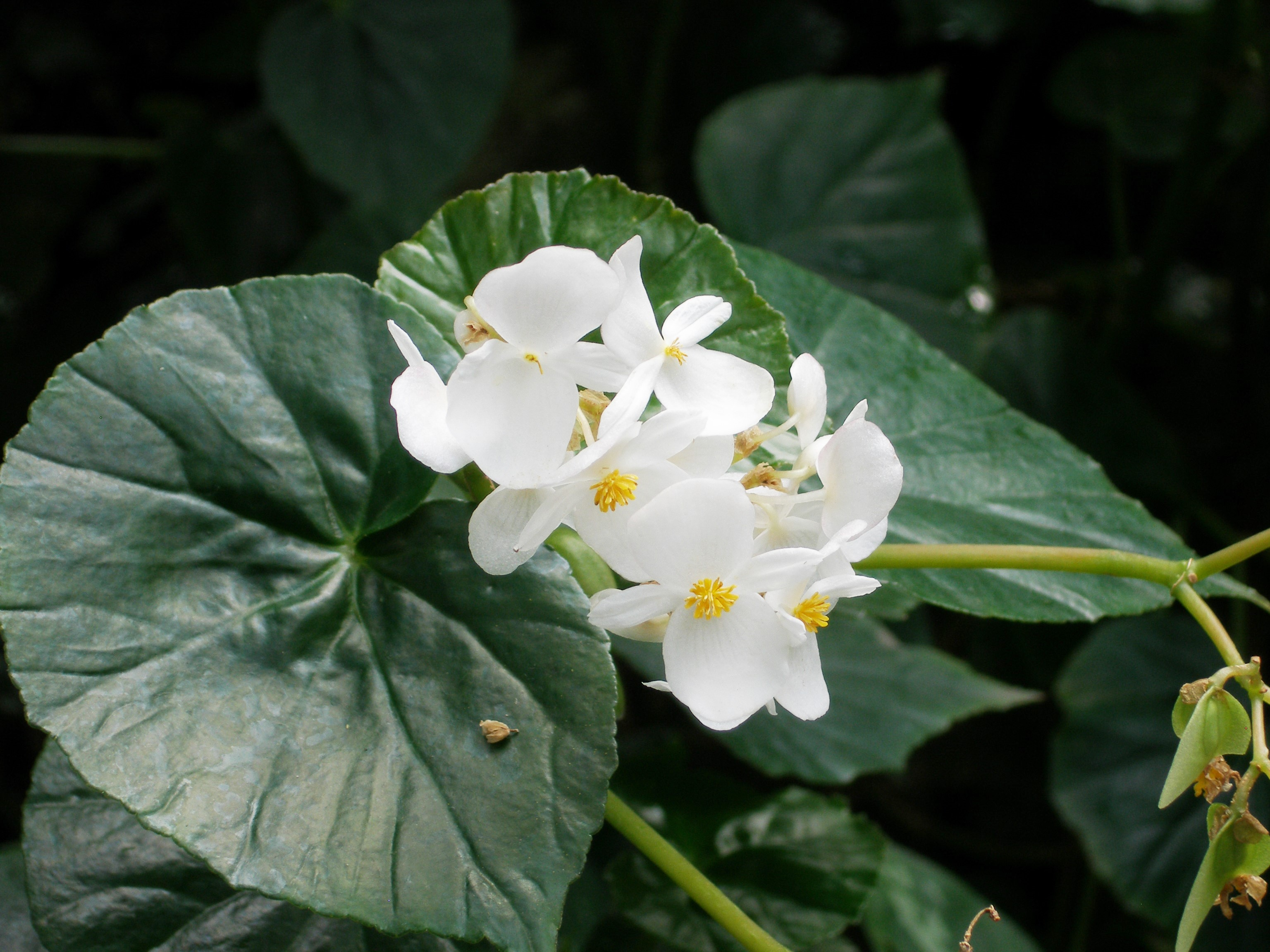
Begonia itaguassuensis

- Begonia ibitiocensis E.L.Jacques & Mamede (2004)
- Begonia ignea (Klotzsch) Warsz. ex A.DC. (1864)
- Begonia ignita C.W.Lin & C.I Peng (2017)
- Begonia ignorata Irmsch. (1929)
- Begonia imbricata Sands (1990)
- Begonia imitans Irmsch. (1939)
- Begonia imperfecta Irmsch. (1913)
- Begonia imperialis Lem. (1860)
- Begonia incarnata Link & Otto (1828)
- Begonia incerta Craib (1911)
- Begonia incisa A.DC. (1859)
- Begonia incisoserrata (Klotzsch) A.DC. (1864)
- Begonia incompta Kiew (2015)
- Begonia incondita Craib (1930)
- Begonia inconspicua Brade (1945)
- Begonia inculta Irmsch. (1953)
- Begonia inobongensis Kiew (2015)
- Begonia inopinata Guanih (2015)
- Begonia inostegia Stapf (1894)
- Begonia inostegioides Chong (2015)
- Begonia insueta D.C.Thomas & Ardi (2011)
- Begonia insularis Brade (1957)
- Begonia insularum Irmsch. (1913)
- Begonia integerrima Spreng. (1821)
- Begonia integrifolia Dalzell (1851)
- Begonia intermixta Irmsch. (1929)
- Begonia inversa Irmsch. (1953 publ. 1954)
- Begonia involucrata Liebm. (1852)
- Begonia ionophylla Irmsch. (1913)
- Begonia iridescens Dunn (1920)
- Begonia iridifolia C.W.Lin & C.I Peng (2017)
- Begonia irmscheri L.B.Sm. & B.G.Schub. (1955)
- Begonia isabelensis Quisumb. & Merr. (1928)
- Begonia isalensis Humbert ex Aymonin & Bosser (1971 publ. 1973)
- Begonia isoptera Dryand. ex Sm. (1899)
- Begonia isopterocarpa Irmsch. (1953)
- Begonia isopteroidea King, J. (1902)
- Begonia itaguassuensis Brade (1948)
- Begonia itatiaiensis Brade (1945)
- Begonia itatinensis Irmsch. ex Brade (1944)
- Begonia itupavensis Brade (1953)
- Begonia iucunda Irmsch. (1961)

### J

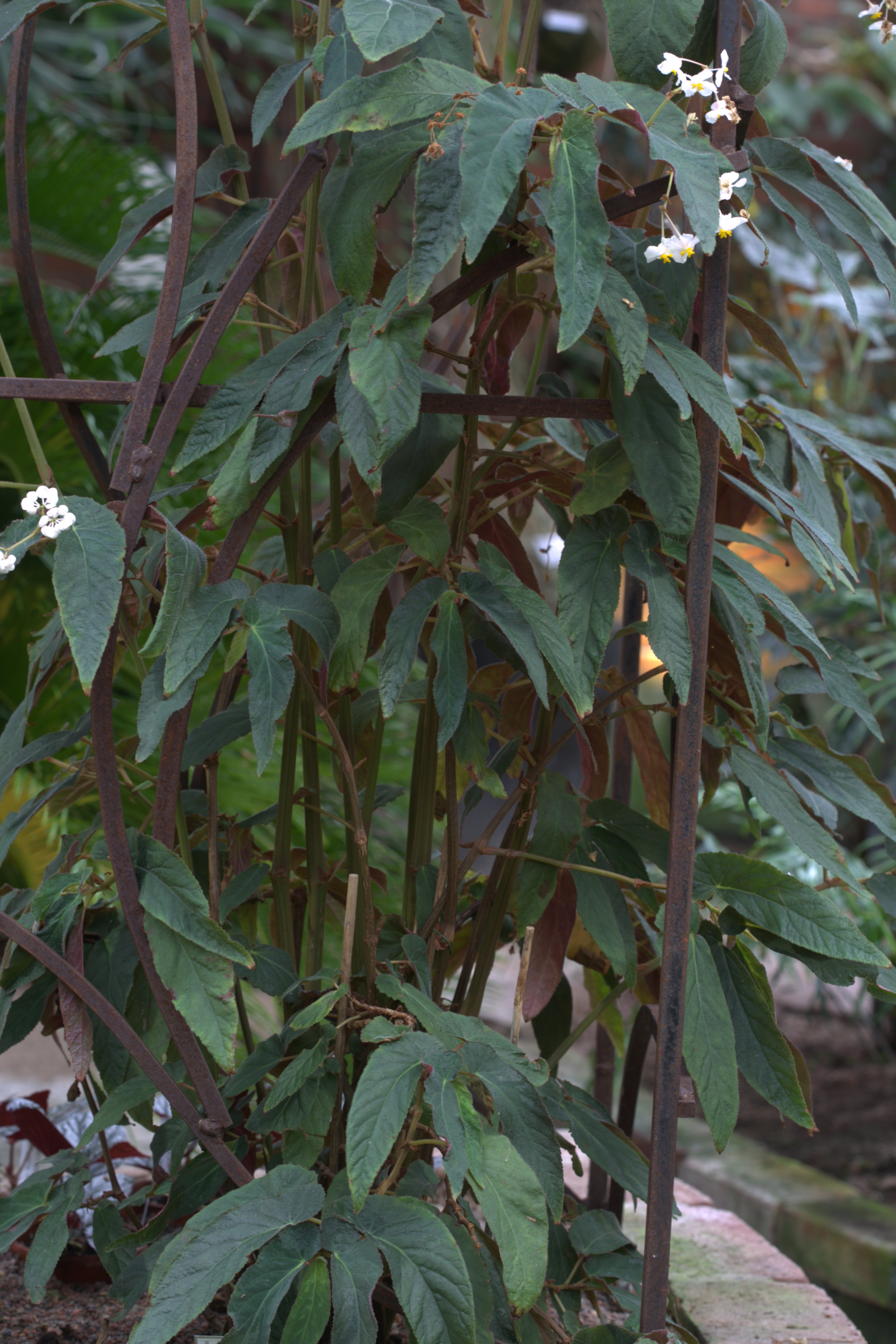
Begonia juliana

- Begonia jackiana M.Hughes (2015)
- Begonia jagorii Warb. (1904)
- Begonia jaguarensis L.Kollmann, R.S.Lopes & Peixoto (2015)
- Begonia jaliscana Burt-Utley (1986)
- Begonia jamaicensis A.DC. (1859)
- Begonia jamilahana Y.W.Low, Joffre & Ariffin (2015)
- Begonia jamilahanuana S.Julia (2016)
- Begonia jamiliana Rimi (2015)
- Begonia jaranpusangensis Girm. (2016)
- Begonia jarmilae Halda (2000)
- Begonia jayaensis Kiew (2005)
- Begonia jenginensis S.Julia & Kiew (2016)
- Begonia jenmanii Tutin (1940)
- Begonia jiewhoei Kiew (2005)
- Begonia jingxiensis D.Fang & Y.G.Wei (2004)
- Begonia jinyunensis C.I Peng, Bo Ding & Qian Wang (2014)
- Begonia jocelinoi Brade (1954)
- Begonia joffrei S.Julia (2015)
- Begonia johariana S.Julia & C.Y.Ling (2015)
- Begonia johnstonii Oliv. ex Hook.f. (1886)
- Begonia josephi A.DC. (1859)
- Begonia jugamensis S.Julia & Kiew (2015)
- Begonia julaihiana S.Julia & C.Y.Ling (2015)
- Begonia juliana Loefgr. ex Irmsch. (1953)
- Begonia juliasangii Kiew (2009)
- Begonia juninensis Irmsch. (1949)
- Begonia juntasensis Kuntze (1898)
- Begonia jureiensis S.J.Gomes da Silva & Mamede (2000)

### K

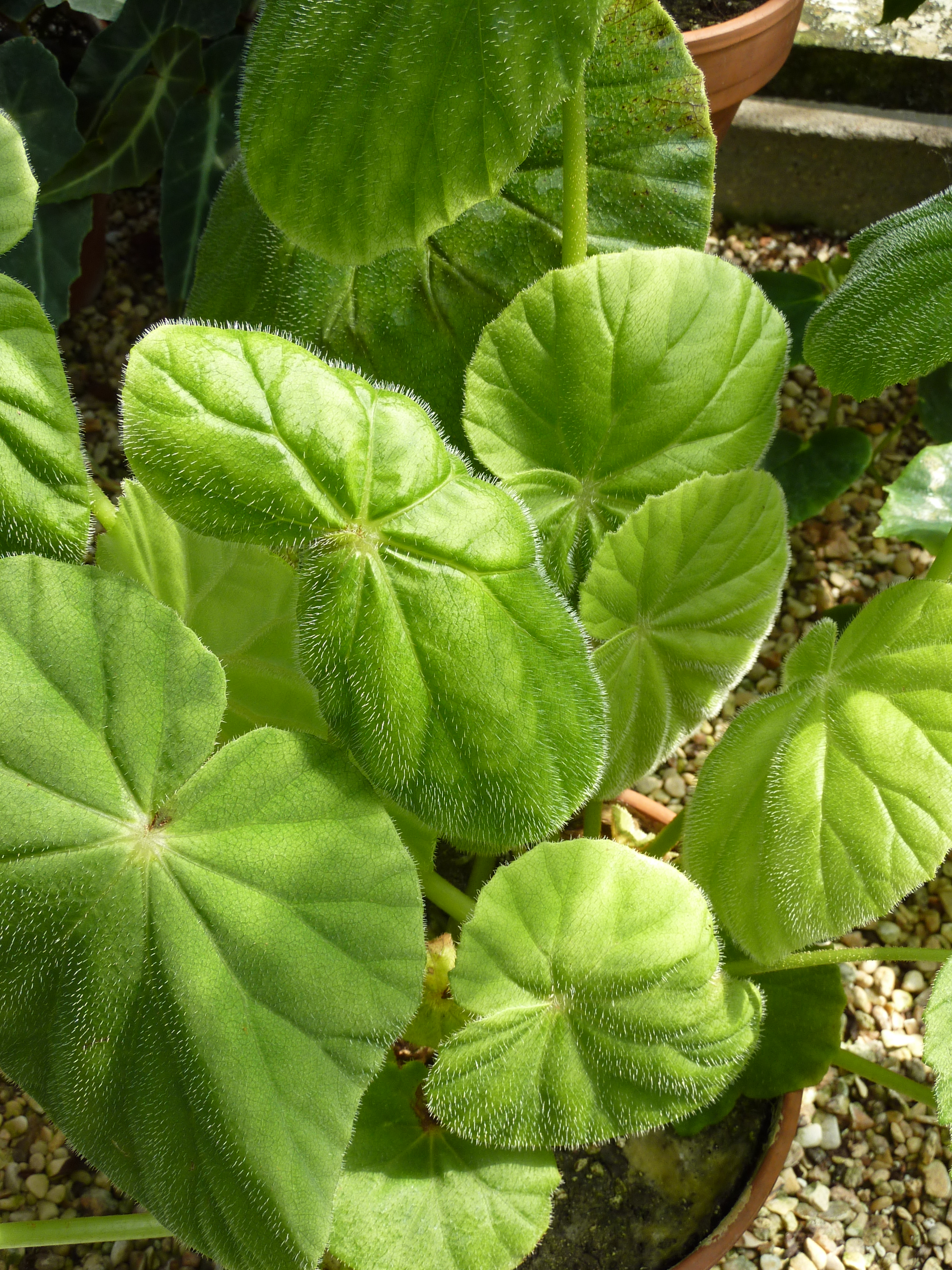
Begonia karwinskyana

- Begonia kachak K.G.Pearce (2003)
- Begonia kachinensis Nob.Tanaka (2011)
- Begonia kalabenonensis Humbert ex Aymonin & Bosser (1971 publ. 1973)
- Begonia kalbreyeri (Oliv.) L.B.Sm. & B.G.Schub. (1955)
- Begonia kanaensis Kiew & C.Y.Ling (2016)
- Begonia kanburiensis Phutthai (2014)
- Begonia kaniensis Irmsch. (1913)
- Begonia karangputihensis Girm. (2015)
- Begonia karperi J.C.Arends (1991 publ. 1992)
- Begonia karwinskyana A.DC. (1859)
- Begonia kasutensis K.G.Pearce (2003)
- Begonia keeana Kiew (2001)
- Begonia keithii Kiew (1998)
- Begonia kelliana Irmsch. (1917)
- Begonia kemumuensis M.Hughes (2015)
- Begonia kenworthyae Ziesenh. (1950)
- Begonia keraudreniae Bosser (1983)
- Begonia kerrii Craib (1911)
- Begonia kerstingii Irmsch. (1913)
- Begonia khasiana C.B.Clarke (1879)
- Begonia kiamfeei Kiew & S.Julia (2007)
- Begonia kibambanganensis Guanih & Chong (2015)
- Begonia killipiana L.B.Sm. & B.G.Schub. (1946)
- Begonia kinabaluensis Sands (1990)
- Begonia kinahimiae Rimi (2015)
- Begonia kingdon-wardii Tebbitt (2007)
- Begonia kingiana Irmsch. (1929)
- Begonia kipandiensis S.Julia (2015)
- Begonia kisuluana Büttner (1890)
- Begonia klemmei Merr. (1911 publ. 1912)
- Begonia klossii Ridl. (1913)
- Begonia knoopii Ziesenh. (1982)
- Begonia koksunii Kiew (2005)
- Begonia komoensis Irmsch. (1921)
- Begonia konderreisiana L.B.Sm. & R.C.Sm. (1971)
- Begonia koordersii Warb. ex L.B.Sm. & Wassh. (1983)
- Begonia korthalsiana Miq. ex M.Hughes (2015)
- Begonia kortsiae Ziesenh. (1971)
- Begonia kouytcheouensis Guillaumin (1925)
- Begonia krystofii Halda (2007)
- Begonia kuchingensis C.W.Lin & C.I Peng (2017)
- Begonia kudoensis Girm. (2015)
- Begonia kuhlmannii Brade (1945)
- Begonia kui C.I Peng (2007)
- Begonia kunthiana Walp. (1852)
- Begonia kurakura Tawan, Ipor & Meekiong (2009)

### L

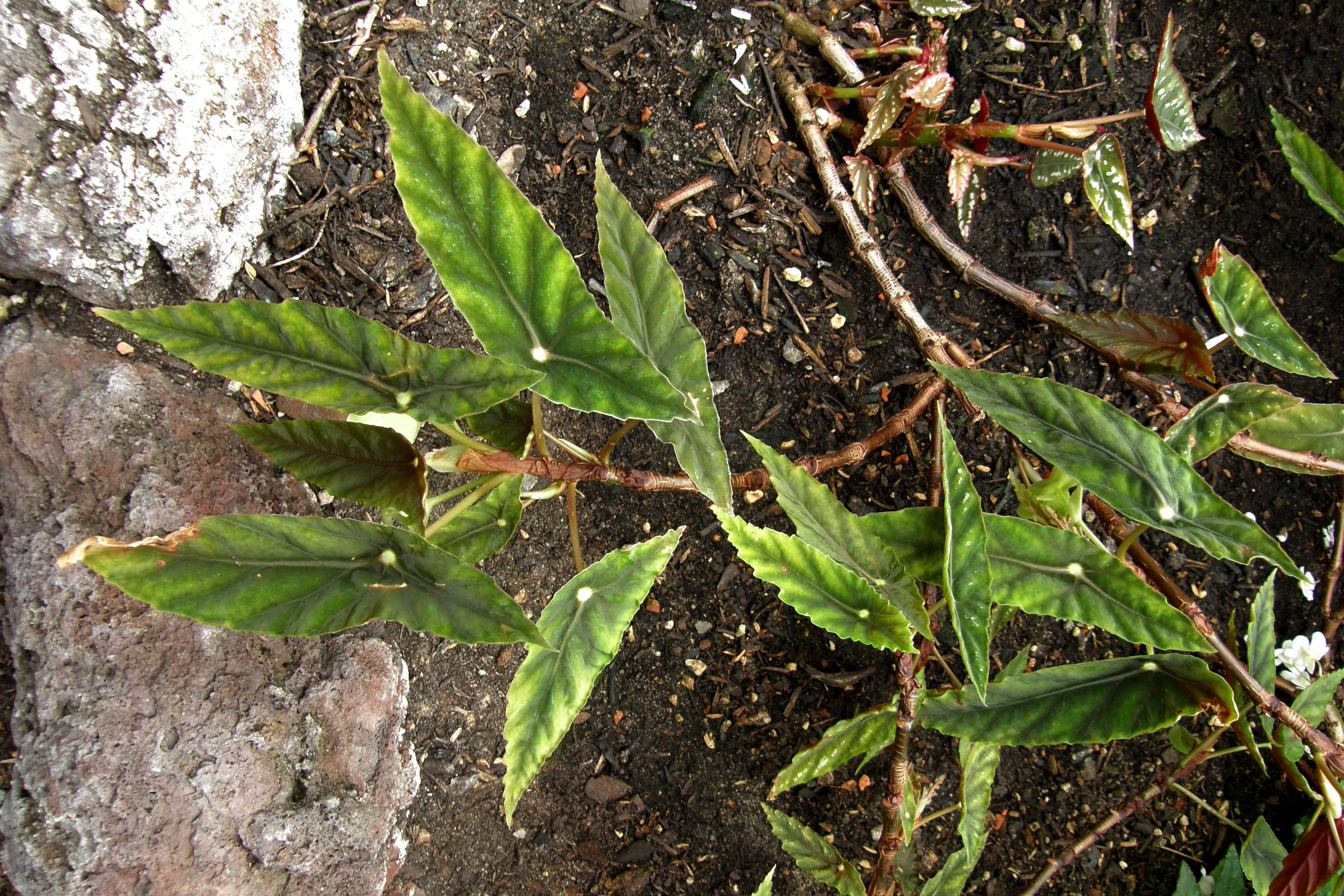
Begonia lubbersii

- Begonia labiensis (Sands) S.Julia (2015)
- Begonia labordei H.Lév. (1904)
- Begonia laccophora Sands (1996 publ. 1997)
- Begonia lacera Merr. (1915)
- Begonia lacerata Irmsch. (1939)
- Begonia lachaoensis Ziesenh. (1985)
- Begonia lacunosa Warb. (1895)
- Begonia laevis Ridl. (1917)
- Begonia lagunensis Elmer (1910)
- Begonia lailana Kiew & Geri (2003)
- Begonia lambii Kiew (2001)
- Begonia lambirensis Kiew & S.Julia (2015)
- Begonia laminariae Irmsch. (1951)
- Begonia lamriana Rimi (2015)
- Begonia lamxayana Souvann. (2016)
- Begonia lancangensis S.H.Huang (1999)
- Begonia lanceolata Vell. (1831)
- Begonia lancifolia Merr. (1915)
- Begonia lancilimba Merr. (1919)
- Begonia langbianensis Baker f. (1921)
- Begonia langsonensis C.I Peng & C.W.Lin (2015)
- Begonia lansbergeae L.Linden & Rodigas (1893)
- Begonia lanstyakii Brade (1943)
- Begonia lanternaria Irmsch. (1939)
- Begonia laporteifolia Warb. (1895)
- Begonia larorum L.B.Sm. & Wassh. (1983)
- Begonia laruei M.Hughes (2009)
- Begonia lasioura D.C.Thomas & Ardi (2011)
- Begonia latistipula Merr. (1915)
- Begonia lauterbachii Warb. (1900)
- Begonia lawii C.W.Lin & C.I Peng (2017)
- Begonia laxa L.B.Sm. & B.G.Schub. (1952)
- Begonia layang-layang Kiew (2001)
- Begonia lazat Kiew & Reza Azmi (1998)
- Begonia lealii Brade (1954)
- Begonia leandrii Humbert ex Aymonin & Bosser (1971 publ. 1973)
- Begonia leathermaniae O'Reilly & Kareg. (1983)
- Begonia ledermannii Irmsch. (1913)
- Begonia lehmannii (Irmsch.) L.B.Sm. & B.G.Schub. (1955)
- Begonia leipingensis D.K.Tian, Li H.Yang & Chun Li (2016)
- Begonia leivae J.Sierra (1989)
- Begonia lempuyangensis Girm. (2009)
- Begonia lemurica Keraudren (1983)
- Begonia lengguanii Kiew (2005)
- Begonia leopoldinensis L.Kollmann (2009)
- Begonia lepida Blume (1827)
- Begonia lepidella Ridl. (1917)
- Begonia leprosa Hance (1883)
- Begonia leptantha C.B.Rob. (1911 publ. 1912)
- Begonia leptoptera H.Hara (1973)
- Begonia leptostyla Irmsch. (1949)
- Begonia letestui J.J.de Wilde (2002)
- Begonia letouzeyi Sosef (1994)
- Begonia leucochlora Sands (1996 publ. 1997)
- Begonia leuconeura Urb. & Ekman (1930)
- Begonia leucosticta Warb. (1904)
- Begonia leucotricha Sands (1996 publ. 1997)
- Begonia leuserensis M.Hughes (2015)
- Begonia libanensis Urb. (1925)
- Begonia libera (L.B.Sm. & B.G.Schub.) L.B.Sm. & B.G.Schub. (1955)
- Begonia lichenora C.W.Lin & C.I Peng (2017)
- Begonia liesneri Burt-Utley & Utley (2012)
- Begonia lignescens Morton (1937)
- Begonia lilliputana M.Hughes (2015)
- Begonia limprichtii Irmsch. (1922)
- Begonia linauensis S.Julia (2015)
- Begonia lindleyana Walp. (1843)
- Begonia lindmanii Brade (1953)
- Begonia linearifolia J.Sierra (1991 publ. 1993)
- Begonia lineolata Brade (1958)
- Begonia lingiae S.Julia (2016)
- Begonia lipingensis Irmsch. (1927)
- Begonia lipolepis L.B.Sm. (1973)
- Begonia listada L.B.Sm. & Wassh. (1981)
- Begonia lithophila C.Y.Wu (1995)
- Begonia littleri Merr. (1911 publ. 1912)
- Begonia liuyanii C.I Peng, S.M.Ku & W.C.Leong (2005)
- Begonia lobbii (Hassk.) A.DC. (1864)
- Begonia locii C.I Peng, C.W.Lin & H.Q.Nguyen (2015)
- Begonia loheri Merr. (1911 publ. 1912)
- Begonia lombokensis Girm. (2009)
- Begonia lomensis Britton & P.Wilson (1923)
- Begonia longanensis C.Y.Wu (1997)
- Begonia longipetiolata Gilg (1904)
- Begonia longgangensis C.I Peng & Yan Liu (2013)
- Begonia longialata K.Y.Guan & D.K.Tian (2000)
- Begonia longibarbata Brade (1948)
- Begonia longibractea Merr. (1920 publ. 1921)
- Begonia longicarpa K.Y.Guan & D.K.Tian (2000)
- Begonia longicaulis Ridl. (1917)
- Begonia longiciliata C.Y.Wu (1995)
- Begonia longifolia Blume (1823)
- Begonia longinoda Merr. (1911 publ. 1912)
- Begonia longipedunculata Golding & Kareg. (1984)
- Begonia longirostris Benth. (1845)
- Begonia longiscapa Warb. (1904)
- Begonia longiseta Irmsch. (1953 publ. 1954)
- Begonia longistipula Merr. (1911 publ. 1912)
- Begonia longistyla Y.M.Shui & W.H.Chen (2005)
- Begonia longivillosa A.DC. (1859)
- Begonia lopensis Sosef & M.E.Leal (2002)
- Begonia lophoptera Rolfe (1914)
- Begonia loranthoides Hook.f. (1871)
- Begonia lossiae L.Kollmann (2008)
- Begonia louis-williamsii Burt-Utley (1982)
- Begonia lowiana King, J. (1902)
- Begonia lubbersii É.Morren (1883)
- Begonia lucidissima Golding & Kareg. (1984)
- Begonia lucifuga Irmsch. (1949)
- Begonia lucychongiana S.Julia & Kiew (2013)
- Begonia ludicra A.DC. (1859)
- Begonia ludwigii Irmsch. (1937)
- Begonia lugonis L.B.Sm. & Wassh. (1986)
- Begonia lugrae Ardhaka & Undaharta (2013)
- Begonia lukuana Y.C.Liu & C.H.Ou (1982)
- Begonia lunaris E.L.Jacques (2008)
- Begonia lunatistyla Irmsch. (1953 publ. 1954)
- Begonia luochengensis S.M.Ku, C.I Peng & Yan Liu (2004)
- Begonia lutea L.B.Sm. & B.G.Schub. (1946)
- Begonia luxurians Scheidw. (1848)
- Begonia luzhaiensis T.C.Ku (1999)
- Begonia luzonensis Warb. (1904)
- Begonia lyallii A.DC. (1859)
- Begonia lyman-smithii Burt-Utley & Utley (1987)
- Begonia lyniceorum Burt-Utley (1983)

### M

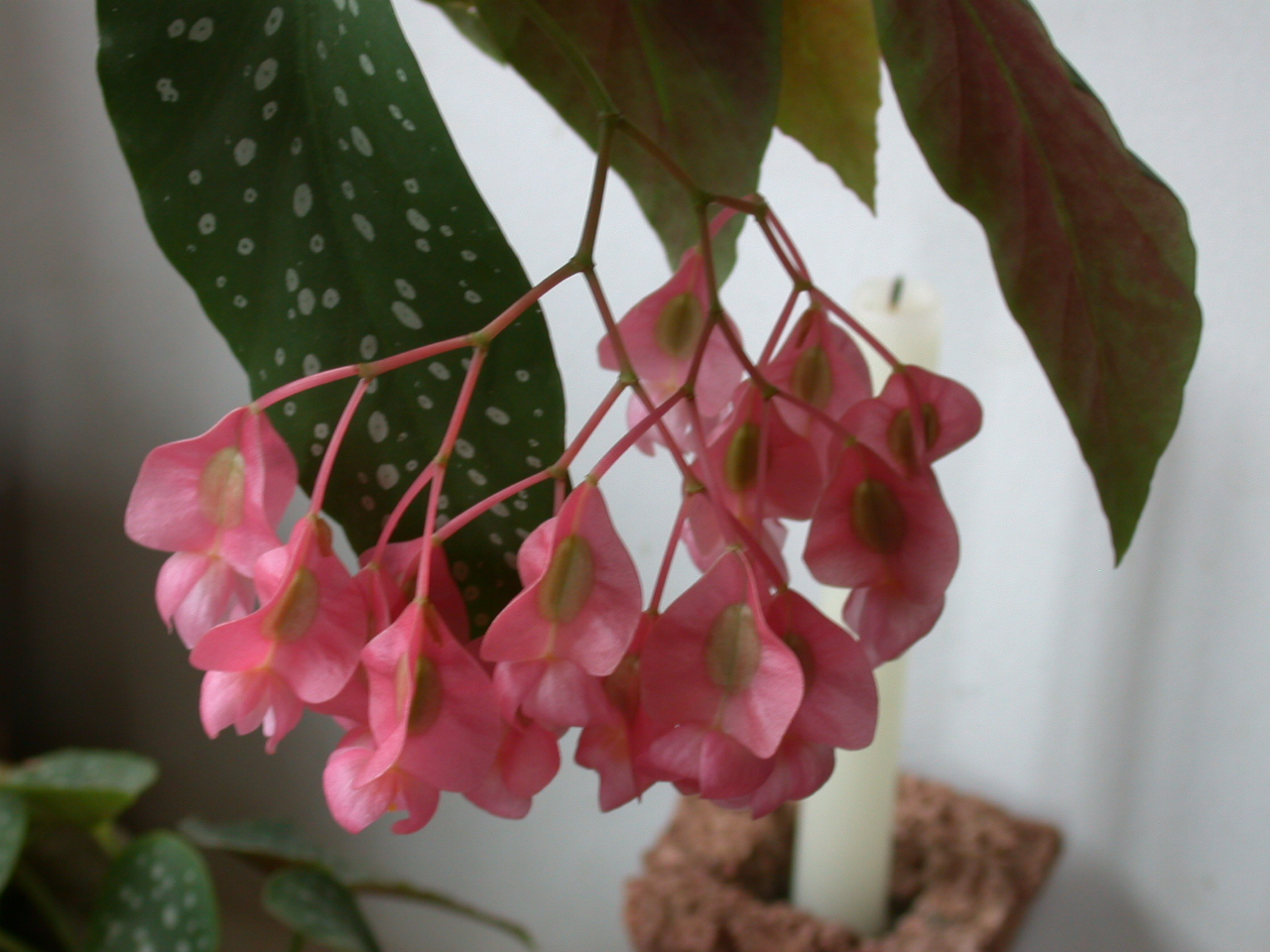
Begonia maculata

- Begonia macduffieana L.B.Sm. & B.G.Schub. (1985)
- Begonia macgregorii Merr. (1912)
- Begonia machrisiana L.B.Sm. & B.G.Schub. (1961)
- Begonia macintyreana M.Hughes (2006)
- Begonia macra A.DC. (1859)
- Begonia macrocarpa Warb. (1895)
- Begonia macrotis Vis. (1858-59)
- Begonia macrotoma Irmsch. (1951)
- Begonia maculata Raddi (1820)
- Begonia macvaughii Burt-Utley & Utley (2014)
- Begonia madaiensis Kiew (2001)
- Begonia madecassa Keraudren (1983)
- Begonia maestrensis Urb. (1925)
- Begonia magdalenae L.B.Sm. & B.G.Schub. (1946)
- Begonia magdalenensis Brade (1945)
- Begonia magentifolia Kiew & S.Julia (2013)
- Begonia magnicarpa C.W.Lin & C.I Peng (2017)
- Begonia majungaensis Guillaumin (1928)
- Begonia makrinii C.V.Morton ex Burt-Utley & Utley (2011)
- Begonia malabarica Lam. (1785)
- Begonia malachosticta Sands (1990)
- Begonia malindangensis Merr. (1911 publ. 1912)
- Begonia malipoensis S.H.Huang & Y.M.Shui (1994 publ. 1995)
- Begonia malmquistiana Irmsch. (1913)
- Begonia mamutensis Sands (2001)
- Begonia mananjebensis Humbert (1972)
- Begonia mangorensis Humbert (1972)
- Begonia manhaoensis S.H.Huang & Y.M.Shui (1999)
- Begonia manicata Brongn. (1842)
- Begonia manillensis A.DC. (1859)
- Begonia mannii Hook.f. (1864)
- Begonia manuselaensis Ardhaka & Ardi (2016)
- Begonia maracayuensis Parodi (1878)
- Begonia mariae L.B.Sm. (1973)
- Begonia mariaensis Rimi & Simun (2015)
- Begonia mariannensis Wassh. & McClellan (1995)
- Begonia marinae Tebbitt (2014 publ. 2015)
- Begonia mariti Burt-Utley (1990)
- Begonia marnieri Keraudren (1983)
- Begonia marojejyensis Humbert (1955)
- Begonia martabanica A.DC. (1859)
- Begonia martinezii Burt-Utley & Utley (2014)
- Begonia masarangensis Irmsch. (1913)
- Begonia mashanica D.Fang & D.H.Qin (2004)
- Begonia masoalaensis M.Hughes (2011)
- Begonia masoniana Irmsch. ex Ziesenh. (1971)
- Begonia matangensis S.Julia & Kiew (2015)
- Begonia matogrossensis L.B.Sm. ex S.F.Sm. & Wassh. (1999)
- Begonia mattos-silvae L.B.Sm. ex S.F.Sm. & Wassh. (1999)
- Begonia matudae Burt-Utley & Utley (2011)
- Begonia maurandiae A.DC. (1859)
- Begonia maxwelliana King, J. (1902)
- Begonia maynensis A.DC. (1859)
- Begonia mazae Ziesenh. (1947)
- Begonia mbangaensis Sosef (1991 publ. 1992)
- Begonia mcphersonii Burt-Utley & Utley (2012)
- Begonia mearnsii Merr. (1911 publ. 1912)
- Begonia media Merr. & L.M.Perry (1943)
- Begonia medusae Linden (1861)
- Begonia megacarpa Merr. (1914)
- Begonia megalantha Merr. (1915)
- Begonia megalophyllaria C.Y.Wu (1995)
- Begonia megaptera A.DC. (1859)
- Begonia mekonggensis Girm. & Wiriad. (2009)
- Begonia melanobullata C.I Peng & C.W.Lin (2015)
- Begonia melanosticta Chong & Guanih (2015)
- Begonia melikopia Kiew (2001)
- Begonia melinauensis S.Julia & Kiew (2013)
- Begonia membranacea A.DC. (1859)
- Begonia mendumae M.Hughes (2006)
- Begonia menglianensis Y.Y.Qian (2001)
- Begonia mengtzeana Irmsch. (1939)
- Begonia mentewangensis Girm. (2015)
- Begonia meridensis A.DC. (1859)
- Begonia meriraiensis S.Julia & Kiew (2009)
- Begonia merrilliana C.I Peng, Rubite, C.W.Lin & K.F.Chung (2017)
- Begonia merrittii Merr. (1910)
- Begonia metallicolor C.W.Lin & C.I Peng (2017)
- Begonia meyeri-johannis Engl. (1892)
- Begonia meysseliana Linden (1883)
- Begonia michoacana L.B.Sm. & B.G.Schub. (1947)
- Begonia micranthera Griseb. (1874)
- Begonia microcarpa A.DC. (1864)
- Begonia microphylla (Klotzsch) A.DC. (1864)
- Begonia microptera Hook.f. (1857)
- Begonia microsperma Warb. (1895)
- Begonia mildbraedii Gilg (1913)
- Begonia militaris L.B.Sm. & B.G.Schub. (1945)
- Begonia mindanaensis Warb. (1904)
- Begonia mindorensis Merr. (1911 publ. 1912)
- Begonia minicarpa H.Hara (1972)
- Begonia minjemensis Irmsch. (1913)
- Begonia minor Jacq. (1787)
- Begonia minuscula Aver. (2012)
- Begonia minuta Sosef (1991 publ. 1992)
- Begonia minutiflora Sands (2001)
- Begonia minutifolia N.Hallé (1972)
- Begonia miranda Irmsch. (1951)
- Begonia modestiflora Kurz (1871)
- Begonia molinana Burt-Utley (1984)
- Begonia molleri (C.DC.) Warb. (1894)
- Begonia mollicaulis Irmsch. (1957)
- Begonia mollis A.DC. (1864)
- Begonia monadelpha (Klotzsch) Ruiz & Pav. ex A.DC. (1864)
- Begonia monantha Warb. (1905)
- Begonia moneta C.I Peng, Rimi & C.W.Lin (2015)
- Begonia monicae Aymonin & Bosser (1983)
- Begonia monophylla Pav. ex A.DC. (1859)
- Begonia montana (A.DC.) Warb. (1894)
- Begonia montaniformis C.I Peng, C.W.Lin & H.Q.Nguyen (2015)
- Begonia monte-alenensis Sosef (2014)
- Begonia montis-bismarckii Warb. (1905)
- Begonia montis-elephantis J.J.de Wilde (2002)
- Begonia mooreana (Irmsch.) L.L.Forrest & Hollingsw. (2003)
- Begonia morelii Irmsch. ex Kareg. (1975)
- Begonia morifolia T.T.Yu (1948)
- Begonia morii Burt-Utley (1982)
- Begonia morrisiorum Rekha Morris & P.D.McMillan (2010)
- Begonia morsei Irmsch. (1939)
- Begonia moszkowskii Irmsch. (1913)
- Begonia motozintlensis Burt-Utley & Utley (2014)
- Begonia moysesii Brade (1958)
- Begonia mucronistipula C.DC. (1919)
- Begonia muliensis T.T.Yu (1948)
- Begonia multangula Blume (1827)
- Begonia multibracteata Girm. (2009)
- Begonia multidentata Warb. (1905)
- Begonia multijugata M.Hughes (2009)
- Begonia multinervia Liebm. (1852)
- Begonia multistaminea Burt-Utley (1983)
- Begonia muricata Blume (1823)
- Begonia murina Craib (1928)
- Begonia murudensis Merr. (1928)
- Begonia murumensis S.Julia & C.Y.Ling (2015)
- Begonia myanmarica C.I Peng & Y.D.Kim (2017)
- Begonia mystacina L.B.Sm. & Wassh. (1984)
- Begonia mysteriosa L.Kollmann & A.P.Fontana (2008)

### N

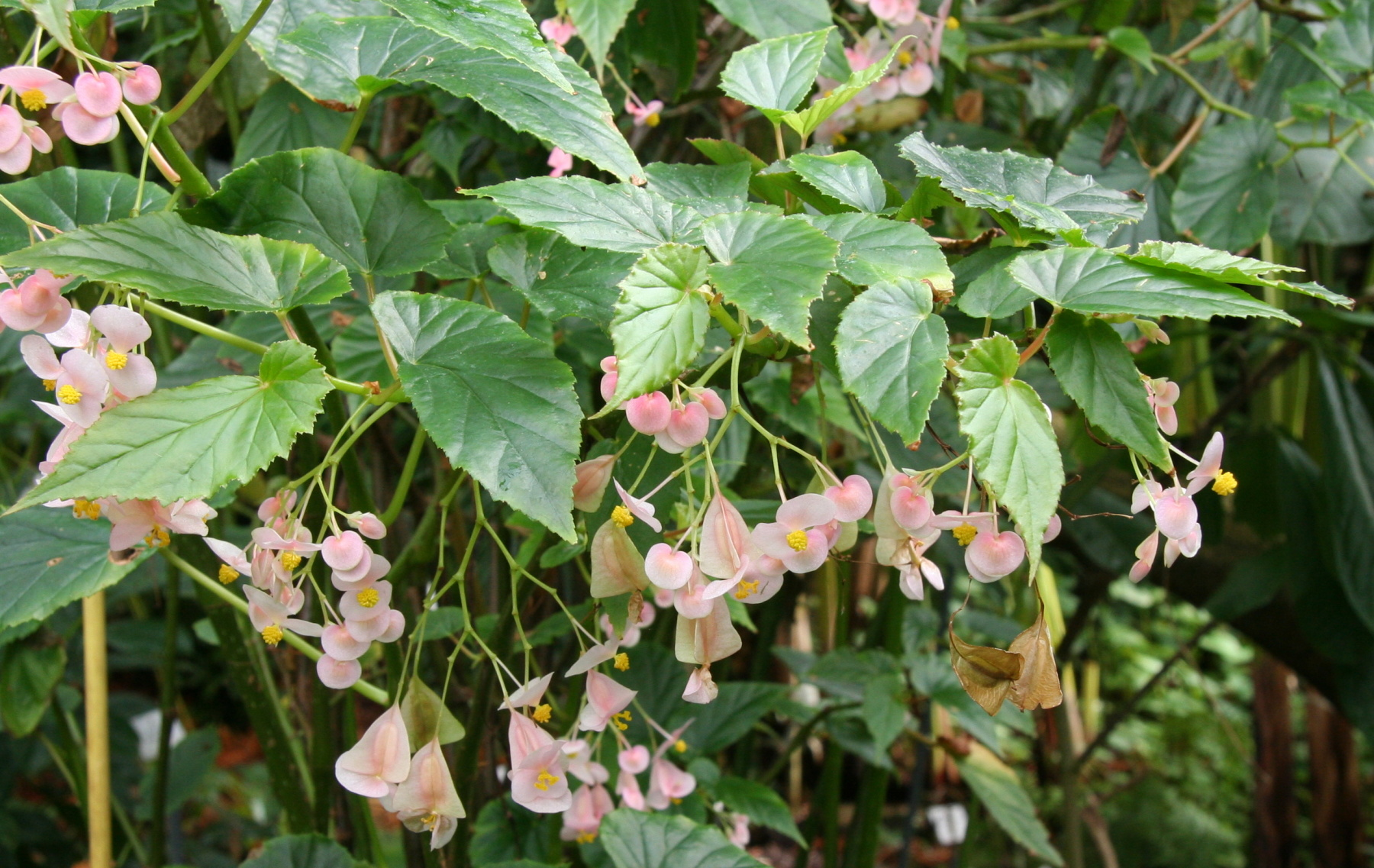
Begonia naumoniensis

- Begonia nagaensis Kiew & S.Julia (2009)
- Begonia nahangensis Aver. & H.Q.Nguyen (2012)
- Begonia nana L'Hér. (1788)
- Begonia nantoensis M.J.Lai & N.J.Chung (1992)
- Begonia napoensis L.B.Sm. & Wassh. (1986)
- Begonia natunaensis C.W.Lin & C.I Peng (2014)
- Begonia naumoniensis Irmsch. (1913)
- Begonia neglecta A.DC. (1859)
- Begonia negrosensis Elmer (1910)
- Begonia nelumbiifolia Schltdl. & Cham. (1830)
- Begonia nemoralis L.B.Sm. & B.G.Schub. (1947)
- Begonia neocomensium A.DC. (1859)
- Begonia neoharlingii L.B.Sm. & Wassh. (1985)
- Begonia neoperrieri Humbert ex Aymonin & Bosser (1971 publ. 1973)
- Begonia neopurpurea L.B.Sm. & Wassh. (1983)
- Begonia nepalensis (A.DC.) Warb. (1894)
- Begonia nephrophylla Undaharta & Ardi (2016)
- Begonia nevadensis Dorr (1999)
- Begonia niahensis K.G.Pearce (2003)
- Begonia nigritarum Steud. (1821)
- Begonia ningmingensis D.Fang, Y.G.Wei & C.I.Peng (2006)
- Begonia nivea Parish ex Kurz, J. (1873)
- Begonia nix C.W.Lin & C.I Peng (2017)
- Begonia nobmanniae D.C.Thomas & Ardi (2011)
- Begonia nossibea A.DC. (1859)
- Begonia nosymangabensis Scherber. & Duruiss. (2017)
- Begonia notata Craib (1928)
- Begonia nothobaramensis Joffre (2015)
- Begonia notiophila Urb. (1930)
- Begonia novalombardiensis L.Kollmann (2006)
- Begonia novogranatae A.DC. (1864)
- Begonia novoguineensis Merr. & L.M.Perry (1943)
- Begonia nubicola L.B.Sm. & B.G.Schub. (1957)
- Begonia nuda Irmsch. (1953)
- Begonia nummulariifolia Putz. (1853)
- Begonia nurii Irmsch. (1929)
- Begonia nuwakotensis S.Rajbh. (2010)
- Begonia nyassensis Irmsch. (1961)
- Begonia nymphaeifolia T.T.Yu (1948)

### O

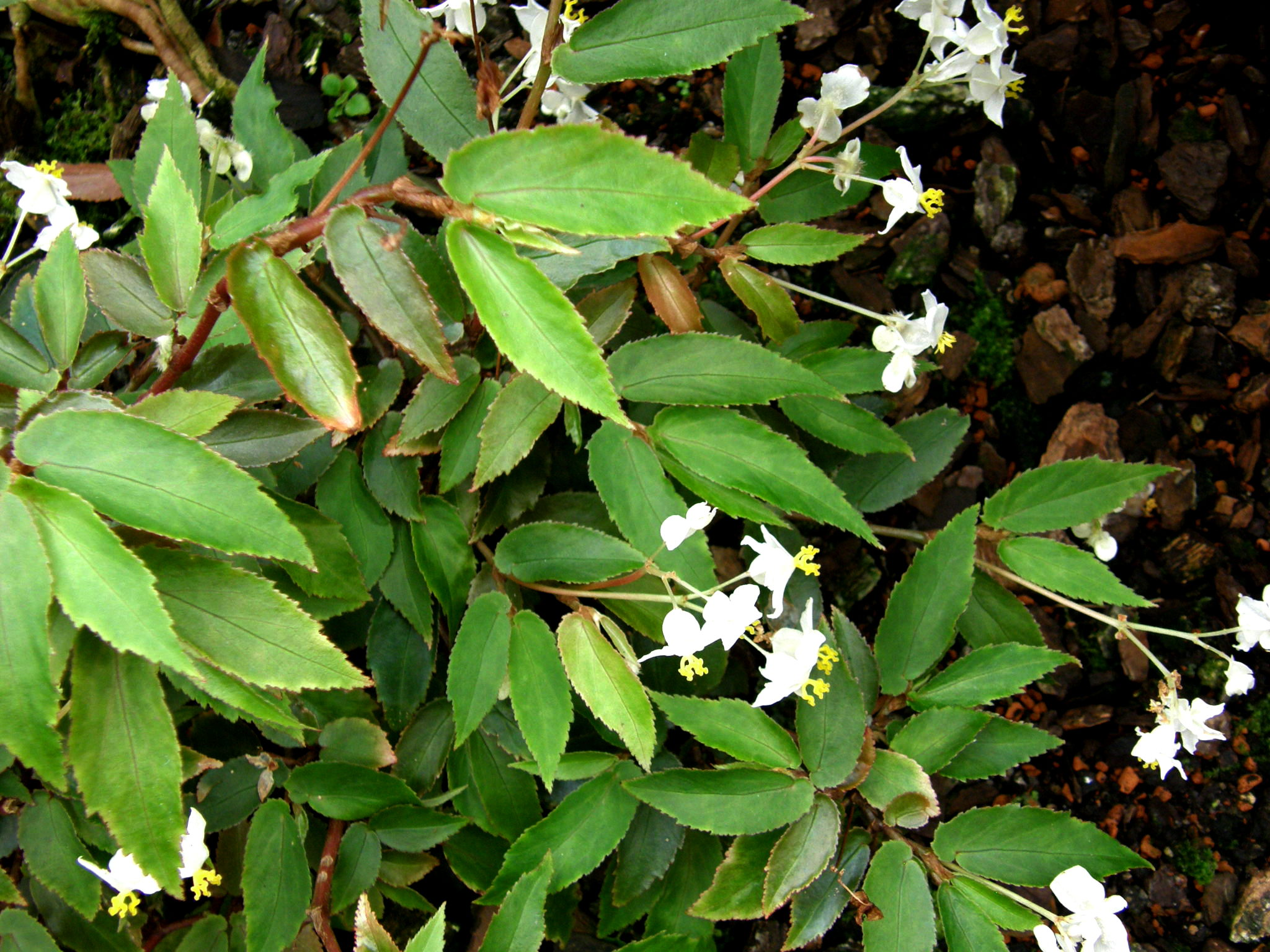
Begonia obscura

- Begonia oaxacana A.DC. (1859)
- Begonia obdeltata Gregório & E.L.Jacques (2014)
- Begonia oblanceolata Rusby (1920)
- Begonia obliqua L. (1753)
- Begonia obliquifolia S.H.Huang & Y.M.Shui (1999)
- Begonia oblongata Merr. (1912)
- Begonia oblongifolia Stapf (1894)
- Begonia obovatistipula C.DC. (1914)
- Begonia obovoidea Craib (1930)
- Begonia obscura Brade (1957)
- Begonia obsolescens Irmsch. (1951)
- Begonia obtecticaulis Irmsch. (1949)
- Begonia obtusifolia Merr. (1919)
- Begonia occhionii Brade (1943)
- Begonia octopetala L'Hér. (1788)
- Begonia odeteiantha Handro (1969)
- Begonia oellgaardii L.B.Sm. & Wassh. (1986)
- Begonia olbia Kerch. (1883)
- Begonia oligandra Merr. & L.M.Perry (1943)
- Begonia oligantha Merr. (1915)
- Begonia oligophylla Blume ex Miq. (1856)
- Begonia olivacea Ardi (2015)
- Begonia oliveri L.B.Sm. & B.G.Schub. (1955)
- Begonia olsoniae L.B.Sm. & B.G.Schub. (1965)
- Begonia ophiogyna L.B.Sm. & B.G.Schub. (1946)
- Begonia opuliflora Putz. (1854)
- Begonia orbiculata Jack (1821)
- Begonia orchidiflora Griff. (1848)
- Begonia oreodoxa Chun & F.Chun (1995)
- Begonia oreophila Kiew (2005)
- Begonia organensis Brade (1944)
- Begonia ornithocarpa Standl. (1929)
- Begonia ornithophylla Irmsch. (1939)
- Begonia otophora Merr. & L.M.Perry (1943)
- Begonia otophylla L.B.Sm. & B.G.Schub. (1952)
- Begonia ovatifolia A.DC. (1859)
- Begonia oxyanthera Warb. (1895)
- Begonia oxyloba Welw. ex Hook.f. (1871)
- Begonia oxysperma A.DC. (1859)
- Begonia oxyura Merr. & L.M.Perry (1943)
- Begonia ozotothrix D.C.Thomas (2009)

### P

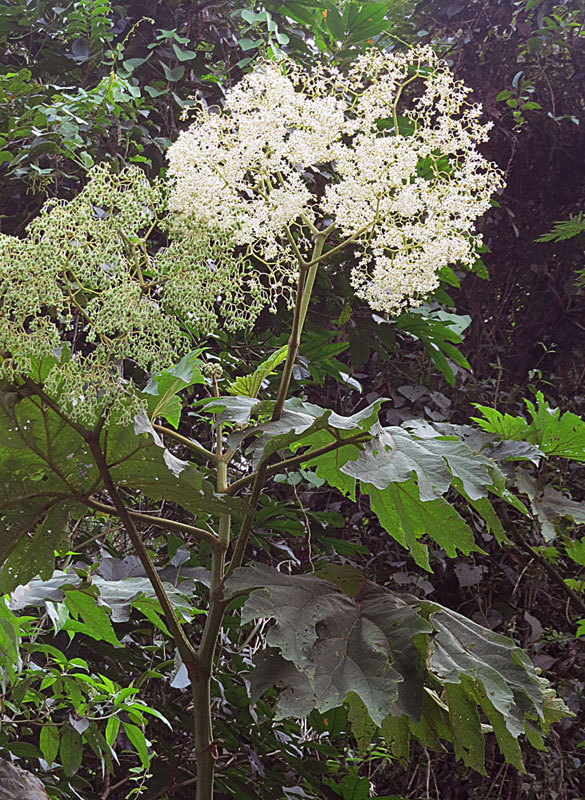
Begonia parviflora

- Begonia pachypoda L.Kollmann & Peixoto (2013)
- Begonia pachyrhachis L.B.Sm. & Wassh. (1983)
- Begonia padangensis Irmsch. (1953 publ. 1954)
- Begonia padawanensis C.W.Lin & C.I Peng (2014)
- Begonia paganuccii Gregório & J.A.S.Costa (2015)
- Begonia palawanensis Merr. (1911 publ. 1912)
- Begonia paleacea Kurz (1871)
- Begonia paleata A.DC. (1859)
- Begonia palmata D.Don (1825)
- Begonia palmeri S.Watson (1886)
- Begonia panamensis Burt-Utley & Utley (2012)
- Begonia panayensis Merr. (1919)
- Begonia panchtharensis S.Rajbh. (2010)
- Begonia paniculata Parodi (1878)
- Begonia pantherina Putz. ex Linden (1862)
- Begonia paoana Kiew & S.Julia (2007)
- Begonia papuana Warb. (1900)
- Begonia papulifolia S.Julia & C.Y.Ling (2016)
- Begonia papyraptera Sands (1996 publ. 1997)
- Begonia paracauliflora Rimi, C.I Peng & S.M.Ku (2015)
- Begonia paraguayensis Parodi (1878)
- Begonia paranaensis Brade (1944)
- Begonia parcifolia C.DC. (1919)
- Begonia parilis Irmsch. (1953)
- Begonia parishii C.B.Clarke (1879)
- Begonia parodiana L.B.Sm. & B.G.Schub. (1941)
- Begonia parva Merr. (1911 publ. 1912)
- Begonia parviflora Poepp. & Endl. (1835)
- Begonia parvifolia Schott (1827)
- Begonia parvilimba Merr. (1925)
- Begonia parvistipulata Irmsch. (1953)
- Begonia parvula H.Lév. & Vaniot (1906)
- Begonia parvuliflora A.DC. (1859)
- Begonia pasamanensis M.Hughes (2009)
- Begonia pastoensis A.DC. (1859)
- Begonia paucilobata C.Y.Wu (1995)
- Begonia paulensis A.DC. (1859)
- Begonia paupercula King, J. (1902)
- Begonia pavonina Ridl. (1909)
- Begonia payung S.Julia & Kiew (2009)
- Begonia pearcei Hook.f. (1865)
- Begonia pectennervia L.B.Sm. & Wassh. (1986)
- Begonia pedata Liebm. (1852)
- Begonia pedatifida H.Lév. (1909)
- Begonia pediophylla Merr. & L.M.Perry (1943)
- Begonia pedunculosa Wall. (1830)
- Begonia peekelii Irmsch. (1913)
- Begonia peii C.Y.Wu (1995)
- Begonia pelargoniiflora J.J.de Wilde & J.C.Arends (1991 publ. 1992)
- Begonia peltata Otto & A.Dietr. (1841)
- Begonia peltatifolia Li (1944)
- Begonia peltifolia Schott (1827)
- Begonia peltigera Irmsch. (1953)
- Begonia pendula Ridl. (1906)
- Begonia pengchingii Phutthai & M.Hughes (2017)
- Begonia pengii S.M.Ku & Yan Liu (2008)
- Begonia penrissenensis Kiew & S.Julia (2007)
- Begonia pensilis L.B.Sm. & Wassh. (1984)
- Begonia pentandra W.N.Takeuchi (2015)
- Begonia pentaphragmifolia Ridl. (1916)
- Begonia pentaphylla Walp. (1843)
- Begonia peperomioides Hook.f. (1871)
- Begonia per-dusenii Brade (1953)
- Begonia perakensis King, J. (1902)
- Begonia peridoticola Rimi, C.I Peng & C.W.Lin (2015)
- Begonia peristegia Stapf (1901)
- Begonia pernambucensis Brade (1954)
- Begonia perpusilla A.DC. (1859)
- Begonia perrieri Bois (1915)
- Begonia perryae L.B.Sm. & Wassh. (1983)
- Begonia peruibensis Handro (1979 publ. 1980)
- Begonia peruviana A.DC. (1859)
- Begonia petasitifolia Brade (1971)
- Begonia phamiana Kiew (2007)
- Begonia phantasma Tebbitt (2015)
- Begonia philodendroides Ziesenh. (1954)
- Begonia phoeniogramma Ridl. (1917)
- Begonia phrixophylla Blatt. & McCann (1931)
- Begonia phuthoensis H.Q.Nguyen (2004)
- Begonia phutthaii M.Hughes (2017)
- Begonia physandra Merr. & L.M.Perry (1943)
- Begonia pickelii Irmsch. (1949)
- Begonia picta Sm. (1806)
- Begonia picturata Yan Liu, S.M.Ku & C.I Peng (2005)
- Begonia pierrei Gagnep. (1919)
- Begonia pilgeriana Irmsch. (1953)
- Begonia pilosa Jack (1822)
- Begonia pilosella Irmsch. (1949)
- Begonia pinetorum A.DC. (1859)
- Begonia pinglinensis C.I Peng (2005)
- Begonia pinheironis L.B.Sm. ex S.F.Sm. & Wassh. (1999)
- Begonia pinnatifida Merr. & L.M.Perry (1943)
- Begonia piresiana Handro (1964)
- Begonia piring Kiew & S.Julia (2009)
- Begonia piurensis L.B.Sm. & B.G.Schub. (1941)
- Begonia plantaginea L.B.Sm. & B.G.Schub. (1945)
- Begonia platanifolia Schott (1827)
- Begonia platycarpa Y.M.Shui & W.H.Chen (2005)
- Begonia platyphylla Merr. (1915)
- Begonia platyptera Urb. (1930)
- Begonia plebeja Liebm. (1852)
- Begonia pleioclada Irmsch. (1953 publ. 1954)
- Begonia pleiopetala A.DC. (1859)
- Begonia plieranensis S.Julia & C.Y.Ling (2015)
- Begonia plumieri Kunth ex A.DC. (1864)
- Begonia pluvialis L.B.Sm. ex S.F.Sm. & Wassh. (1999)
- Begonia poculifera Hook.f. (1871)
- Begonia poilanei Kiew (2007)
- Begonia polilloensis Tebbitt (2004 publ. 2005)
- Begonia polyandra Irmsch. (1953)
- Begonia polyclada C.I Peng, C.W.Lin & Rubite (2017)
- Begonia polygonata Liebm. (1852)
- Begonia polygonifolia A.DC. (1861)
- Begonia polygonoides Hook.f. (1871)
- Begonia polypetala A.DC. (1878)
- Begonia polytricha C.Y.Wu (1995)
- Begonia popenoei Standl. (1930)
- Begonia porteana Van Geert (1882)
- Begonia porteri H.Lév. & Vaniot (1910)
- Begonia portillana S.Watson (1887)
- Begonia postarii Kiew (1998)
- Begonia potamophila Gilg (1904)
- Begonia praerupta Irmsch. (1949)
- Begonia praetermissa Kiew (2005)
- Begonia prasinimarginata S.Julia (2015)
- Begonia preussii Warb. (1894)
- Begonia prieurii A.DC. (1859)
- Begonia princeae Gilg (1902)
- Begonia princeps (Klotzsch) A.DC. (1861)
- Begonia pringlei S.Watson (1891)
- Begonia prionophylla Irmsch. (1949)
- Begonia prionota D.C.Thomas & Ardi (2011)
- Begonia prismatocarpa Hook. (1862)
- Begonia procridifolia Wall. ex A.DC. (1863)
- Begonia prolifera A.DC. (1859)
- Begonia prolixa Craib (1930)
- Begonia promethea Ridl. (1906)
- Begonia propinqua Ridl. (1906)
- Begonia pruinata (Klotzsch) A.DC. (1864)
- Begonia pryeriana Ridl. (1906)
- Begonia pseudodaedalea P.D.McMillan & Rekha Morris (2010)
- Begonia pseudodaxinensis S.M.Ku, Yan Liu & C.I Peng (2006)
- Begonia pseudodryadis C.Y.Wu (1995)
- Begonia pseudoglauca Irmsch. (1949)
- Begonia pseudolateralis Warb. (1904)
- Begonia pseudoleprosa C.I Peng, Yan Liu & S.M.Ku (2006)
- Begonia pseudolubbersii Brade (1957)
- Begonia pseudomuricata Girm. (2009)
- Begonia pseudopeltata Burt-Utley & Utley (2012)
- Begonia pseudopleiopetala Tebbitt (2014 publ. 2015)
- Begonia pseudoscottii Girm. (2015)
- Begonia pseudosubperfoliata Phutthai & M.Hughes (2017)
- Begonia pseudoviola Gilg (1904)
- Begonia psilophylla Irmsch. (1951)
- Begonia pteridiformis Phutthai (2010)
- Begonia pteridoides Scherber. & Duruiss. (2017)
- Begonia puberula Sosef (2014)
- Begonia pubescens Ridl. (1906)
- Begonia pudica L.B.Sm. & B.G.Schub. (1950)
- Begonia pulchella Raddi (1820)
- Begonia pulcherrima Sosef (1991 publ. 1992)
- Begonia pulchra (Ridl.) L.L.Forrest & Hollingsw. (2003)
- Begonia pulchrifolia D.K.Tian & Ce H.Li (2015)
- Begonia pululahuana C.DC. (1908)
- Begonia pulvinifera C.I Peng & Yan Liu (2006)
- Begonia pumila Craib (1930)
- Begonia pumilio Irmsch. (1929)
- Begonia punbatuensis Kiew (2001)
- Begonia punchak Kiew & S.Julia (2007)
- Begonia purdieana A.DC. (1859)
- Begonia purpureofolia S.H.Huang & Y.M.Shui (1994 publ. 1995)
- Begonia purpusii Houghton ex Ziesenh. (1960)
- Begonia puspitae Ardi (2009)
- Begonia pustulata Liebm. (1852)
- Begonia puttii Craib (1928)
- Begonia pycnantha Urb. & Ekman (1930)
- Begonia pygmaea Irmsch. (1961)
- Begonia pyrrha Ridl. (1906)

### Q
- Begonia quadrialata Warb. (1894)
- Begonia quaternata L.B.Sm. & B.G.Schub. (1950)
- Begonia quercifolia A.DC. (1859)

### R
- Begonia rabilii Craib (1930)
- Begonia racemiflora Ortgies ex C.Chev. (1938)
- Begonia racemosa Jack (1822)
- Begonia rachmatii Tebbitt (2004 publ. 2005)
- Begonia radicans Vell. (1831)
- Begonia rafael-torresii Burt-Utley (1990)
- Begonia raimondii Irmsch. (1949)
- Begonia rajah Ridl. (1911)
- Begonia rambaiensis Kiew (2015)
- Begonia rambutan Rimi (2015)
- Begonia ramentacea Paxton (1846)
- Begonia ramlanii Rimi & Handry (2015)
- Begonia ramosii Merr. (1911 publ. 1912)
- Begonia ramosissima Kiew & S.Julia (2013)
- Begonia ranaiensis Girm. (2012)
- Begonia randiana Merr. & L.M.Perry (1943)
- Begonia rantemarioensis D.C.Thomas & Ardi (2011)
- Begonia raoensis M.Hughes (2015)
- Begonia ravenii C.I.Peng & Y.K.Chen (1988)
- Begonia razafinjohanyi Aymonin & Bosser (1983)
- Begonia reflexisquamosa C.Y.Wu (1995)
- Begonia reginula Kiew (2005)
- Begonia relicta L.B.Sm. & B.G.Schub. (1945)
- Begonia renifolia Irmsch. (1913)
- Begonia reniformis Dryand. (1791)
- Begonia repens Lam. (1785)
- Begonia repenticaulis Irmsch. (1939)
- Begonia reptans Benth. (1840)
- Begonia retakensis (Sands) Joffre (2015)
- Begonia retinervia D.Fang, D.H.Qin & C.I.Peng (2006)
- Begonia retusa O.E.Schulz (1911)
- Begonia rex Putz. (1857)
- Begonia rheifolia Irmsch. (1929)
- Begonia rhizocaulis (Klotzsch) A.DC. (1864)
- Begonia rhodantha Ridl. (1916)
- Begonia rhodochaeta S.Julia & Kiew (2009)
- Begonia rhodochlamys L.B.Sm. & B.G.Schub. (1945)
- Begonia rhodoneura S.Julia (2013)
- Begonia rhodophylla C.Y.Wu (1995)
- Begonia rhodotricha S.Julia & C.Y.Ling (2015)
- Begonia rhoephila Ridl. (1917)
- Begonia rhombipetala S.Julia & C.Y.Ling (2015)
- Begonia rhyacophila Kiew (2005)
- Begonia rhynchocarpa Y.M.Shui & W.H.Chen (2005)
- Begonia rieckei Warb. (1891)
- Begonia riedelii A.DC. (1859)
- Begonia rigida (Klotzsch) Regel ex A.DC. (1864)
- Begonia rigidifolia Aver. (2012)
- Begonia rimarum Craib (1930)
- Begonia riparia Irmsch. (1961)
- Begonia rizalensis Merr. (1911 publ. 1912)
- Begonia robusta Blume (1827)
- Begonia rockii Irmsch. (1939)
- Begonia roezlii Regel (1876)
- Begonia rongjiangensis T.C.Ku (1995)
- Begonia rosacea Putz. (1857)
- Begonia roseibractea Ziesenh. (1983)
- Begonia roseopunctata Kiew (2015)
- Begonia rossmanniae A.DC. (1864)
- Begonia rostrata Welw. ex Hook.f. (1871)
- Begonia rotunda Vell. (1831)
- Begonia rotundibracteata Kiew (2015)
- Begonia rotundifolia Lam. (1785)
- Begonia rotundilimba S.H.Huang & Y.M.Shui (1994 publ. 1995)
- Begonia roxburghii (Miq.) A.DC. (1864)
- Begonia rubella Buch.-Ham. ex D.Don (1825)
- Begonia rubida Ridl. (1906)
- Begonia rubiginosipes Irmsch. (1949)
- Begonia rubinea Hong Z.Li & H.Ma (2005)
- Begonia rubiteae M.Hughes (2010)
- Begonia ruboides C.M.Hu (1995)
- Begonia rubricaulis Hook. (1844)
- Begonia rubriflora L.Kollmann (2011)
- Begonia rubrifolia Merr. (1919)
- Begonia rubrobracteolata S.Julia & C.Y.Ling (2016)
- Begonia rubromarginata Gilg (1904)
- Begonia rubronervata De Wild. (1908)
- Begonia rubropilosa A.DC. (1859)
- Begonia rubropunctata S.H.Huang & Y.M.Shui (1994 publ. 1995)
- Begonia rubrosetosa Aver. (2012)
- Begonia rubrotepala S.Julia (2016)
- Begonia rubrotincta L.B.Sm. & B.G.Schub. (1963)
- Begonia rufa Thunb. (1817)
- Begonia rufipila Merr. (1911 publ. 1912)
- Begonia rufosericea Toledo (1946)
- Begonia rugosula Aver. (2012)
- Begonia ruhlandiana Irmsch. (1953)
- Begonia rumpiensis Kupicha (1978)
- Begonia rupium Irmsch. (1953)
- Begonia ruschii L.Kollmann (2003)
- Begonia russelliana L.B.Sm. ex S.F.Sm. & Wassh. (1999)
- Begonia ruthiae S.Julia (2015)
- Begonia rutilans (Klotzsch) A.DC. (1864)
- Begonia rwandensis J.C.Arends (1991 publ. 1992)

### S
- Begonia sabahensis Kiew & J.H.Tan (2004)
- Begonia sadirensis Kiew & S.Julia (2016)
- Begonia sageaensis Wiriad. (2012)
- Begonia salaziensis (Gaudich.) Warb. (1894)
- Begonia salesopolensis S.J.Gomes da Silva & Mamede (2000)
- Begonia salisburyana Irmsch. (1954)
- Begonia salomonensis Merr. & L.M.Perry (1943)
- Begonia samarensis Merr. (1926)
- Begonia sambiranensis Humbert ex Aymonin & Bosser (1971 publ. 1973)
- Begonia samhaensis M.Hughes & A.G.Mill. (2002)
- Begonia sandalifolia C.B.Clarke (1879)
- Begonia sandsiana W.N.Takeuchi (2013)
- Begonia sandtii Houghton ex Ziesenh. (1969)
- Begonia sanguinea Raddi (1820)
- Begonia sanguineopilosa D.C.Thomas & Ardi (2011)
- Begonia santarosensis Kuntze (1898)
- Begonia santos-limae Brade (1943)
- Begonia sarangica Kiew & S.Julia (2009)
- Begonia sarasinorum Irmsch. (1913)
- Begonia sarawakensis Ridl. (1906)
- Begonia sarcocarpa Ridl. (1917)
- Begonia sarmentacea Brilmayer (1960)
- Begonia sarmentosa L.B.Sm. & Wassh. (1983)
- Begonia sartorii Liebm. (1852)
- Begonia satrapis C.B.Clarke (1879)
- Begonia saxicola A.DC. (1859)
- Begonia saxifraga A.DC. (1859)
- Begonia saxifragifolia Craib (1930)
- Begonia scabrida A.DC. (1864)
- Begonia scapigera Hook.f. (1871)
- Begonia schaeferi Engl. (1921)
- Begonia scharffii Hook.f. (1888)
- Begonia schliebenii Irmsch. (1961)
- Begonia schlumbergeriana Lem. (1858)
- Begonia schulziana Urb. & Ekman (1930)
- Begonia sciadiophora L.B.Sm. & B.G.Schub. (1946)
- Begonia sciaphila Gilg ex Engl. (1921)
- Begonia scintillans Dunn (1920)
- Begonia scitifolia Irmsch. (1939)
- Begonia scorpiocaulis Moonlight & Tebbitt (2017)
- Begonia scortechinii King, J. (1902)
- Begonia scottii Tebbitt (2005)
- Begonia scutifolia Hook.f. (1871)
- Begonia scutulum Hook.f. (1871)
- Begonia secunda L.B.Sm. & Wassh. (1979)
- Begonia seemanniana A.DC. (1859)
- Begonia segregata L.B.Sm. & B.G.Schub. (1960)
- Begonia semidigitata Brade (1945)
- Begonia semiovata Liebm. (1852)
- Begonia semiparietalis Yan Liu, S.M.Ku & C.I Peng (2006)
- Begonia semongkatensis Girm. (2016)
- Begonia sendangensis Ardi (2013)
- Begonia serapatensis Kiew & S.Julia (2007)
- Begonia serianensis C.W.Lin & C.I Peng (2017)
- Begonia sericoneura Liebm. (1852)
- Begonia serotina A.DC. (1859)
- Begonia serpens Merr. (1919)
- Begonia serranegrae L.B.Sm. ex S.F.Sm. & Wassh. (1999)
- Begonia serraticauda Merr. & L.M.Perry (1943)
- Begonia serratipetala Irmsch. (1913)
- Begonia sessilifolia Hook.f. (1871)
- Begonia setiamensis S.Julia & Kiew (2015)
- Begonia setifolia Irmsch. (1939)
- Begonia setulosa Bertol. (1840)
- Begonia setulosopeltata C.Y.Wu (1997)
- Begonia seychellensis Hemsl. (1916)
- Begonia sharpeana F.Muell. (1887)
- Begonia shilendrae Rekha Morris & P.D.McMillan (2012)
- Begonia siamensis Gagnep. (1919)
- Begonia sibthorpioides Ridl. (1916)
- Begonia sibutensis Sands (1996 publ. 1997)
- Begonia siccacaudata J.Door. (2000)
- Begonia sikkimensis A.DC. (1859)
- Begonia silletensis (A.DC.) C.B.Clarke (1879)
- Begonia simolapensis Ardi (2015)
- Begonia simulans Merr. & L.M.Perry (1943)
- Begonia simunii Rimi (2015)
- Begonia sinobrevicaulis T.C.Ku (1999)
- Begonia sinofloribunda Dorr (1999)
- Begonia sinovietnamica C.Y.Wu (1997)
- Begonia sinuata Wall. ex Meisn. (1836)
- Begonia siregarii Ardi & D.C.Thomas (2014)
- Begonia sirukitii S.Julia & C.Y.Ling (2015)
- Begonia sizemoreae Kiew (2004)
- Begonia skutchii Burt-Utley & Utley (2014)
- Begonia sleumeri L.B.Sm. & B.G.Schub. (1955)
- Begonia smilacina A.DC. (1859)
- Begonia smithiae Geddes (1928)
- Begonia smithiana T.T.Yu ex Irmsch. (1951)
- Begonia socia Craib (1930)
- Begonia socotrana Hook.f., Gard. Chron., n.s. (1881)
- Begonia sodiroi C.DC. (1908)
- Begonia sogerensis Ridl. (1914)
- Begonia solananthera A.DC. (1859)
- Begonia solimutata L.B.Sm. & Wassh. (1990)
- Begonia solitudinis Brade (1958)
- Begonia soluta Craib (1930)
- Begonia somervillei Hemsl. (1896)
- Begonia sonderiana Irmsch. (1961)
- Begonia sonlaensis Aver. (2012)
- Begonia sootepensis Craib (1911)
- Begonia soror Irmsch. (1953)
- Begonia sosefiana J.J.de Wilde & Valk. (2005)
- Begonia sousae Burt-Utley (1983)
- Begonia spadiciflora L.B.Sm. & B.G.Schub. (1946)
- Begonia sparreana L.B.Sm. & Wassh. (1979)
- Begonia sparsipila Baker (1873)
- Begonia speculum Moonlight & Tebbitt (2017 publ. 2016)
- Begonia speluncae Ridl. (1906)
- Begonia sphenantheroides C.I Peng (2015)
- Begonia sphenocarpa Irmsch. (1913)
- Begonia spilotophylla F.Muell. (1876)
- Begonia spinibarbis Irmsch. (1957)
- Begonia squamipes Irmsch. (1953)
- Begonia squamulosa Hook.f. (1871)
- Begonia squarrosa Liebm. (1852)
- Begonia staudtii Gilg (1904)
- Begonia stellata Sosef (1991 publ. 1992)
- Begonia stenocardia L.B.Sm. & B.G.Schub. (1946)
- Begonia stenogyna Sands (1996 publ. 1997)
- Begonia stenolepis L.B.Sm. & R.C.Sm. (1971)
- Begonia stenophylla A.DC. (1859)
- Begonia stenotepala L.B.Sm. & B.G.Schub. (1941)
- Begonia stevei M.Hughes (2006)
- Begonia steyermarkii L.B.Sm. & B.G.Schub. (1955)
- Begonia stichochaete K.G.Pearce (2003)
- Begonia stictopoda (Miq.) Miq. ex A.DC. (1864)
- Begonia stigmosa Lindl. (1845)
- Begonia stilandra Merr. & L.M.Perry (1943)
- Begonia stipularis Spreng. (1801)
- Begonia stolzii Irmsch. (1961)
- Begonia strachwitzii Warb. ex Irmsch. (1913)
- Begonia strictinervis Irmsch. (1913)
- Begonia strictipetiolaris Irmsch. (1913)
- Begonia strigillosa A.Dietr. (1851)
- Begonia strigosa (Warb.) L.L.Forrest & Hollingsw. (2003)
- Begonia strigulosa (Hassk.) A.DC. (1864)
- Begonia subacida Irmsch. (1959)
- Begonia subacutata De Wild. (1908)
- Begonia subalpestris A.Chev. (1912)
- Begonia subcaudata Rusby ex L.B.Sm. & Schub. (1944 publ. 1945)
- Begonia subciliata A.DC. (1859)
- Begonia subcoriacea C.I Peng, Yan Liu & S.M.Ku (2008)
- Begonia subcostata Rusby (1920)
- Begonia subcyclophylla Irmsch. (1913)
- Begonia subelliptica Merr. & L.M.Perry (1943)
- Begonia subhowii S.H.Huang (1999)
- Begonia subisensis K.G.Pearce (2003)
- Begonia sublobata Jack (1822)
- Begonia sublongipes Y.M.Shui (2004)
- Begonia subnummularifolia Merr. (1926)
- Begonia suboblata D.Fang & D.H.Qin (2004)
- Begonia suborbiculata Merr. (1911 publ. 1912)
- Begonia subpeltata Wight (1852)
- Begonia subperfoliata Parish ex Kurz, J. (1873)
- Begonia subprostrata Merr. (1925)
- Begonia subscutata De Wild. (1908)
- Begonia subspinulosa Irmsch. (1949)
- Begonia subtruncata Merr. (1911 publ. 1912)
- Begonia subvillosa Klotzsch (1855)
- Begonia subviridis Craib (1930)
- Begonia sudjanae C.-A.Jansson (1963)
- Begonia suffrutescens Merr. & L.M.Perry (1943)
- Begonia sukutensis Burt-Utley & Utley (2012)
- Begonia sumbawaensis Girm. (2016)
- Begonia summoglabra T.T.Yu (1948)
- Begonia sunorchis C.Chev. (1938)
- Begonia superciliaris C.W.Lin & C.I Peng (2017)
- Begonia suprafastigiata Irmsch. (1949)
- Begonia surculigera Kurz (1871)
- Begonia susaniae Sosef (1991 publ. 1992)
- Begonia sutherlandii Hook.f. (1868)
- Begonia sychnantha L.B.Sm. & Wassh. (1984)
- Begonia sykakiengii Rubite, C.I Peng, C.W.Lin & K.F.Chung (2017)
- Begonia sylvatica A.DC. (1864)
- Begonia sylvestris A.DC. (1859)
- Begonia symbeccarii L.L.Forrest & Hollingsw. (2003)
- Begonia symbracteosa L.L.Forrest & Hollingsw. (2003)
- Begonia symgeraniifolia L.L.Forrest & Hollingsw. (2003)
- Begonia symhirta L.L.Forrest & Hollingsw. (2003)
- Begonia sympapuana L.L.Forrest & Hollingsw. (2003)
- Begonia symparvifolia L.L.Forrest & Hollingsw. (2003)
- Begonia sympodialis Irmsch. (1953 publ. 1954)
- Begonia symsanguinea L.L.Forrest & Hollingsw. (2003)

### T

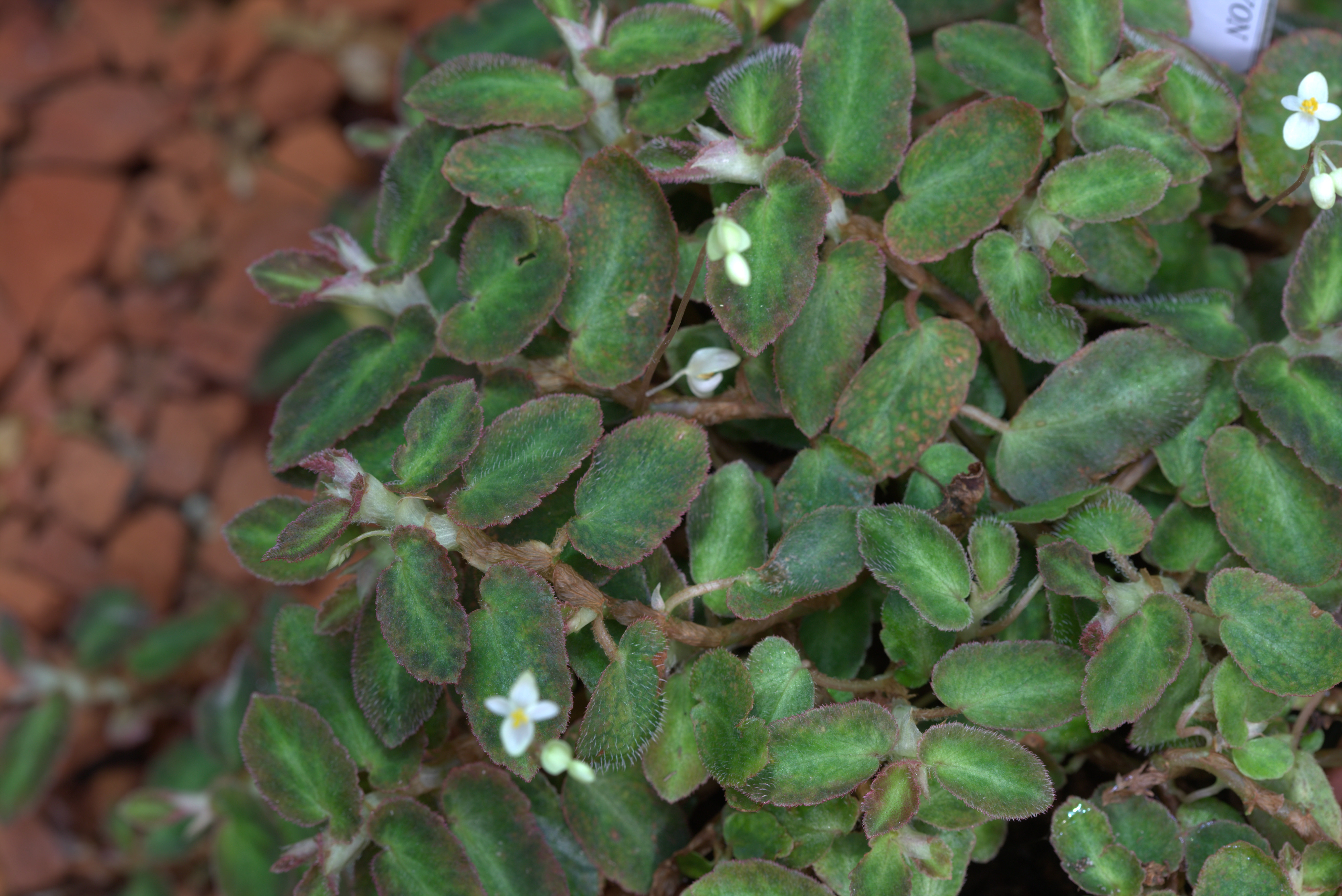
Begonia thelmae

- Begonia tacana Ziesenh. (1971)
- Begonia tafaensis Merr. & L.M.Perry (1943)
- Begonia tafiensis Lillo (1919)
- Begonia tagbanua M.Hughes, C.I Peng & Rubite (2015)
- Begonia ×taipeiensis C.I.Peng (2000)
- Begonia taiwaniana Hayata (1911)
- Begonia taliensis Gagnep. (1919)
- Begonia taligera S.Rajbh. (2010)
- Begonia tambelanensis (Irmsch.) Kiew (2003)
- Begonia tamdaoensis C.I Peng (2015)
- Begonia tampinica Burkill ex Irmsch. (1929)
- Begonia tanala Humbert (1972)
- Begonia tandangii C.I.Peng & Rubite (2013)
- Begonia taniana Guanih (2015)
- Begonia tapatia Burt-Utley & McVaugh (2001)
- Begonia taraw C.I Peng, Rubite & M.Hughes (2015)
- Begonia tarokoensis M.J.Lai (1990)
- Begonia tatoniana R.Wilczek (1969)
- Begonia tawaensis Merr. (1929)
- Begonia tayabensis Merr. (1918)
- Begonia tayloriana Irmsch. (1961)
- Begonia tebiang S.Julia & Kiew (2016)
- Begonia temburongensis Sands (1996 publ. 1997)
- Begonia tenasserimensis Phutthai & M.Hughes (2017)
- Begonia tenera Dryand. (1791)
- Begonia tenericaulis Ridl. (1925)
- Begonia tengchiana C.I Peng & Y.K.Chen (2005)
- Begonia tenuifolia Dryand. (1791)
- Begonia tenuis Burt-Utley & Utley (2012)
- Begonia tenuissima S.Julia & C.Y.Ling (2015)
- Begonia tepuiensis Moonlight & Jara (2017)
- Begonia tessaricarpa C.B.Clarke (1879)
- Begonia tetralobata Y.M.Shui (2007)
- Begonia tetrandra Irmsch. (1949)
- Begonia teuscheri Linden ex André (1879)
- Begonia teysmanniana (Miq.) Miq. ex B.D.Jacks. (1895)
- Begonia thaipingensis King, J. (1902)
- Begonia thelmae L.B.Sm. & Wassh. (1981)
- Begonia thiemei C.DC. (1895)
- Begonia thomeana C.DC. (1892)
- Begonia thomsonii A.DC. (1859)
- Begonia thyrsoidea Irmsch. (1949)
- Begonia tigrina Kiew (2005)
- Begonia tiliifolia C.DC. (1908)
- Begonia timorensis (Miq.) Golding & Kareg. (1984)
- Begonia tindan Rimi & Kinahim (2015)
- Begonia tinjanii S.Julia (2016)
- Begonia titoevangelistae Tandang & Rubite (2016)
- Begonia tlapensis Burt-Utley & Utley (2014)
- Begonia togashii Nob.Tanaka & C.I Peng (2016)
- Begonia toledana L.B.Sm. & B.G.Schub. (1946)
- Begonia toledoana Handro (1969)
- Begonia tomaniensis Rimi (2015)
- Begonia tomentosa Schott (1827)
- Begonia tonduzii C.DC. ex T.Durand & Pittier (1896)
- Begonia tonkinensis Gagnep. (1919)
- Begonia torajana D.C.Thomas & Ardi (2011)
- Begonia torricellensis Warb. (1905)
- Begonia trianae (A.DC.) Warb. (1894)
- Begonia triangularis Kiew & C.Y.Ling (2016)
- Begonia tribenensis C.R.Rao (1969)
- Begonia tribracteata Irmsch. (1949)
- Begonia trichocarpa Dalzell (1851)
- Begonia trichochila Warb. (1904)
- Begonia trichopoda (Miq.) Miq. (1858)
- Begonia trichosepala C.DC. (1895)
- Begonia tricuspidata C.B.Clarke (1879)
- Begonia triginticollium Girm. (2012)
- Begonia trigonocarpa Ridl. (1917)
- Begonia triradiata C.B.Clarke (1879)
- Begonia trispathulata (A.DC.) Warb. (1894)
- Begonia tropaeolifolia A.DC. (1859)
- Begonia trujillensis L.B.Sm. (1973)
- Begonia trullifolia Guillaumin (1923)
- Begonia truncatiloba Irmsch. (1939)
- Begonia truncicola Sodiro ex C.DC. (1908)
- Begonia tsaii Irmsch. (1951)
- Begonia tsaratananensis Aymonin & Bosser (1983)
- Begonia tsimihety Humbert (1972)
- Begonia tsoongii C.Y.Wu (1995)
- Begonia tuberculosa Girm. (2009)
- Begonia tumbezensis Irmsch. (1953)
- Begonia turbinata Ridl. (1917)
- Begonia turrialbae Burt-Utley & Utley (1999)

### U

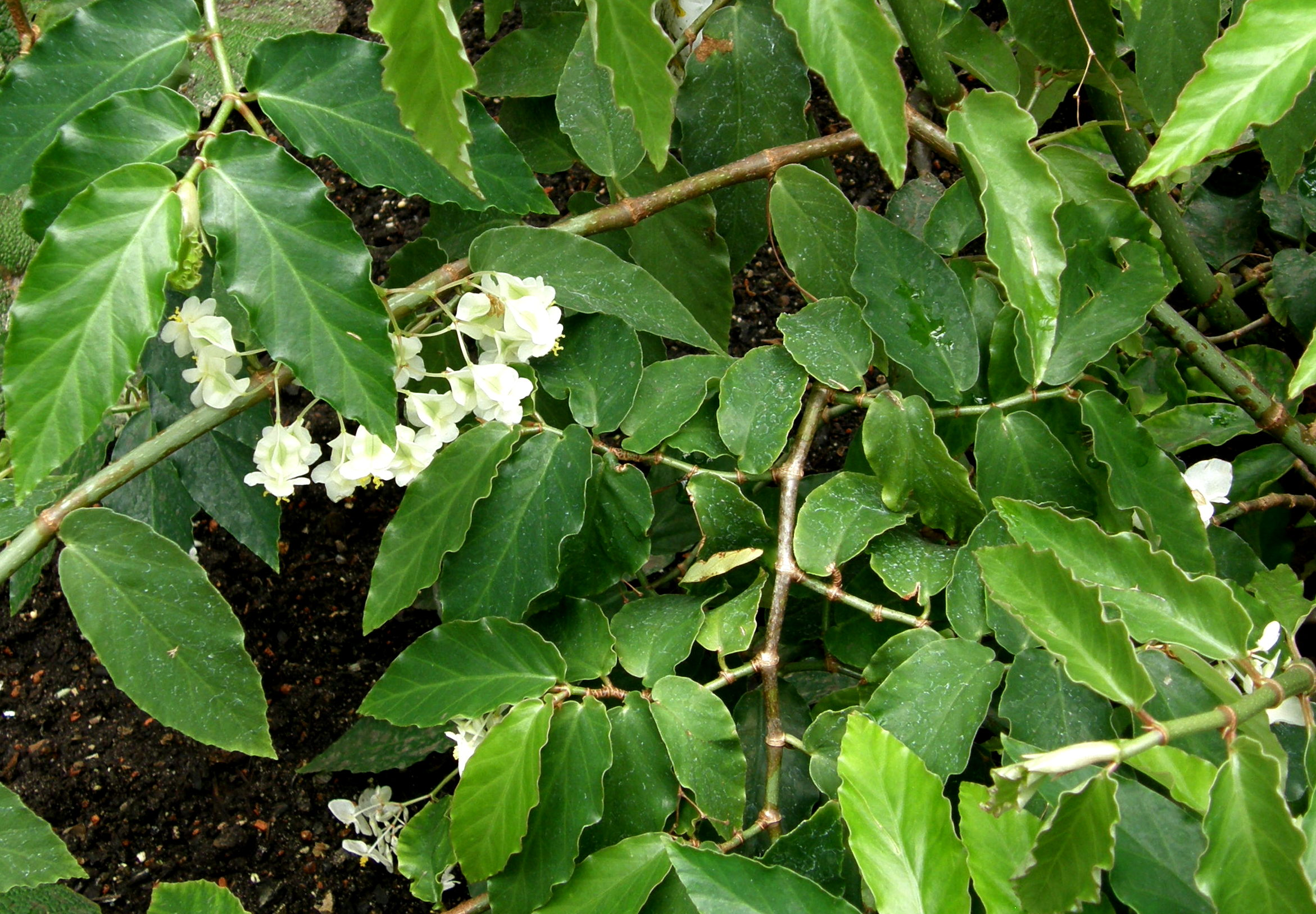
Begonia undulata

- Begonia ubahribuensis S.Julia & Kiew (2016)
- Begonia udisilvestris C.DC. (1919)
- Begonia ulmifolia Willd. (1805)
- Begonia umbellata Kunth (1825)
- Begonia umbraculifera Hook.f. (1896)
- Begonia umbraculifolia Y.Wan & B.N.Chang (1987)
- Begonia umbratica S.Julia (2013)
- Begonia unduavensis Rusby (1920)
- Begonia undulata Schott (1827)
- Begonia uniflora S.Watson (1890)
- Begonia unilateralia Rusby (1934)
- Begonia urdanetensis Elmer (1915)
- Begonia urophylla Hook. (1855)
- Begonia ursina L.B.Sm. & B.G.Schub. (1946)
- Begonia urticae L.f. (1782)
- Begonia uruapensis Sessé & Moc. (1890)
- Begonia urubambensis Tebbitt (2016)
- Begonia urunensis Kiew (2016)

### V
- Begonia venosa

- Begonia vaccinioides Sands (2001)
- Begonia vagans Craib (1930)
- Begonia valdensium A.DC. (1859)
- Begonia vallicola Kiew (2005)

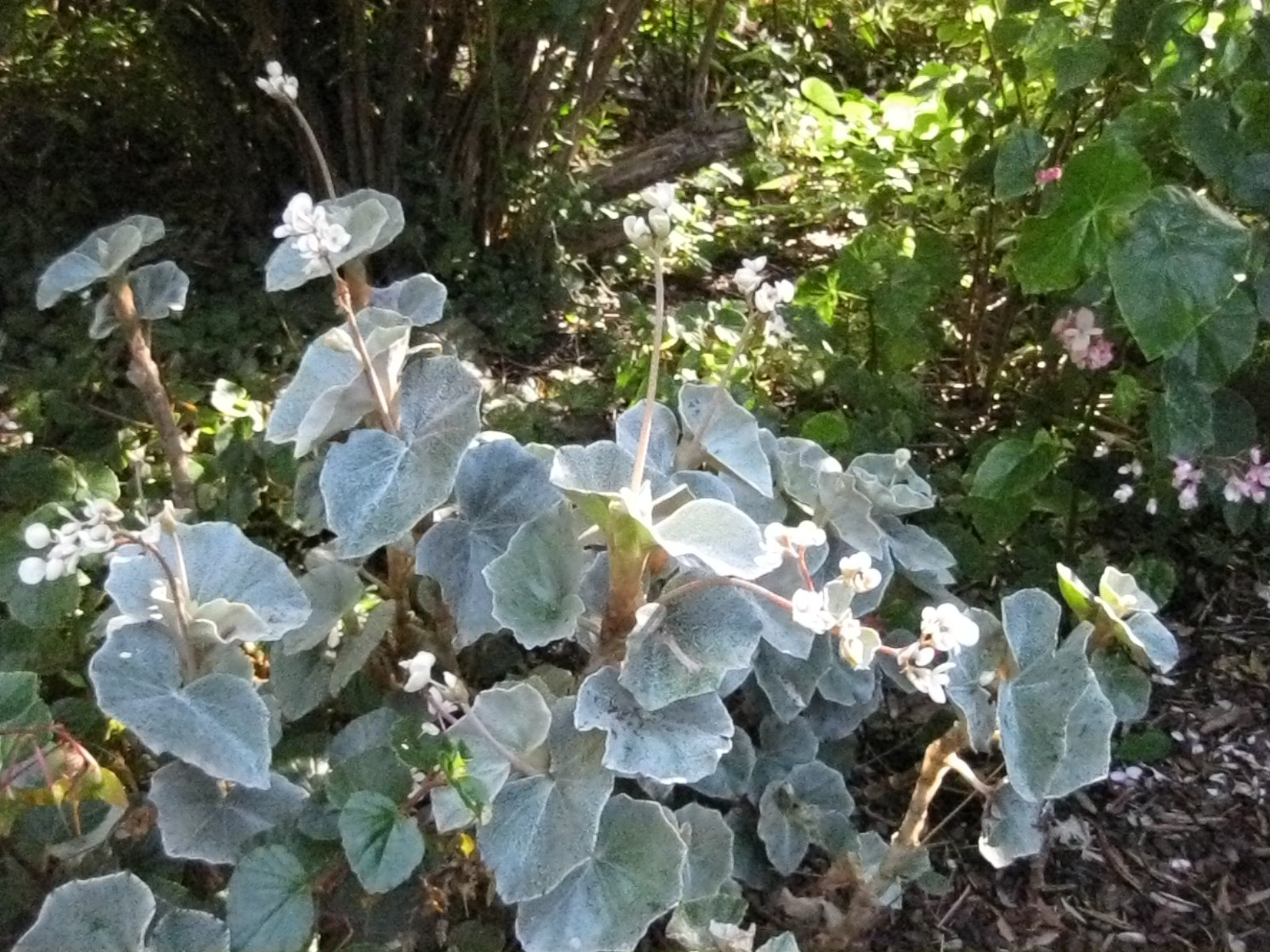
Begonia venosa

- Begonia valvata L.B.Sm. & B.G.Schub. (1952)
- Begonia vanderentii Rossiti (2015)
- Begonia vandewateri Ridl. (1916)
- Begonia vankerckhovenii De Wild. (1915)
- Begonia vanoverberghii Merr. (1911 publ. 1912)
- Begonia vareschii Irmsch. (1959)
- Begonia variabilis Ridl. (1911)
- Begonia variegata Y.M.Shui & W.H.Chen (2005)
- Begonia variifolia Y.M.Shui & W.H.Chen (2005)
- Begonia varipeltata D.C.Thomas (2008)
- Begonia varistyle Irmsch. (1953)
- Begonia veitchii Hook.f. (1867)
- Begonia velata L.B.Sm. & B.G.Schub. (1941)
- Begonia velloziana Walp. (1843)
- Begonia venosa Skan ex Hook.f. (1899)
- Begonia venusta King, J. (1902)
- Begonia verecunda M.Hughes (2009)
- Begonia vermeulenii D.C.Thomas (2011)
- Begonia verruculosa L.B.Sm. (1973)
- Begonia versicolor Irmsch. (1939)
- Begonia vespipropinqua Chong (2015)
- Begonia vestita C.DC. (1908)
- Begonia vicina Irmsch. (1953)
- Begonia vietnamensis H.Q.Nguyen & C.I Peng (2010)
- Begonia villifolia Irmsch. (1951)
- Begonia vincentina O.E.Schulz (1911)
- Begonia violifolia A.DC. (1859)
- Begonia viridiflora A.DC. (1859)
- Begonia viscida Ziesenh. (1969)
- Begonia viscosa Aver. & H.Q.Nguyen (2012)
- Begonia vitiensis A.C.Sm. (1936)
- Begonia vittariifolia N.Hallé (1972)
- Begonia vuijckii Koord. (1912)
- Begonia vulgaris S.Julia & Kiew (2013)

### W

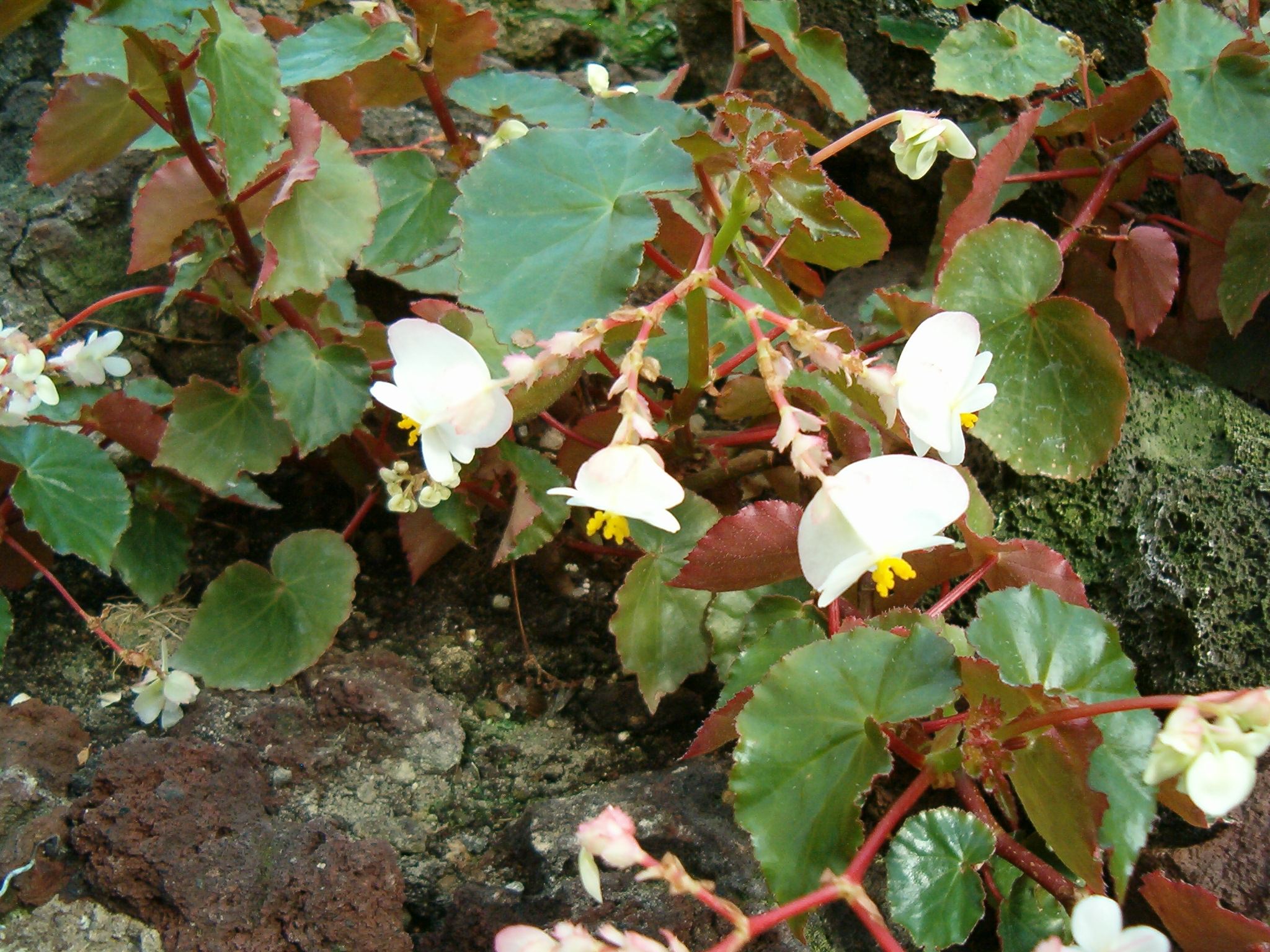
Begonia wrightiana

- Begonia wadei Merr. & Quisumb. (1932)
- Begonia wageneriana (Klotzsch) Hook. (1857)
- Begonia wakefieldii Gilg ex Engl. (1921)
- Begonia wallacei C.W.Lin & C.I Peng (2017)
- Begonia wallichiana Lehm. (1850)
- Begonia walteriana Irmsch. (1964)
- Begonia wangii T.T.Yu (1948)
- Begonia warburgii K.Schum. & Lauterb. (1900)
- Begonia wariana Irmsch. (1913)
- Begonia wasshauseniana L.Kollmann & Peixoto (2012)
- Begonia wattii C.B.Clarke (1889)
- Begonia watuwilensis Girm. (2009)
- Begonia weberbaueri Irmsch. (1953)
- Begonia weberi Merr. (1911 publ. 1912)
- Begonia weberlingii Irmsch. ex Weberling (1963)
- Begonia weddeliana A.DC. (1859)
- Begonia weigallii Hemsl. (1896)
- Begonia wengeri C.E.C.Fisch. (1932)
- Begonia wenshanensis C.M.Hu (1995)
- Begonia wenzelii Merr. (1915)
- Begonia wilburii Burt-Utley & Utley (2012)
- Begonia wilkiei Coyle (2010)
- Begonia wilksii Sosef (1991 publ. 1992)
- Begonia wilsonii Gagnep. (1919)
- Begonia windischii L.B.Sm. ex S.F.Sm. & Wassh. (1999)
- Begonia wollastonii Baker f. (1908)
- Begonia wollnyi Herzog (1909)
- Begonia woodii Merr. (1925)
- Begonia wrayi Hemsl. (1887)
- Begonia wrightiana A.DC. (1859)
- Begonia wui-senioris C.I Peng (2014)
- Begonia wurdackii L.B.Sm. & B.G.Schub. (1963)
- Begonia wutaiana C.I Peng & Y.K.Chen (2005)
- Begonia wuzhishanensis C.I Peng, X.H.Jin & S.M.Ku (2014)
- Begonia wyepingiana Kiew (2005)

### X
- Begonia xanthina Hook. (1852)
- Begonia xilitlensis Burt-Utley (1984)
- Begonia xingyiensis T.C.Ku (1995)
- Begonia xinyiensis T.C.Ku (1995)
- Begonia xiphophylla Irmsch. (1953)
- Begonia xiphophylloides Kiew (2013)
- Begonia xishuiensis T.C.Ku (1995)
- Begonia xylopoda L.B.Sm. & B.G.Schub. (1946)

### Y
- Begonia yapenensis M.Hughes (2015)
- Begonia yappii Ridl. (1929)
- Begonia yiii Kiew & S.Julia (2013)
- Begonia yingjiangensis S.H.Huang (1999)
- Begonia yishanensis T.C.Ku (1999)
- Begonia ynesiae L.B.Sm. & Wassh. (1979)
- Begonia yui Irmsch. (1951)
- Begonia yunckeri Standl. (1938)

### Z
- Begonia zairensis Sosef (1991 publ. 1992)
- Begonia zamboangensis Merr. (1925)
- Begonia zenkeriana L.B.Sm. & Wassh. (1984)
- Begonia zhangii D.Fang & D.H.Qin (2004)
- Begonia zhengyiana Y.M.Shui (2002)
- Begonia zimmermannii Peter ex Irmsch. (1961)
- Begonia zollingeriana (Klotzsch) A.DC. (1859)